# Reza Chah
Cet article concerne Reza Chah Pahlavi (1878-1944). Pour son fils et son petit-fils, voir Reza Pahlavi.
Reza Chah Pahlavi (en persan رضاشاه پهلوی, [reˈzɑː ˈʃɑːhe pæhlæˈviː]), aussi écrit Rizā Shāh Pahlevi ou plus rarement Reza Ier, né à Alasht le 15 mars 1878 et mort à Johannesburg le 26 juillet 1944, est l'empereur de Perse (Iran) de 1925 à 1941 et le fondateur de la dynastie Pahlavi. À différentes époques, il est également connu sous les noms de Reza Pahlavan, Reza Savad-Koohi, Reza Khan, Reza Khan Mir-Panj, Reza (Khan) Sedar Sepah, Reza (Khan) Pahlavi, ayant d’abord été militaire, chef des armées, ministre de la Guerre puis Premier ministre avant d'être empereur entre 1925 et 1941.
Officier cosaque issu d’une lignée de militaires, il passe son enfance dans une relative pauvreté, natif du village montagneux d’Alasht, dans le Mazandaran. Orphelin de père à huit mois et de mère à sept ans, il est recueilli par un de ses oncles avant d’intégrer la brigade cosaque. Sa grande taille et sa force de caractère lui permettent de grimper les échelons de la hiérarchie militaire. Il mène le coup d’État de 1921 et devient successivement commandant suprême des corps armés et chef du gouvernement de l’Empire perse sous le règne d’Ahmed Chah, dernier souverain Qadjar. La Constituante ayant voté la déchéance du jeune monarque le 31 octobre 1925, Reza Khan est aussitôt élu et intronisé par le Parlement (Majles) le 12 décembre 1925. Proclamé empereur (Chāhanchāh), il est couronné le 25 avril 1926. Contrairement aux Qadjar, la nouvelle dynastie n'est pas turcophone mais persanophone ; il a également un caractère non-clanique marqué.
Son règne, extrêmement séculier et souverainiste, est marqué par une modernisation à grande échelle dans son pays, qui se trouve alors dans un état de « sous-développement abyssal », selon les mots de l'ambassadeur britannique de l'époque Percy Cox, avant l'arrivée au pouvoir de Reza Shah. Cependant, c’est un règne à deux aspects : d'un côté il modernise à grands pas la société pour la doter de services modernes, d'infrastructures correctes puis clairement bonnes, de codes de lois et de société inspirés de leurs équivalents européens, avec une égalité des sexes, de la recherche d'une promotion de la culture ancienne iranienne ; de l'autre, il amène tous ces changements avec fermeté et parfois autoritarisme, son attitude notamment vis-à-vis des religieux et des traditions locales lui valant quelques ressentiments dans la population. Il œuvre par exemple pour supprimer le féodalisme et une grande partie du tribalisme iranien, afin d'unifier l'Iran. On lui doit également le changement du nom « Perse » en « Iran » en 1935.
En 1941, l’Iran, suspecté de progermanisme en pleine Seconde Guerre mondiale, est envahi par les troupes alliées, qui l’occupent pendant quatre ans et déposent le vieil empereur. Son fils Mohammad Reza lui succède, tandis qu’il est exilé par les Britanniques qui l’envoient à l’île Maurice, puis à Johannesburg, en Afrique du Sud, où il mourra. Son fils qui lui succède est renversé par la révolution iranienne en 1979. Son petit-fils est actuellement un des meneurs de l'opposition à la république islamique d'Iran. Le bilan de Reza Chah reste discuté et assez difficile à évaluer du fait que, contrairement à Mustapha Kemal (son modèle), son successeur a été renversé par une révolution qui aboutit à la mise en place d’un régime théocratique en totale contradiction avec les principaux aspects de son règne. Le régime théocratique d’Iran actuel, où l’information est assez contrôlée, ne laisse transparaître de lui qu’une image extrêmement négative.

## Biographie

### Jeunesse (1878-1891)
Reza voit le jour à Alasht, une petite bourgade des environs de Savadkuh, dans les hauts du Mazandaran, une province montagneuse du Nord de l'Iran. Il est le fils d'Abbas Ali (1818-1878), militaire qui se bat à Herat (aujourd'hui en Afghanistan) en 1857, et de Nouch Afarine, une Géorgienne musulmane dont la famille avait été chassée du Caucase en 1828, après la guerre russo-persane de 1826-1828.

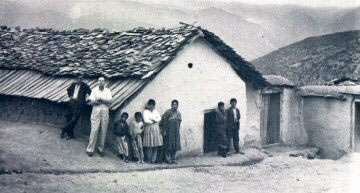
La maison natale de Reza Khan dans les années 1960.

Le grand-père de Reza, Morad 'Ali Khan, est un militaire qui servit dans le VIIe Régiment de Savad Kouh de l'armée. Il eut trois fils, également militaires : Abbas 'Ali Khan, Cheragh 'Ali Khan, et Fazl Allah Khan. Abbas Ali se maria de nombreuses fois, ayant entre cinq et sept épouses, et on lui attribue environ 32 enfants. On ignore cependant (si elles ont existé) les relations entre Reza Chah et ses demi-frères et sœurs, même après son accession au pouvoir. La dernière femme d'Abbas Ali est Nouche Afarine, qu'il avait rencontrée lors d'un voyage à Téhéran.
Le lieu de naissance de Reza Savad-Koohi ne le destinait pas à un grand avenir : Alasht est une ville extrêmement misérable, mais la famille paternelle de Reza était cependant une famille de propriétaires terriens et de militaires. Il existait alors un fossé très important entre les notables d'Alasht et ceux de Téhéran. Donald Wilber, qui a écrit une biographie de Reza Chah dans les années 1970, décrit la ville ainsi :

« Jusque récemment, Alasht était aussi isolée qu'au siècle précédent. Il n'y avait pas de lignes téléphoniques, pas d'électricité, pas de routes motorisables, bien qu'une étroite route franchissable par voitures soit apparue à quelques kilomètres du village. [...] La lutte pour la vie a toujours été importante à Alasht : des hivers froids et amers aux importantes chutes de neige sont suivis par des été secs, amenant une pénurie en eau pour les hommes comme les animaux et l'irrigation des cultures. L'actuel modèle de vie à la saison froide a été établi il y a longtemps : environ 1/4 de la population reste au village, environ 1/4 descend sur la Mer Caspienne dans l'espoir d'y trouver un emploi saisonnier, et le reste passe la plupart du temps loin du village. Les mariages entre parents proches sont la "règle", et la plupart des habitants n'a jamais voyagé au-delà de la vallée. Lors de la seconde partie du dix-neuvième siècle, le village compte moins de mille habitants. »

Quarante jours après la naissance du futur Reza Chah, chassée par sa belle-famille qui ne voulait pas d'une étrangère, Nouch Afarine quitte Alasht pour Téhéran avec son fils. En compagnie de son frère Hossein, elle entreprend la traversée du massif de l'Elbourz pour rejoindre son époux Abbas Ali, gravement malade, et son frère aîné Hakim Ali.
À ce sujet, une légende naîtra plus tard, sous le règne de la dynastie Pahlavi : alors que Nouche Afarine traversait à grand-peine la montagne avec son enfant, ce dernier, nourrisson, serait tombé malade et aurait manqué de mourir (de froid). Sa mère s’arrêta à l’emamzadeh (sorte de mausolée réservé à un descendant du Prophète) d'Hachem, où l’enfant aurait été soigné et se serait remis miraculeusement, ce qui aurait été considéré comme un signe du destin.
Reza n'a que huit mois quand survient la mort de son père, et sept ans lorsque sa mère meurt à son tour. Son oncle, Hakim Ali, médecin-capitaine affecté au service de Kazem Khan, gouverneur militaire de Téhéran, se charge aussitôt de son éducation et lui assure une vie décente sur le plan matériel, voire confortable selon les critères de la Perse de l'époque.

### Carrière militaire (1891-1921)

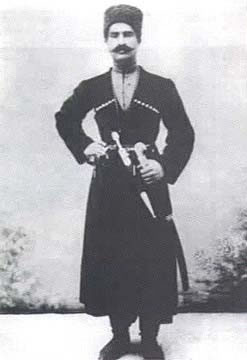
Reza Savad-Koohi Khan, colonel de la brigade cosaque persane en 1917.

En 1891, suivant les traces de son père, Reza se lance dans la carrière militaire : il intègre à 15 ans la brigade cosaque persane, seule institution nationale jugée efficace et inspirant le respect en 1893-94. Il est ensuite très difficile de savoir, même en fouillant les documents administratifs, ce qu'a fait Reza entre 1894 et 1911. Quelques écrivains indiquent qu'il fut garde en faction devant l'ambassade allemande, belge ou néerlandaise, ou devant la demeure du prince Abdol Hossein Mirza Farmanfarma, mais ces écrits sont sujets à caution, la plupart ayant été écrits après l'avènement de la république islamique d'Iran. « À cette époque, "l’armée perse" en général est, comme le reste du pays, dans un état de désorganisation avancée : la corruption règne, les soldats s’équipent eux-mêmes, on leur fournit parfois un cheval. La brigade cosaque est le seul corps à peu près organisé et discipliné, et c’est probablement pour cela que Reza choisit de l’intégrer. On dit que Reza était froissé de ce que cette armée théoriquement iranienne fût commandée par des officiers russes et que l'on s'y exprimât en russe.
Contrairement à Mustapha Kemal, son futur modèle politique avec lequel il devait entretenir de bons rapports, Reza était relativement peu instruit. Il ne maîtrise aucune langue véhiculaire ou diplomatique (Mustapha Kemal parlait le français). Contrairement à ce qu'affirmait la propagande britannique dans les années 1920, Reza était semi-analphabète et apprit très tard à écrire,. S'il savait quelques rudiments de turc (ce qui lui sera utile en 1934), il n'était pas vraiment cultivé mais il avait un autre atout : il se remarquait par son allure, son autorité et ses qualités militaires qui faisaient de lui un exemple de bravoure et de détermination. Ce sont ces qualités qui lui permirent de grimper rapidement les échelons militaires.
C'est le même prince que celui dont il aurait été le garde, Farman Farma, qui, en 1911, le fit combattre dans les soulèvements de la fin de la révolution constitutionnelle, dans les tentatives infructueuses de Mohammad Ali Qâdjar de recouvrer son trône. Malgré tout, le prince l'élève au grade de lieutenant en 1911, avant qu'il n'atteigne l'équivalence du grade de capitaine en 1912. C'est un homme de grande taille, environ 1,90 m, une véritable force de la nature, également très au fait de l'emploi des mitrailleuses, dont il s'occupe en 1915. Lesdites mitrailleuses sont des Maxim, et Reza, qui n'a pas de vrai nom ou de patronyme officiel (voir #Nouveau nom) est surnommé Reza Khan Maxims[réf. nécessaire]. Cette année-là, il aurait été promu colonel. En 1918, il est général de brigade (Sartip), dans une campagne des cosaques contre la troupe du bandit Na'eb Hosein dans le Kashan.
Selon l'avis du général Ironside, officier britannique chargé par le gouvernement de Téhéran de la réorganisation de la brigade cosaque, il devient ainsi le premier officier persan à commander ce corps armé en remplacement des Russes. En 1920, le précédent commandant, le général Vsevolod Starosselski, avait quitté la Perse, comme une bonne partie des officiers russes de la brigade cosaque, pour aller combattre les Rouges aux côtés des Blancs dans la guerre civile russe (1918-1924). Recherchant à l'époque un appui en Perse (voir plus bas), les Britanniques essaient de nommer à la tête de la Brigade un officier anglophile, mais ils y renoncent devant la popularité de Reza et l'hostilité de la troupe face à cette éventualité. Reza Khan devient donc le commandant de la brigade.

### La marche vers le pouvoir (1921-1925)
Profitant d'une situation confuse et complètement désordonnée, il entreprend un coup d'État dans la nuit du 20 au 21 février 1921. Il entre à Téhéran, fort d'environ 2 000 hommes et sans effusion de sang. Il est nommé Sardar Sepah (« chef de l'armée ») par Ahmad Chah. Il devient très rapidement l'homme fort du pays et se consacre à réformer l'armée, l'ordre et la sécurité. Il donne aussi un nouvel élan au nationalisme iranien.
En octobre 1923, Ahmad Chah le nomme Premier ministre avant son départ pour l'Europe pour raisons de santé.

#### Le plan britannique (1917-1921)

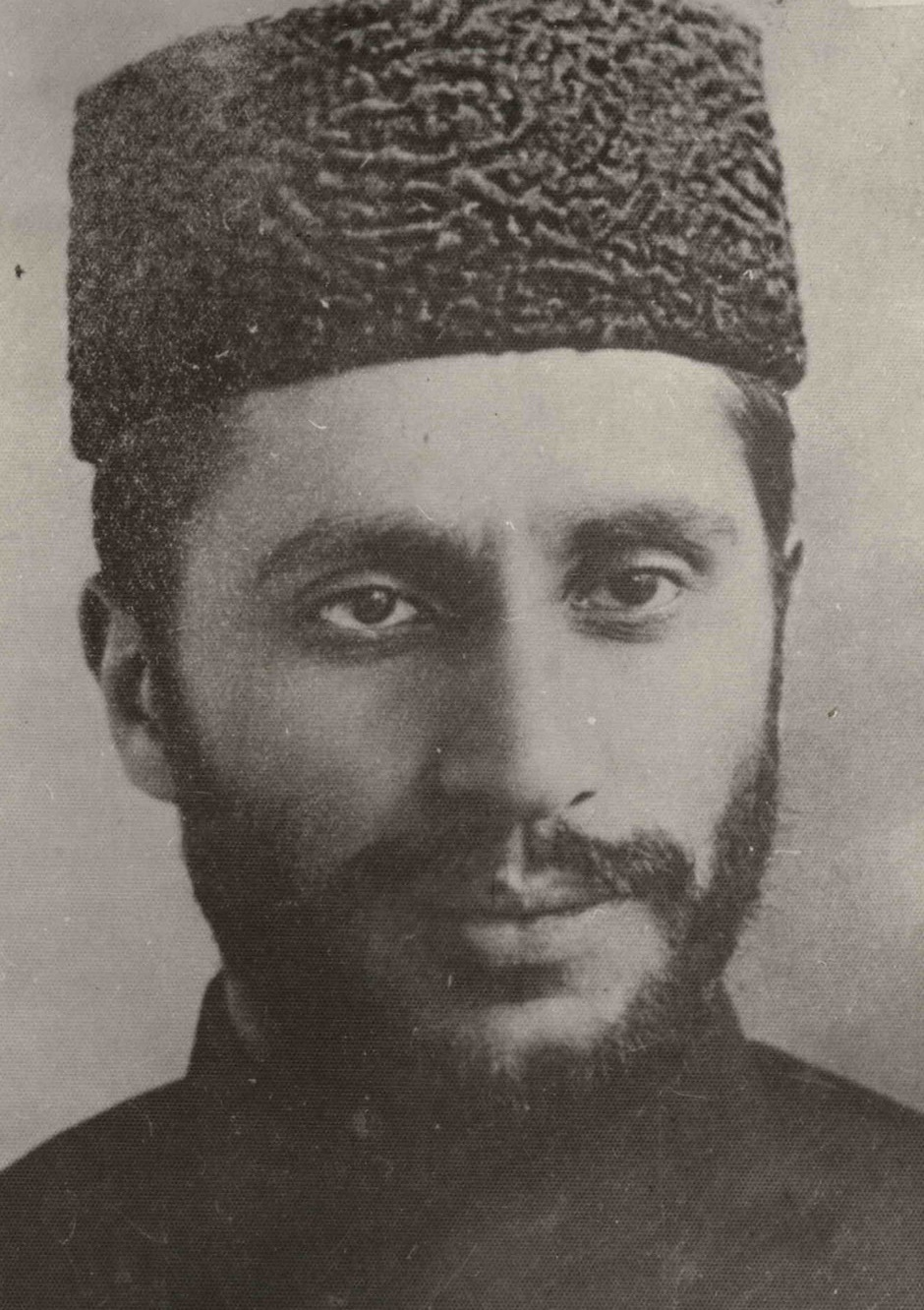
Seyyed Zia'eddin Tabatabaï, vers 1921.

Les Britanniques, depuis le XIXe siècle, avaient maintenu la Perse dans un très mauvais état, avec une certaine aide des Russes qui avaient grignoté tout au long du siècle passé des territoires perses, dont ceux dans le Caucase d'où sont originaires la famille de la mère de Reza ainsi que celle de sa femme Tadj ol-Molouk. La Perse servait pour les deux puissances d'État-tampon entre les empires des Indes et russe – sans parler des zones d’influence établies, évitant aux alliés d'entrer en conflit pour des problèmes frontaliers. Mais la révolution russe, puis l'incertitude que les Blancs puissent emporter la victoire dans la guerre civile (qui se terminera finalement en 1924 et sera gagnée par les Rouges) poussent le gouvernement de Londres à agir : la Russie bolchevique représente un danger pour le Raj britannique, car susceptible d'absorber la frêle Perse et de rejoindre directement les frontières indiennes, une action qui aurait de très nombreuses conséquences. Le Royaume-Uni tente alors de s'implanter en Perse. Par le traité anglo-persan de 1919, il souhaite établir une zone tampon sur les parties de l'empire Perse touchant la Russie, et imposer un protectorat de fait aux Perses, s’immisçant officiellement et fortement dans les affaires internes. Conspué par l'opinion perse, le traité est signé à contrecœur par Ahmad Chah, mais le Parlement refuse de ratifier le traité.
Devant cet échec, Londres met en place une autre stratégie : imposer de force à la tête du gouvernement un homme qui leur sera dévoué et qui permettra d'agir indirectement. Le choix se porta sur un ambitieux journaliste, Seyyed Zia'eddin Tabatabai (aussi transcrit Seyyed Zia’eddin Tabatabai) ; mais il lui manquait un « bras armé ». Les Britanniques pensent alors au nouveau chef de la brigade cosaque, Reza Khan, premier perse depuis fort longtemps à réussir à reprendre en main un organisme de son pays, fut-il militaire.

#### Coup d'État (20-21 février 1921)

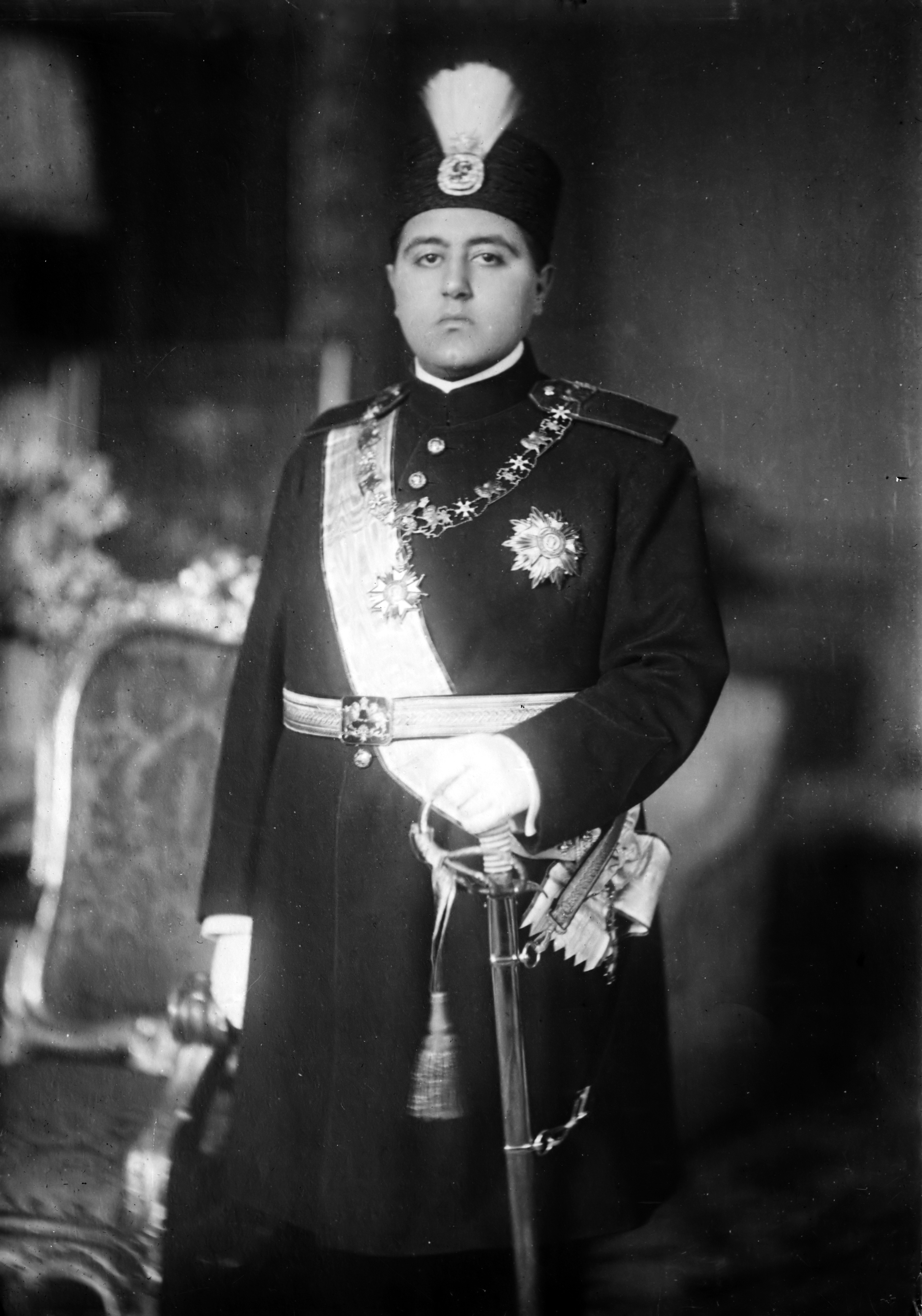
Ahmad Chah Qâdjar.

Reza voit là sa chance : ce rôle dans ce coup d'État ne lui permettait-il pas d'approcher de très près le pouvoir et qui sait, peut-être plus ? Il ne cautionne cependant ni le traité de 1919 ni le complot britannique : il a toujours imputé aux Britanniques (et aux Russes, dans une moindre mesure) la déchéance de son pays. Il laissait cependant croire à tous, notamment à l'espion britannique Ardeshir Reporter et surtout à Tabatabaï (ainsi que, selon certaines versions, à des personnes comme le franc-maçon bahai Ayn ol-Molk Hoveyda, qui l'auraient découvert,), qu'ils pouvaient compter sur lui.
Avec tous ceux qui lui sont dévoués (une grande partie de la brigade), il prend le contrôle de la capitale dans la nuit du 20 au 21 février 1921. Au lendemain, dans tous les édifices publics de Téhéran, on voit placardé aux murs la proclamation suivante, connue sous le nom de « Moi, j’ordonne… » :

« Moi, j'ordonne :

Tous les habitants de Téhéran sont tenus de garder le calme et d'obéir aux ordres des militaires. L'état de siège est décrété. Passé huit heures du soir, hormis les militaires et les policiers, nul n'est autorisé à sortir de chez soi et à circuler dans les rues […] La publication de tous les journaux et autres imprimés est suspendue jusqu'à la formation d'un nouveau gouvernement […] Tout rassemblement dans les maisons et autres lieux est interdit. Dans les rues et lieux publics, tout rassemblement de plus de trois personnes sera dispersé par la force publique […] Les débits de boissons alcoolisés, les théâtres, les cinémas, les lieux de jeux de hasard, seront fermés jusqu'à nouvel ordre. Toute personne prise en état d'ébriété sera traduite devant la justice militaire. Jusqu'à la formation d'un nouveau gouvernement, les administrations publiques, y compris la poste et le télégraphe, seront fermées. Seule l'administration qui assure la distribution des vivres reste autorisée à fonctionner. Toute personne contrevenant à ces dispositions sera déférée devant les tribunaux militaires et sévèrement punie.

Commandant de la Division cosaque de Sa Majesté et commandant en chef des forces armées,

Reza »

Outre le caractère un peu grandiloquent du texte (« les forces armées » ne sont alors pas grand-chose), on remarque que cette proclamation a été exclusivement signée par Reza Khan, comme s’il était le seul homme du coup d'État.

#### Combat pour le pouvoir avec Tabatabaï (21 février-25 mai 1921)

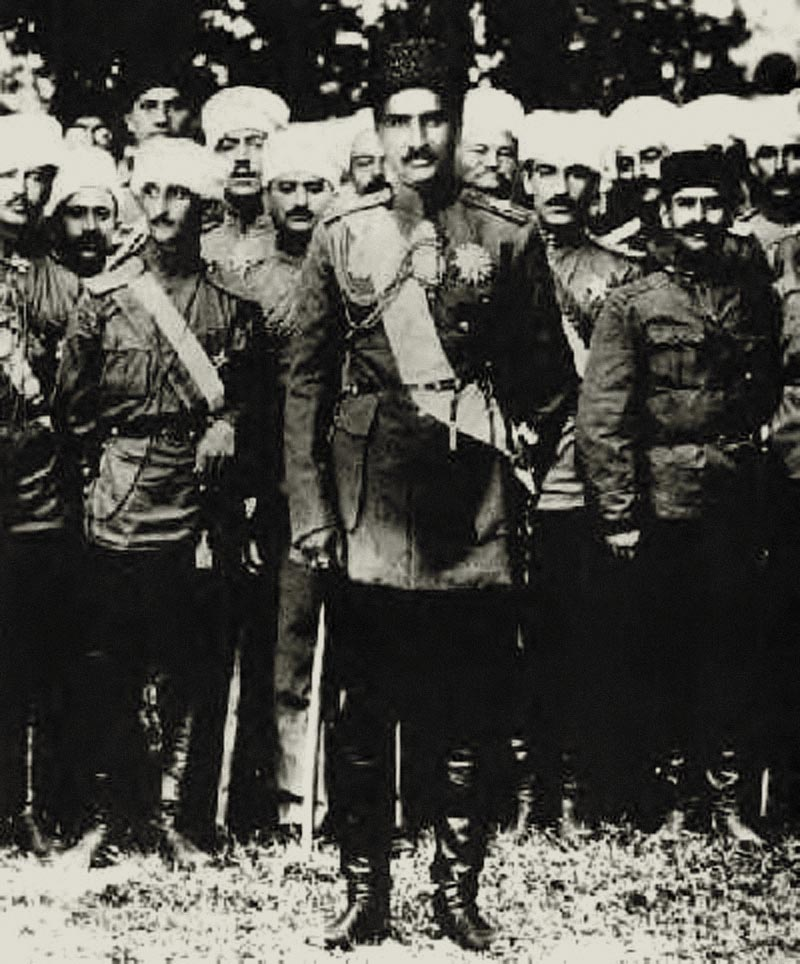
Reza Khan, chef de la brigade cosaque persane.

Seyyed Zia'eddin Tabatabai devenu Premier ministre, Reza ne reçoit pas de poste important, s’attendant toutefois à devenir ministre la Guerre. Mais Tabatabaï nomme à la place le colonel Massoud Keyhân (fa). Cependant, Ahmad Chah, le 1er mars 1921, le nomme généralissime (Sedar Sepah), et ce sans l’avis de Sayed Zia. Rapidement, la bataille est engagée entre les deux, ou plutôt les trois hommes : Sayed Zia et Reza Khan, qui ont mis en place le coup d’État ensemble, se disputent la direction des affaires, agissant l’un sans l’autre, Sayed Zia ayant largement le dessus, et Ahmad Chah qui essaie d’utiliser le deuxième pour affaiblir le pouvoir du premier. Sayed Zia incommode en effet beaucoup la Cour, gouvernant par décrets-lois sans en référer au Chah et destituant même des personnalités de la cour liées à la Couronne britannique comme le prince Nosrat-od-Dowleh Firouz Mirza (en).
L’ambassadeur du Royaume-Uni s'adressant à Reza pour obtenir la libération du prince est éconduit par le généralissime. Reza ordonne plus tard à l’ambassade britannique de cesser ses ingérences foncières dans le quartier où se trouve une résidence d’été qui leur appartient, en prenant les mesures nécessaires. Londres commence à se dire que ce n’est pas vraiment l’homme qu’il fallait pour la prise en main du pays, mais Tabatabaï garde le soutien du pouvoir britannique. Ce dernier se permet même de dissoudre le Parlement et dès lors ne dépend plus de personne pour la conduite des affaires.
Ahmad Chah, qui en veut à son Premier ministre pour le coup d’État de février, ne supporte pas ses manières cavalières, ni sa façon de commander le pays, et cherche à se venger. Face à la montée en puissance de Reza, qui sécurise la capitale et les environs, Sayed Zia pense le nommer ministre de la Guerre à l'exclusion de tout autre poste. Ahmad Chah accepte et le gouvernement est remanié le 22 avril 1921. Reza Khan devient ministre de la Guerre, et reste généralissime. Ahmad Chah peut maintenant se débarrasser de Sayed Zia avec l’appui de Reza. Sans Parlement, le gouvernement a les mains libres mais l’empereur peut changer de Premier ministre à tout moment – une tactique qu’utilisera Mohammad Reza Chah, le fils de Reza Khan, pour lutter contre l'influence de Mohammad Mossadegh le 15 août 1953.
Le 25 mai (ou le 4 juin) 1921, le Premier ministre se voit notifier sa démission par le roi ; il réagit vivement, et Ahmad Chah appelle en renfort Reza et quelques officiers qui se trouvaient dans la pièce voisine. Fermement, mais sans violence inutile, Seyyed Zia’eddin Tabatabai est amené aux frontières irakiennes, d’où il partira pour l’Europe puis la Palestine, où il restera jusqu’en 1942, date de son retour en Iran.

#### Ministre de la Guerre et commandant de l’armée (25 mai 1921-28 octobre 1923)

##### Prélude à la modernisation

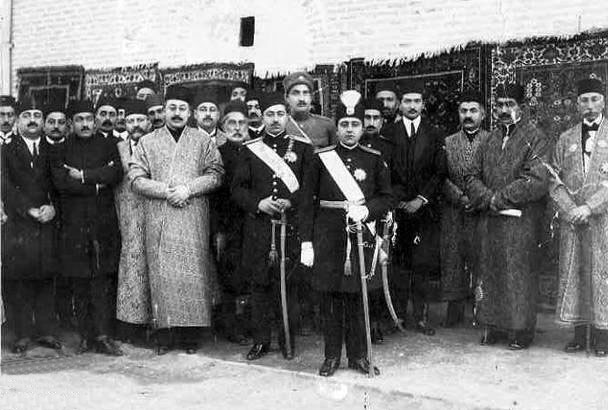
Le cabinet Ghavam en 1921 : au centre, Ahmad Chah et derrière lui, le prince héritier.
À leur droite, le Premier ministre Ghavam os-Saltaneh et enfin, plus grand que tous les autres, derrière, Reza Khan.

Après la destitution de Seyyed Zia, Ahmad Chah se méfie de son ministre de la Guerre. Plutôt que de lui confier les rênes du gouvernement, il le laisse ministre à son poste et nomme Premier ministre Mirza Ahmad Ghavam, dit Ghavam os-Saltaneh (ce qui signifie « la force du pouvoir »). Ghavam et Reza Khan, s’ils se côtoieront longtemps, ne s’apprécieront jamais vraiment voire se détesteront. Ghavam s’était opposé à Tabatabaï, qui l’avait envoyé en prison, où il se trouve quand il devient Premier ministre. Libéré, il inaugure une période de grandes avancées pour le pays. En outre, le Parlement est de nouveau en fonction après des élections, la démocratie parlementaire est rétablie, et plusieurs cabinets se succèderont pendant deux ans.
Ghavam reste Premier ministre jusqu’au 30 septembre 1921, date à laquelle il est remplacé par Hassan Pirnia, mais revient à la tête des affaires du 22 juin 1922 au 14 février 1923. Hassan Mostofi devient à son tour chef du gouvernement, puis Hassan Pirnia revient au pouvoir le 14 juin 1923.
Les gouvernements Ghavam et successeurs entreprennent la politique de modernisation dont le pays rêve depuis 1906. En 1921 est créée une faculté d’agronomie, avec des enseignants français. Le personnel enseignant étant inexistant en Iran, il est recruté pour le moment hors des frontières. Ensuite, le gouvernement crée un Office national de l’enregistrement des transactions immobilières. C'est la première fois qu'une institution sous contrôle religieux est remise en cause – ce ne sera pas la dernière. Enfin, le gouvernement Pirnia fonde le Lion-et-Soleil-Rouge et l’Institut Pasteur de Téhéran.

##### Sécurisation de Téhéran

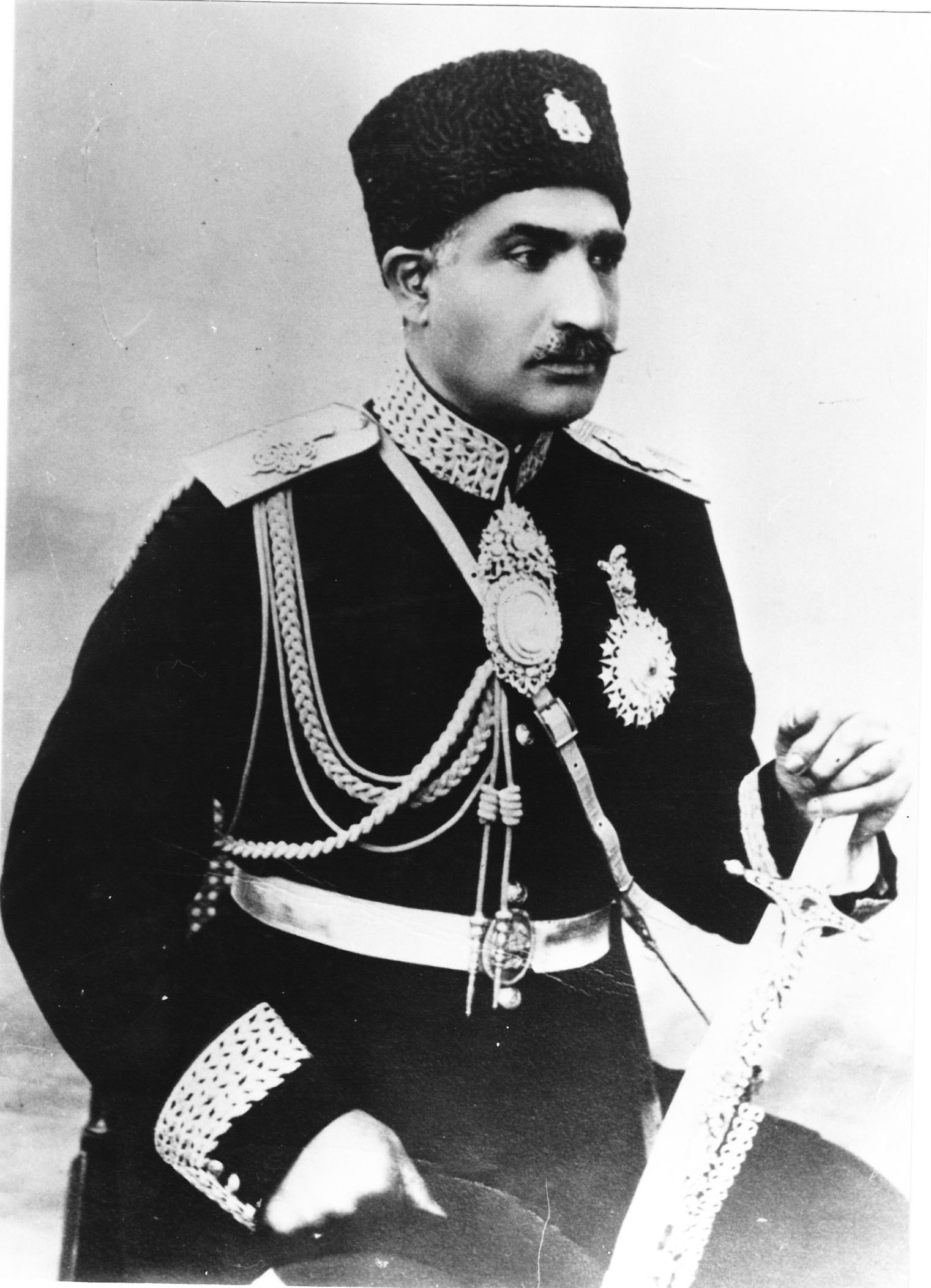
Reza Khan, ministre de la Guerre.

Dès le moment où il devient Sedar Sepah, Reza, homme qui connaît la capitale, désire plus que tout la sécuriser (au moins), la ville étant alors peu sûre : la nuit, des raids de brigands ont lieu, tandis que d’autres bandes font respecter leur loi ; les rues ne sont pas éclairées, si ce n’est par des lampes dans les rues autour du palais royal. Avant même d'être devenu généralissime, il s’entoure des divisions militaires existantes et de la petite gendarmerie du pays, mettant à exécution son plan : ses lieutenants cosaques et autres disparaissent souvent quelque temps, chargés officieusement de se débarrasser de ces formes de contre-pouvoir aux alentours de la capitale. En trois mois, la capitale devient plus sûre, même la nuit, et la population le considère comme une véritable figure d’autorité, plus que Sayed Zia, alors Premier ministre.

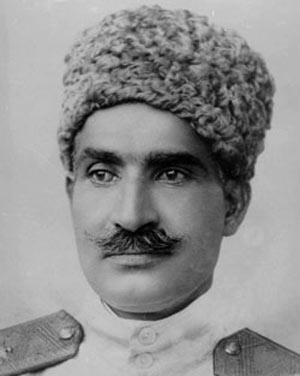
Reza Khan.

Il contracte un emprunt de cinq millions de dollars aux États-Unis pour financer la réorganisation et le rééquipement de l'armée.

##### Campagnes contre les rebelles et les indépendantistes
Après la destitution de Seyyed Zia, Reza reste donc généralissime et ministre de la Guerre. Il mène plusieurs campagnes victorieuses contre les chefs rebelles ou indépendantistes du territoire et gagne en autorité et en force[réf. nécessaire], notamment lors de l’écrasement de la république socialiste du Gilan, finalité du mouvement constitutionnaliste du Gilan : le mouvement (1914-1921), considéré à la base comme une extension de la révolution constitutionnaliste de 1906, déboucha sur cette république, créée avec l’aide des Bolcheviks. Son fondateur, Mirza Kuchak Khan, vit ses relations avec les Bolcheviks se détériorer et sa république, peu soutenue par la population, disparaître. Reza Khan Sedar Sepah dirigea en la fin de l’année 1921 la lutte contre les restes du gouvernement dispersés dans la jungle et en sortit victorieux.
Reza s’emploie également à accroître son autorité — officiellement, celle de l’État dans la région kurde. Il est chargé de rétablir l’autorité du gouvernement central au Gilan, en bordure de la mer Caspienne. En 1918, Simko Shikak, féodal et surtout meneur et séparatiste kurde, a assassiné le patriarche chrétien Simon XIX Benjamin et pris largement part au génocide assyrien vers la fin de la Première Guerre mondiale, établissant son autorité sur la région à l'ouest du lac d'Ourmia. Puis il a étendu son territoire aux villes de Mahabad, Khoy, Miandoab, Maku et Piranshahr. Si le gouvernement d’alors a cherché un accord, celui de Ghavam envoie directement l’armée pour rétablir l’autorité. L’armée, c’est Reza. Après une lutte de quelques mois, la révolte de Simko Shikak est écrasée dans la région de Salmas, vers Sari Taj en 1922. Shikak, après avoir tenté vainement un autre soulèvement en 1926 (il sera abandonné par la moitié de son armée), est tué en 1930 dans une embuscade tendue par celui qu’il avait accepté de rencontrer, le général Moghaddam – ce qui, ironiquement, ressemble à la manière dont Shikak avait piégé puis tué Simon XIX Benjamin. Reza aurait retiré de cet épisode une méfiance voire une aversion à l'égard des Kurdes, et les aurait dépossédés de leurs terres, les persécutant jusqu’à son abdication, vingt ans plus tard.
Il mate également un soulèvement dans le Baloutchistan perse, mais aussi dans les régions azerbaïdjanaises et arméniennes.

#### Premier ministre (28 octobre 1923-1ernovembre 1925)

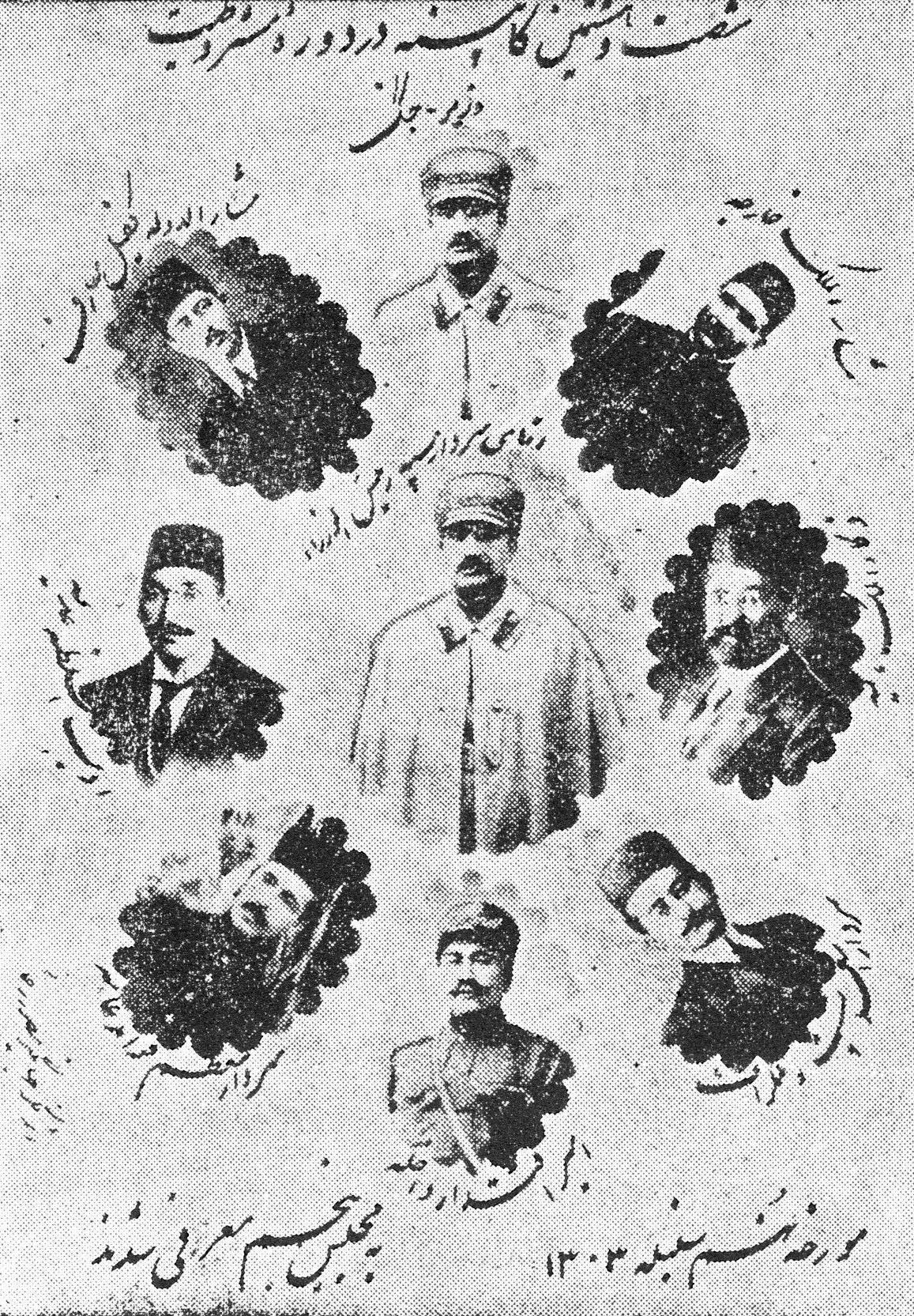
Le gouvernement de Reza Khan. Il est à la fois Premier ministre et ministre de la Guerre.

Le 28 octobre 1923, Reza est appelé aux plus hautes fonctions, en remplacement de Hassan Pirnia, par le Majiles, chambre basse des institutions persanes. Le 5 novembre 1923, Ahmad Chah quitte le pays pour Nice, en France, à cause de soucis de santé, a-t-on dit. En fait, Reza Khan lui a plutôt forcé la main. Le souverain ne revint jamais dans son pays, laissant le pouvoir effectif à Reza. Depuis Nice, bien qu’impopulaire, il tenta d'influencer la vie politique persane, préconisant de se méfier de Reza – bien que le reconduisant plusieurs fois au poste de Premier ministre.

##### Consolidation des avancées et nouveaux projets
La fondation d’un État moderne est en marche. Reza cherche à poursuivre dans la voie de la souveraineté nationale, tout en accélérant le rythme. Peu de temps après sa nomination à la tête du gouvernement, il fait passer une loi sur le sucre et le thé : l’importation est réglementée – l’Iran disposant de ressources en ce qui concerne ces deux denrées, et l’exploitation minière est très encadrée. L’État place cette dernière sous l'autorité d’un Institut d’extraction.
De même, Reza va construire une ligne ferroviaire inspirée du Transsibérien, le Transiranien. Depuis le début du siècle, l’empire russe avait pensé établir une ligne de chemin de fer reliant les frontières russes et indiennes. Mais malgré la création d’un consortium Anglo-Iranien de Chemin de fer en 1910, le chantier est interrompu pendant la Première Guerre mondiale ; seulement les tronçons reliant Téhéran à Astara et Téhéran à Enzeli sont construits. Maintenant que les Russes sont partis et que la construction de la ligne ferroviaire a été remise à la nation, le chantier peut se poursuivre et Reza veut aller plus loin : il négocie avec la compagnie américaine Ulen la construction d’une ligne plus étendue allant de Mohammerah (aujourd’hui Khorramshahr) jusqu’à la mer Caspienne.
Cependant, rien ne sera construit avant son accession au trône.

##### Réorganisation de l’armée
Reza Khan restant ministre de la Guerre et commandant de l’armée, il continue à persévérer dans la voie de la modernisation de l’armée. Ayant les mains encore plus libres qu’avant, il souhaite en faire un véritable moyen de défense contre une possible invasion, et un moyen d’assurer la stabilité du pays. Il confie la réorganisation de l’armée à un prince qâdjar, Aminollah Djahanbani, qui a fait ses études militaires dans les académies militaires de la Russie impériale. Pour ce qui est de la formation de chefs militaires, ils sont envoyés en France, dans des écoles militaires telles que Saint-Cyr, Saumur, Fontainebleau. Pendant une longue partie de son règne, des officiers continueront d’être formés dans des écoles militaires étrangères ; françaises, puis européennes, mais jamais un seul officier en devenir ne sera envoyé au Royaume-Uni. À cette époque, aussi, une petite aviation se développe en Iran. Lors de l’affaire du cheick Khazal, Reza dispose d’une brigade aérienne de trois aéronefs.
En mai 1924 a lieu l’établissement de la conscription, avec service militaire de deux ans obligatoire. Cette réforme vise particulièrement à aplanir les grandes différences sociales qui existent entre la population et, par extension, entre les militaires. C’est un succès, et, dans le même style, une réforme scolaire institue la mise en place de l’uniforme pour les enfants ; elle vise aussi à faire un brassage culturel et sociétal, tout en sollicitant uniquement des entreprises iraniennes pour la confection des uniformes.

##### Nouveau nom

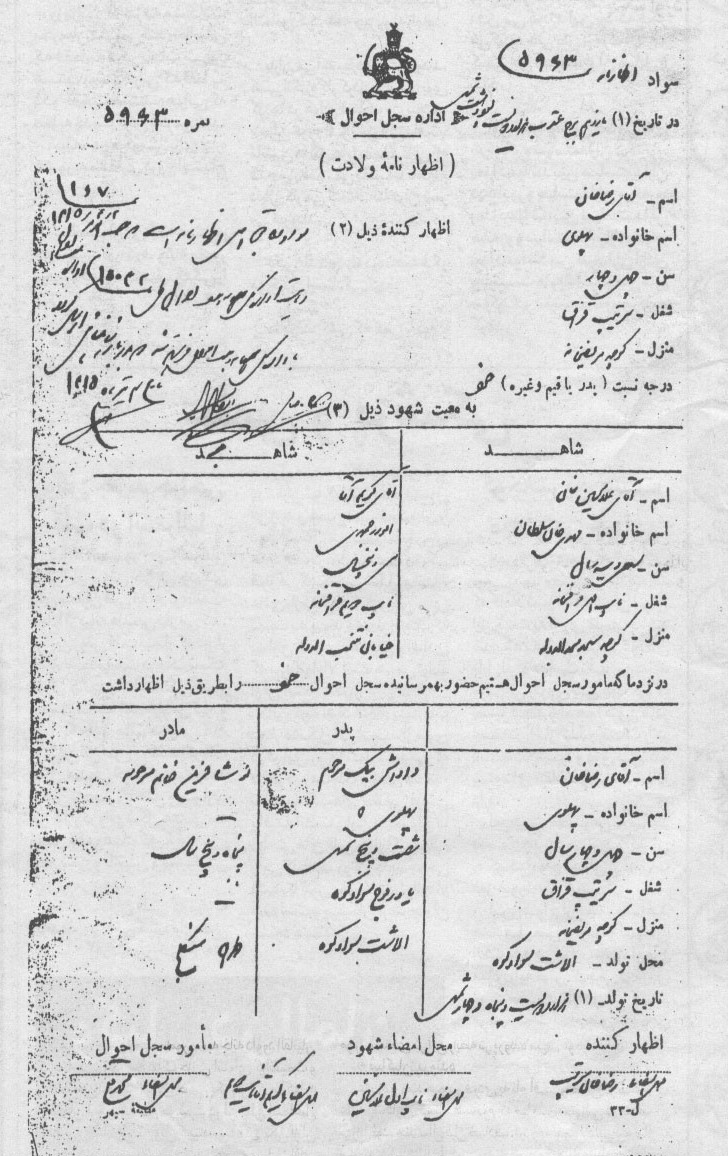
Document datant de 1920 établissant l'identité de Reza Khan.

Reza instaure aussi l'utilisation obligatoire du nom de famille - une loi du cabinet Pirnia, qui était jusque-là le propre des seules familles aristocratiques. La loi visant à établir un patronyme (nom de famille + prénom) officiel entre en vigueur en 1925. Reza se doit de montrer l’exemple, comme la plupart des politiciens. Mais quel nom officiel choisira-t-il ? Quand il a vu le jour, il a d'abord été nommé Reza Savad-koohi (سوادکوهي) d'après sa région natale de Savadkuh (en). Plus tard, quand il est devenu officier dans l'armée perse, l'appellation correspondant au grade a été accolée à son nom et il est donc devenu Reza Khan (خان), puis avec sa progression en grade, Reza Khan mirpanj (خان میرپنج). En tant que ministre de la défense, il portait le nom Reza Khan Sardâr Sepâh (سردار سپاه). Alors, lequel adopter ? Khan ? C’était plutôt un surnom, comme Sedar Sepah. Savad-koohi ? Pahlavan ? Il finit par choisir le nom de Pahlavi (پهلوی), porté depuis par ses descendants. Ce patronyme, s’il rappelle le clan de son père – Pahlavan –, est une référence directe à l’identité préislamique de la Perse ; le Pahlavi, ou Pehlevi, étant une langue indo-européenne parlée en Iran entre le IIIe et le Xe siècle et d'autre part, il fait référence à une langue ancienne, le moyen-persan, et d'autre part signifie « héroïque, glorieux, archaïque ». Déjà, la recherche d’une future orientation des affaires lorsqu’il concentrera (encore) plus de pouvoir entre ses mains, un retour aux sources de la grande civilisation persane, sans les apports dus à l’islamisation de la Perse au VIIe siècle. À l’état civil, il gardera toujours ce patronyme, même devenu empereur — il n’y ajoutera que le numérique Chah (شاه) —, qui est encore aujourd’hui celui de ses descendants.

##### Affaire du cheik Kazhal
Le cheikh Khaz'al Khan al-Kaabi, puissant potentat de la province de Khûzistân, signe aux alentours de 1923 un traité de protectorat de fait avec les britanniques, régnant dans une zone très peu sujette au pouvoir impérial. Ce traité, devant lequel Téhéran est impuissant, lui confère une sorte de pouvoir qui va lui monter à la tête : en 1924 il prend la tête d’une force de 30 000 hommes, avec une puissante cavalerie tribale et quelques pièces d’artillerie, alliés aux tribus bakhtiaries, en révolte contre le pouvoir central. Reza, qui pensait en avoir fini avec les séparatistes, prend la tête de l’expédition punitive, secondé par le plus jeune général de l’armée, Fazlollah Zahedi. Les Britanniques, qui voyait dans ce traité de protectorat – pourtant illégal – un moyen de protéger les frontières de l’Irak voisin et de sécuriser leurs territoires pétroliers, protestent, en l’occurrence leur ministre plénipotentiaire en Iran, Sir Percy Loraine. Mais Reza Khan Pahlavi et le général Zahédi triomphent des troupes du cheikh le 1er novembre 1924. Le 19 novembre, le potentat envoie une sorte de télégramme d’excuse et voudrait se faire oublier, mais Reza, inflexible, lui ordonne de se rendre à la capitale avant la moindre négociation. Kazhal, prenant peur, s’enfuit par bateau et stationne dans les eaux internationales du Golfe Persique, près des frontières irakiennes et persanes.
Reza, qui ne renonce pas, envoie Zahédi capturer le cheikh, opération commando qui réussit. Si son traité de protectorat est rompu, pour ne pas froisser les Britanniques qui apprécient de moins en moins Reza Pahlavi, le cheikh Kazhal est installé dans une confortable maison dans les hauteurs de Téhéran, et ses velléités séparatistes disparaîtront dès qu’il retrouvera sa fortune.

### Naissance de la dynastie Pahlavi (1925-1926)

Les premières armoiries de la dynastie Pahlavi.

Reza Chah, impressionné par les réformes modernistes d'Atatürk en Turquie, pense un moment à établir un système présidentiel, une idée mal reçue dans les milieux religieux et traditionnels[réf. nécessaire].
Le 31 octobre 1925, en l'absence d'Ahmad Shah Qajar, et alors que le pays nécessitait la restauration d'une autorité centrale et d'un gouvernement fort, le majles (le parlement persan) approuve à une grande majorité la déchéance de la dynastie Kadjar. Le 12 décembre suivant, le Parlement se prononce pour le changement de dynastie. Reza Khan devient empereur de Perse sous le nom de Reza Chah Pahlavi le 15 décembre 1925, avant d'être couronné le 25 avril 1926.

#### L’année 1925: l’avènement de Reza Pahlavi
Depuis l'affaire du cheikh, l'arrivée officielle de Reza au pouvoir, qui a déjà toutes les cartes en main, n'est plus qu'une question de temps. Seul Ghavam, qui aurait pu s'opposer à son ascension, trempe dans une sombre histoire de tentative d'assassinat - « étrangement » au moment opportun et est envoyé en exil, après intervention d'Ahmad Chah qui fait cesser la brimade que le gouvernement Pahlavi inflige à l'ancien Premier ministre ; Ahmad Chah lui-même, pas plus que le reste de sa famille – le prince héritier Mohammad Hassan Mirza, surtout – ne représente un réel danger pour le pouvoir de Reza Pahlavi. Déjà admiratif de Mustapha Kemal, il pense alors à établir une république ; mais le clergé, peu enclin à cette idée, vient lui proposer de plutôt « prendre la couronne » : une idée qui séduira l'ancien officier cosaque, quand on connaît la suite.
À cette époque, les partisans et détracteurs de Reza s'affrontent dans la rue, ses partisans se divisant ensuite entre partisans de la république et ceux de l'avènement d'une nouvelle dynastie. Par une proclamation, le 4 avril 1925, le Premier ministre leur demande de cesser de se déchirer, expliquant que le développement du pays est ce qui compte.

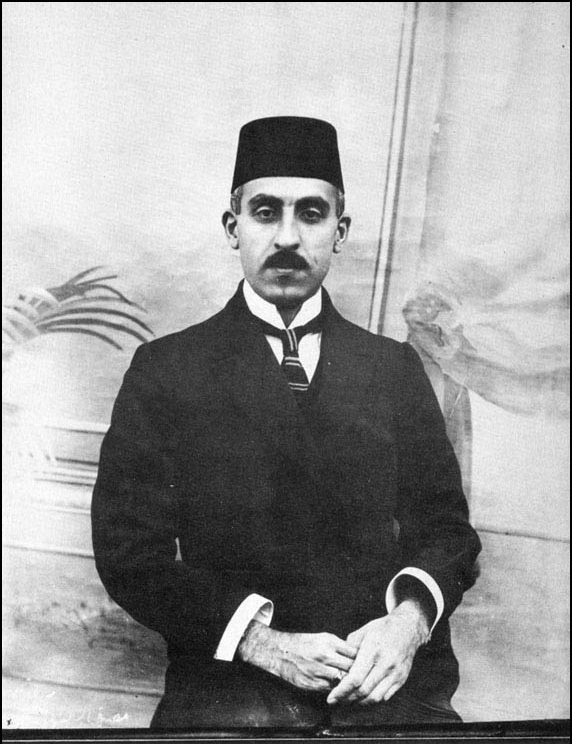
Mohammad Mossadegh, au début des années 1920.

De même, au Parlement, la question, s'il venait à prendre le pouvoir - ce qui est imminent, de la forme du régime fait débat. Cependant, certains s'opposent à une accession pure et simple de Reza Pahlavi à la tête de l'État. Parmi eux, Mohammad Mossadegh, tribun et parlementaire :

« Reza Khan gouverne très bien le pays et il faut donc qu'il continue à le faire. Pour cela, il doit rester Premier ministre. S'il devient roi, et s'il respecte le principe de monarchie démocratique, constitutionnelle, il ne devra pas gouverner, et cela serait dommage. En revanche, s'il se décide à gouverner en tant que roi, il deviendra par définition du dictateur, et nous ne nous sommes pas battus en faveur de la démocratie pour avoir encore une fois un roi dictateur,. »

Après l’accession au pouvoir de Reza, Mossadegh resta en fonction au Parlement, menant dans les premières années un groupe d'opposition. Malgré tout, il eut toujours de bonnes relations avec Reza Chah, qui lui proposa même plusieurs fois plusieurs postes, ; une idée qu'infirment d'autres sources.

#### Fausse démission des affaires
Trois jours après sa demande, le 7 avril 1925, Reza Pahlavi remet à Hassan Pirnia, alors président du Majilis, sa démission. Il se dit fatigué des complots, intrigues et autres jeux mesquins qui grisent la vie politique, et informe les parlementaires et ministres qu'il va effectuer un pèlerinage au mausolée de l'Imam Hussein, à Kerbala, haut lieu du chiisme, avant de quitter le pays pour aller s'installer à l'étranger.
Alors que Reza part en Irak, le jour même, de Nice, Ahmad Chah, voyant là l'occasion de se débarrasser de ce « nouveau Tabatabaï », s'empresse de nommer un Premier ministre — Hassan Mostofi — et un gouvernement. Mais le monarque outrepasse, par deux fois ses droits : il nomme un Premier ministre alors que le Parlement est en fonction, et sans en référer à personne, et il nomme des ministres sans l'avis même dudit Premier ministre. Le gouvernement formé, ou plutôt désigné, de même que les parlementaires, s'empressent de se rendre aux frontières irakiennes pour retrouver Reza, qui revient de son pèlerinage à Kerbala. Tous lui demandent de former de nouveau le gouvernement. Reza accepte et reste Premier ministre.

#### Renversement des Kâdjars et proclamation des Pahlavi

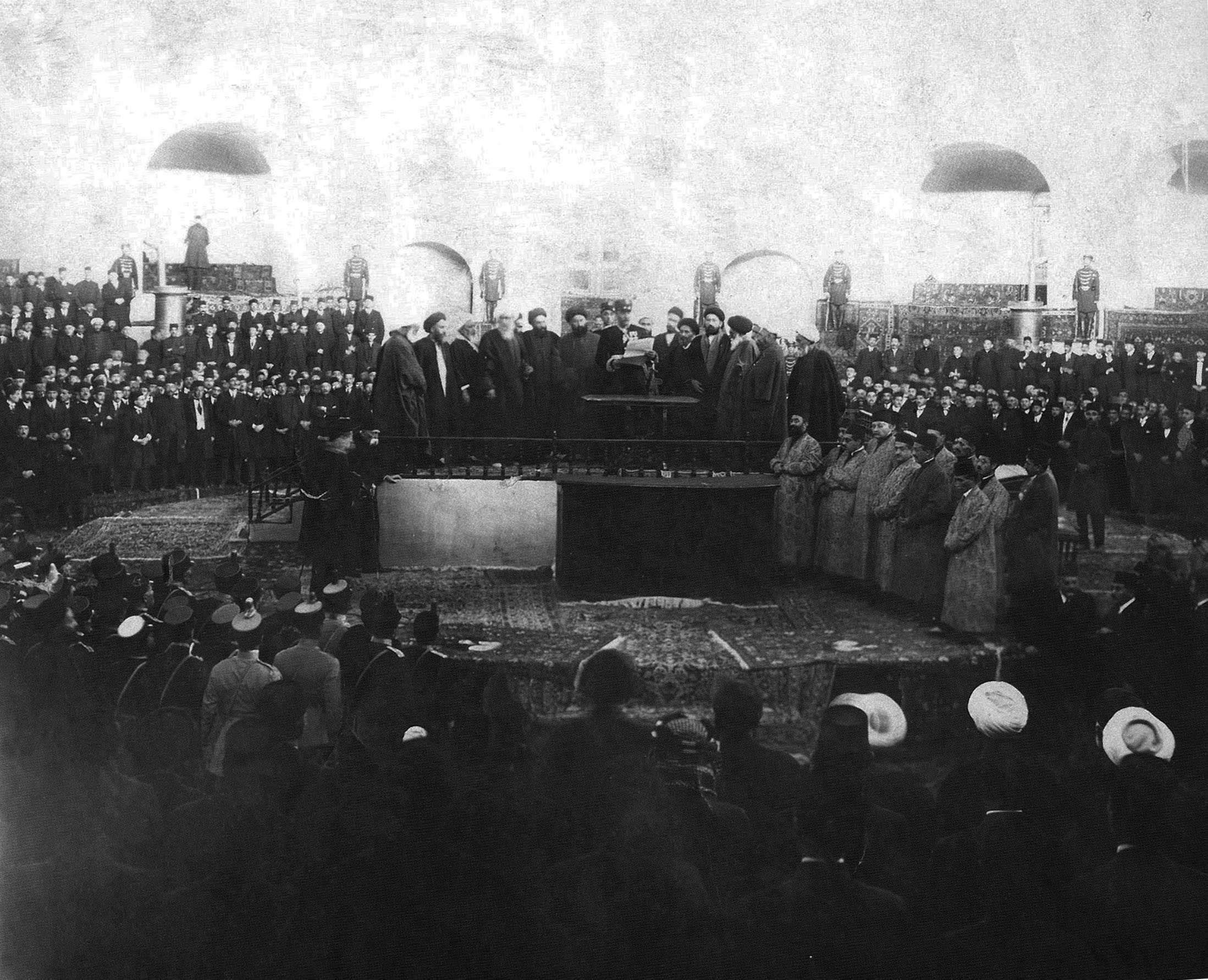
Reza Chah Pahlavi, prêtant son serment de fidélité à la Constitution Iranienne, le 12 décembre 1925.

L'épisode de la démission de Reza semble être une ruse politique : il savait que beaucoup le jugeraient indispensable. Et cela a aussi discrédité (un peu plus) la dynastie Kadjar – ce qui était peut-être le but : les ordres d'Ahmad Chah n'ont pas été écoutés, à peine rendus publics. De plus c'est un homme loin du pays et de ses réalités qui a parlé, et il adoptera encore une tactique différente, se sachant impuissant : il félicite Reza, s'inquiète de sa santé... Ce dernier, qui sait qu'il a déjà gagné, continue d'adopter une révérence de façade vis-à-vis de celui qui est encore l'empereur – mais plus pour longtemps.
Le 28 octobre 1925, toujours en l'absence d'Ahmad Shah Qajar, le Majilis vote une loi proclamant la déchéance de la dynastie Kadjar, à la suite d'une demande conjointe de nombreux responsables politiques et sociaux au Parlement. Reza Pahlavi reçoit le titre d'« Altesse Sérénissime », et préside une sorte de gouvernement provisoire. Le 6 décembre, le Majilis étudie une révision constitutionnelle, car, en déposant les Qadjars, il viole les articles 36 et 38 de la Constitution de 1906, qui stipulaient que la couronne de Perse ne peut appartenir qu’à Mozaffar el-Din Chah (qui avait ratifié la Constitution) ou ses successeurs, nés de mère persane.
Le 12 décembre 1925, le parlement se prononce pour l'avènement d'une nouvelle dynastie : les Pahlavi remplacent les Qadjar. De toute l'assemblée, malgré une certaine abstention, seules 5 personnes ont voté contre, parmi lesquels Mossadegh, Mohammad Taghi Bahar, Hassan Modarres et Hassan Tagizadeh. La couronne est remise à « Sa Majesté Reza Pahlavi, Chah de Perse ». Les nouveaux articles 36 et 38 indiquent que la monarchie constitutionnelle s’incarne en Reza Pahlavi, ses descendants et héritiers directs et que dans le cas où le monarque ne pourrait plus régner, ce serait son héritier qui le remplacerait. L’héritier doit être son fils biologique, et la mère dudit héritier se doit d’être une persane, et – une nouveauté – non apparentée à l’ancienne dynastie des Qadjar,.
Après avoir prêté serment à la Constitution le 15 décembre 1925, Reza Khan devient empereur de Perse sous le nom de Reza Chah Pahlavi.

« Je prends pour témoin le Dieu Tout-Puissant et Très-Haut, sur la parole glorieuse de Dieu, et par tout ce qui est le plus honoré aux yeux de Dieu, Je jure d'exercer de tout mon pouvoir pour préserver l'indépendance de la Perse, protéger les frontières de mon Royaume et les droits de mon Peuple, d'observer les Lois fondamentales de la Constitution persane, de régner conformément aux lois établies de la Souveraineté ; de s'efforcer de promouvoir la doctrine Ja'fari de l'Église des Douze Imams tout en considérant dans mes actes Dieu le plus glorieux comme présent et me regardant. Je demande encore l'aide de Dieu, de qui toute volonté émane, et demande de l'aide des esprits saints des saints de l'Islam pour participer à l’épanouissement de la Perse. »

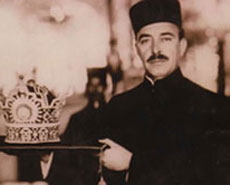
Abdol-Hossein Teymourtash, ministre de la Cour, présentant la flambant neuve couronne Pahlavi.

Le 16 décembre, des corps des responsables politiques viennent lui prêter allégeance. Le 19 décembre, Reza appelle Mohammad Ali Fouroughi pour former son premier gouvernement en tant qu'empereur. Le 28 janvier 1926, enfin, son fils Mohammad Reza est proclamé « Altesse Impériale, prince héritier du trône de Paon »,

#### Couronnement

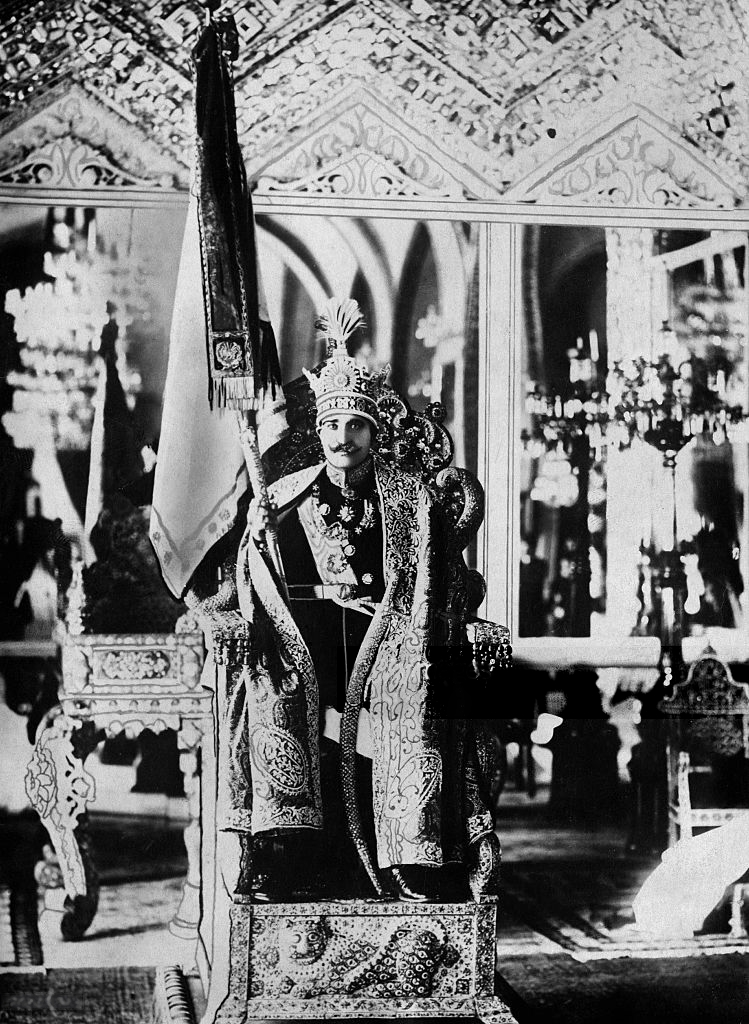
Reza Chah le jour de son couronnement, photographié sur le trône du Paon, portant le Grand Collier de l'ordre de la Couronne.

Pour l'instauration de cette nouvelle dynastie, de nouveaux symboles sont mis en place. Le ministère de la Cour, dont le maître est depuis peu Abdol-Hossein Teymourtash, passe commande auprès d'un joaillier Haj Seraj ol-Din pour la création d'une nouvelle couronne, pouvant remplacer la couronne Kiani utilisée par les Kadjar.
Le design de la nouvelle couronne, appelée Couronne Pahlavi, s'inspire des reliefs représentant les couronnes sassanides (224-651). Elle comporte 3 380 diamants, totalisant 1 144 carats, avec au centre d'une composition en rayons de soleil, un diamant taillé en brillant jaune de 60 carats. Elle pèse 2,08 kg.
Les nouvelles armoiries sont presque les mêmes que celles de la dynastie kadjare : un lion-et-soleil entouré de chêne et de laurier ; seule la couronne Kiani du dessus est remplacée par la couronne Pahlavi. Seront plus tard créées de nouvelles armoiries impériales, représentant deux lions entourant un soleil où est représenté le mont Damavand, avec en dessous la devise des Pahlavi « Mara dad farmud va Khod Davar Ast (Il m'a donné le pouvoir de commander, et Il est le seul juge) », le tout étant chapeauté par la couronne Pahlavi,.

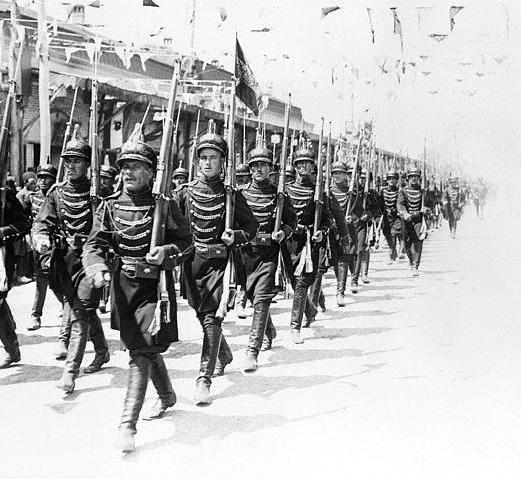
Parade militaire dans Téhéran lors du couronnement de Reza Shah Pahlavi, le 25 avril 1926.

Reza Chah est couronné le 25 avril 1926. La cérémonie est assez fastueuse, presque calquée sur celle des Kadjars.
Après une procession urbaine, où Reza est paradé dans un carrosse frappé des nouvelles armoiries Impériales, le cortège arrive au palais du Golestan, ancienne résidence officielle des Qâdjars, surtout utilisée pour les cérémonies. Reza se rend dans les jardins, où il s'assied sur le trône de Marbre, où il est filmé, puis la procession le suit dans la Grande Galerie du Palais, où il s'assoit sur le trône Naderi, créé par Fath Ali Chah. On lui présente plusieurs épées, et il ceint celle de Nâdir Châh. Puis il revêt un manteau aux broderies évoquant des motifs perses antiques et enfin, ceint la lourde et toute neuve Couronne Pahlavi. À l'occasion, certains médias étrangers désignent le nouvel empereur sous le nom de « Pahlavi Ier ».

### Règne et modernisation de l'Iran (1925-1941)
Sous son règne, la Perse accélère sa modernisation : fondations d'universités, constructions de chemins de fer et industrialisation massive. Il bouleverse l'ordre social établi en accélérant les réformes et en essayant de faire passer la Perse (Iran) au XXe siècle. Il fonde la première université moderne du pays, l'université de Téhéran (1934), instaure l'usage des noms de famille et du livret d'état civil, modernise la justice et l'armée et entreprend un effort considérable pour moderniser le système éducatif. En 1935, il interdit le port du voile pour les femmes et oblige les hommes à se vêtir « à l'occidentale ».

#### Premières mesures

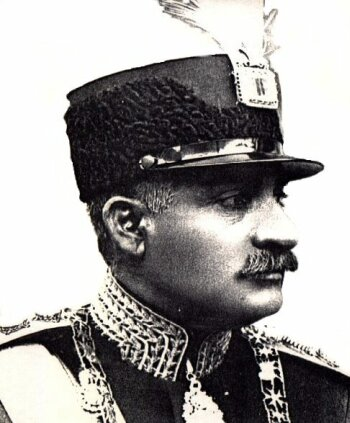
Reza Shah Pahlavi au début de son règne. On peut voir le diamant Daria-e nour sur son képi.

Sitôt monté sur le trône, Reza Khan devenu Reza Chah va s’employer à améliorer le niveau de vie de la population. Et pour ce faire, il faut que les gens vivent, qu’ils soient moins en proie à ce qui les déciment ; en province, notamment, de nombreuses maladies, comme le paludisme, la variole, la tuberculose, le choléra, la dysenterie, le rachitisme, la lèpre, la leishmaniose, la fièvre typhoïde, le trachome, la teigne et d' autres maladies de la peau et des maladies sexuellement transmissibles font des ravages. Depuis 1828, il existe des écoles de médecine, mais leur impact est trop réduit. Dans le but de lutter de façon plus ample contre ces maladies, le 3 février 1927, le gouvernement d’Hassan Mostofi, qui a succédé à Mohammad Ali Fouroughi le 13 juin 1926, promulgue une loi établissant la création d’un Département national des établissements de santé visant à faciliter l’accès aux soins pour la population. Si l’implantation d’infrastructures médicales (notamment des hôpitaux) s’avère difficile en province, les maladies cesseront de faire d’aussi importants ravages, et le paludisme, le plus répandu, sera complètement éradiqué.
Ensuite, Reza Chah abolit les capitulations. Le gouvernement Mostofi abolit ces dispositions dues au traité de Turkmanchai (1828), qui avait été signé après la défaite de la Perse à la guerre russo-persane de 1826-1828. Elles impliquaient que les Russes présents sur le territoire persan avait une immunité sociale, judiciaire et surtout économique. Ces derniers en effet s’occupaient alors de l’économie persane, et c’était toujours le cas (malgré la disparition de l’empire russe) en décembre 1925, quand Reza devint empereur. Elles sont officiellement abolies en 1927 car Reza Chah entrevoit de nouveaux projets pour l’économie nationale.
Le nouveau régime se veut affilié à son héritage ancien et glorieux : la Perse antique de Cyrus, Darius, Xerxès... Le premier lien avec l’héritage millénaire de la Perse avec celle de Reza Chah a lieu en 1925 : la mise en place du calendrier Zoroastrien préislamique, ou plutôt sa restauration ; le calendrier a vu ses noms être oubliés et changés par des mots turcs et arabes ; l’appellation originale revient. Le principe utilisé est cependant celui défini par le poète, mathématicien et philosophe Omar Khayyam au XIe siècle : en mesurant l’année, il en avait déduit qu’elle « mesurait » exactement 365,24219858156 jours, ce qui rend le calendrier très précis et confirme avant l’heure la future réforme grégorienne (à l'époque d'Omar Khayyam, en 1094). Il a été parfois avancé que cette réforme, pourtant imposée par décret, aurait été inspirée par Keikhosrow Shahrokh (en), député au parlement et chef de la communauté zoroastrienne iranienne.

#### Le Transiranien
Les travaux concernant le Transiranien continuent. Le pays peut désormais voir grand, et surtout pendant les années 1930, alors que l'émergence d'un marché économique, une augmentation drastique des industries modernes, une augmentation des exportations et une augmentation de la production agricole transforment la société et surtout son économie. Le 9 février 1926, le Majlis vote majoritairement positivement l’extension du circuit. Certains s’y opposent, notamment Mossadegh, parlant de « trahison envers la patrie » : il pense que les Britanniques auront ainsi plus accès aux ressources du pays pour le piller en utilisant le réseau ferroviaire ; il n’est d’ailleurs pas le seul. Des ingénieurs européens sont demandés pour imaginer et réaliser le projet. Reza y tient particulièrement et le projet, finalisé, sera sa fierté, voire « l'œuvre de sa vie » : il dure longtemps, plus de douze ans.
Douze ans pendant lesquels les critiques apparaissent : on a peur que le projet coûte finalement trop cher et soit abandonné, parmi les ingénieurs, il y a des Américains, dont certains pensent que d'autres moyens de transport seront préférables et moins coûteux, comme le Service de transport automobile de l'Armée Américaine (U.S. Army’s Motor Transport Service)... les Britanniques aussi trouvent beaucoup à redire : au début du projet, la question est vite tranchée par l'empereur de savoir si le Trans-Iranien sera du nord au sud ou d'est en ouest. On retient du nord au sud, ce qui est moins coûteux. Les Britanniques auraient préféré l'autre option : un Trans-Iranien d'est en ouest, dont la planification apparaîtra puis la construction sera finalement démarrée en 1938, aurait permis aux Britanniques de relier les colonies du Raj britannique au protectorat de Mésopotamie (plus tard le royaume d'Irak), une liaison qui a fait défaut aux Britanniques pendant la Première Guerre mondiale.
Des incidents auraient pu faire tourner le projet court : Reza Chah visite plusieurs fois le chantier, et parcourt les lignes posées depuis sa voiture-wagon spéciale, une première fois en 1929. Le 10 janvier 1930, il visite un nouveau tronçon de la section nord, mais son train déraille à cause des trop importantes précipitations. Il prend un autre wagon qui, presque arrivé à destination, déraille également pour les mêmes raisons. Si le roi s'en sort indemne, le mauvais temps perdure et les routes sont impraticables : il reste bloqué à Ahvaz, où il se trouve, jusqu'au 25 janvier 1930.

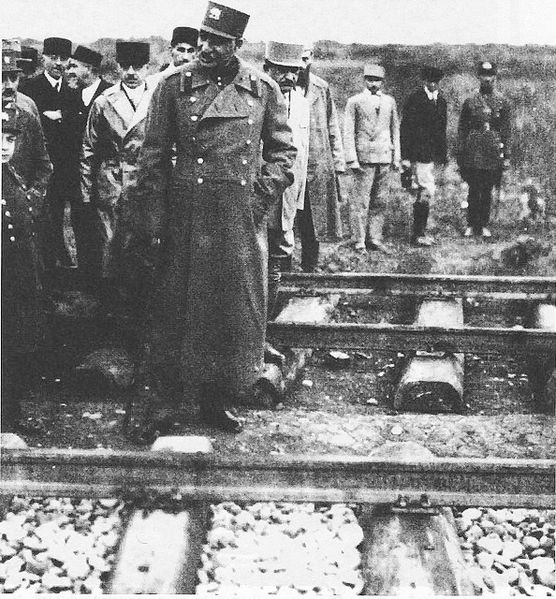
Reza Chah sur le chantier de construction du Transiranien à la fin des années 1920.

Le 26 août 1938, 1 394 kilomètres de voie ferrée sont inaugurés, et relient la mer Caspienne et le golfe Persique. Le réseau possède 90 gares, celle de Téhéran étant construite par des Allemands, qui ont à l’époque un important partenariat avec l’Allemagne. Plus de 251 ponts (dont le plus emblématique est le pont de Veresk (en)), 245 tunnels, 4000 ponts plus petits ont été construits. Plus de 55 000 ouvriers ont été embauchés sur le chantier du chemin de fer Trans-iranien. Plus de 20 millions de mètres cubes de terre et 4 000 kilos de dynamite furent utilisés, plus de 2 000 000 mètres cubes de pierres naturelles et des pierres de construction et plus de 500 tonnes de ciment ont été utilisés. Le chemin comporte en outre 46 grandes gares, avec salon des passagers, des ateliers de réparation des locomotives, des wagons et des réservoirs d'eau ainsi que des générateurs d'électricité qui ont été construits.
Grande fierté (et nouveauté), le chantier a coûté 17,5 millions de livres sterling, une somme colossale, mais sans recours au moindre crédit étranger ; il y a cependant eu une hausse des taxes sur le sucre et le café. Le chantier a employé beaucoup d'hommes, la plupart Iraniens, mais les ingénieurs et les têtes pensantes du projet sont quasiment tous étrangers. Le projet a été supervisé par un consortium, d'abord germano-américain, puis un autre, dano-suédois.
Le 30 octobre 1938, le nouveau Trans-Iranien est commencé ; il doit traverser le pays d'ouest en est, reliant Tabriz à Mashad. Les travaux avancent mais ils seront interrompus par la Seconde Guerre mondiale et la déposition de Reza Chah. Ils seront achevés sous Mohammad Reza Chah.
Pendant la Seconde Guerre mondiale, le Royaume-Uni et l'URSS envahirent l'Iran et, après avoir neutralisé Reza Chah, utilisèrent le chemin de fer transiranien pour former le Corridor perse, lequel sera utilisé pour acheminer du pétrole et diverses fournitures aux troupes britanniques et soviétiques.

#### Réformes approfondies et nouveautés

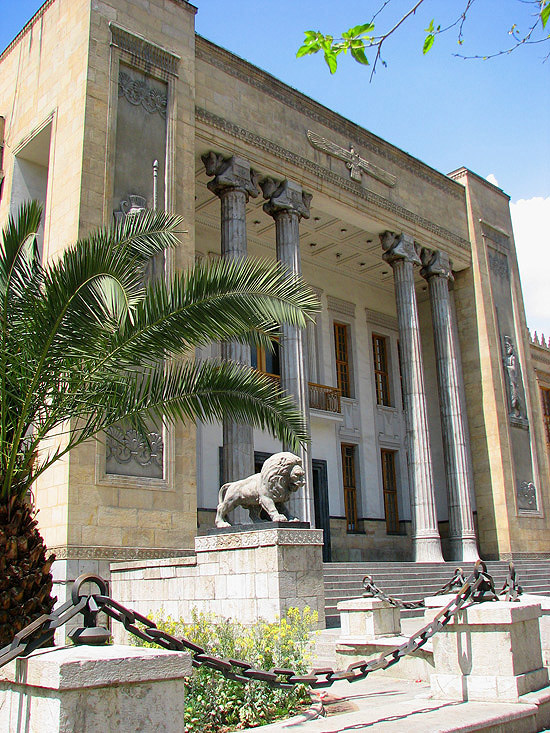
La Banque Nationale d'Iran (1927).

##### Nouveau système monétaire
En 1925, Reza Chah fait créer la Banque Sepah, qui permet de gérer les fonds de pension des militaires – Reza n’a pas oublié ceux dont il a été le condisciple. Mais ce n’est pas vraiment suffisant, les Britanniques ayant encore accès à des domaines économiques, de même que les Russes avant l’abolition des capitulations. Il faut donc prendre d’autres mesures.
Reza cherche à créer une nouvelle banque : pour cela, il envoie Abdol-Hosein Teymourtash en Allemagne, avec pour mission de s’inspirer des banques allemandes et de leur système de fonctionnement pour créer une banque nationale. La Banque Nationale d’Iran naît en 1927.
La Banque Impériale de Perse, gérée par des Britanniques et symbole de leur ingérence dans les affaires iraniennes, est remplacée par la Bank Melli Iran, au personnel exclusivement iranien. L'objectif principal de la banque était de faciliter les transactions financières du gouvernement et d'imprimer et de distribuer la monnaie iranienne (rial et toman). Pendant plus de 33 ans, la Banque Melli Iran agissait en tant que banque centrale de l'Iran avec la responsabilité de maintenir la valeur du rial iranien. En 1928, l’émission des billets de banque est nationalisée, après indemnisation des Britanniques, et son impression est confiée à la Banque Nationale. Puis en 1928 est créée la Banque Rahni, inspirée du Crédit Foncier Français, permettant le financement des logements.
L'imposant bâtiment de la Banque impériale de Perse à Téhéran présente les caractéristiques de l'architecture Pahlavi : une façade avec un ayvān central avec ses côtés et spandrels couverts de décoration de faïence. Un certain nombre de succursales du Bānk-e Mellī avaient des surfaces de parois entières gainées de faïence en mosaïque d'une qualité égale à celle des points culminants de l'architecture islamique en Iran.
Le 1er mars 1932, l’Hôtel des Monnaies (Zarrabkaneh) est créé, et permet au pays de désormais frapper sa propre monnaie métallique.

##### Nouvelle structure de l’État

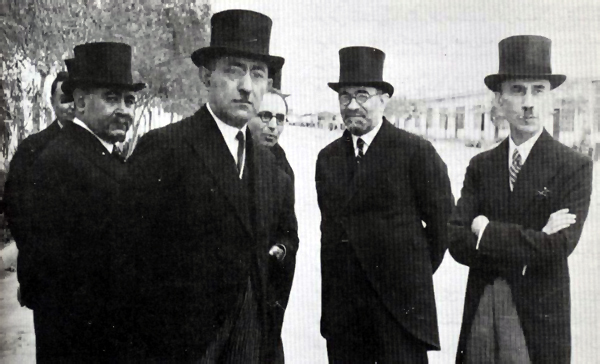
Le Premier ministre Fouroughi, au centre, et Ali Akbar Davar, au premier plan.

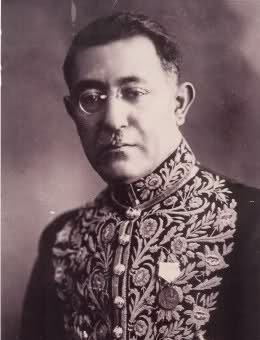
Ali Akbar Davar, ministre de la Justice.

Reza, rapidement, de par ses réformes et son œuvre en général, incommode le clergé. Le clergé, comme dans certaines sociétés comme l’Ancien Régime français, a un rôle sociétal important : il éduque, la plupart du temps par le biais d’écoles de théologie, il perçoit l’impôt pour le reverser à l’État, encadre toutes les manifestations politiques, s’occupe d’associations caritatives, des orphelinats, et aussi a un important rôle dans le respect de la loi, dominé selon la Constitution de 1906 par la charia. Reza Chah estime que tout cela doit être réformé ; pour cela, il va s’entourer d’un juriste, Ali Akbar Davar, formé en Suisse, qui sera ministre de la justice pendant une dizaine d’années.
D'autres à subir ces innovations sont les chefs de tribus et des minorités : Reza Chah souhaite un État centralisé, ce qui est incompatible avec une dilution d'autorité envers les tribus. Leurs droits seront abolis par le nouvel État central, et Reza enverra l'armée quand on entendra protester. Cependant, plutôt paranoïaque, Reza Chah pensera souvent que tous complotent pour affaiblir ce qu'il bâti, ce qui n'est pas totalement faux, et fera souvent arrêter des chefs de tribus, notamment les Kachkaïs et les Bakhtiaris.
En 1925, Dāvar est devenu ministre du commerce dans le Cabinet Foroughi, et un an plus tard a été nommé ministre des affaires judiciaires dans le Cabinet de Mostowfi ol-Mamalek. En mars 1926, avec l'approbation du Parlement, il dissout l'ensemble de la magistrature iranienne, initiant une vague de restructurations fondamentales et de réformes de réforme avec l'aide d'experts judiciaires français, ainsi qu’une vive réaction cléricale qui se voit ainsi dépossédé de tout. Dakvar essaiera de les ménager (voir plus bas).
Le système judiciaire moderne de l'Iran -encore à l'époque la Perse- est né en avril 1927 avec 600 juges nouvellement nommés à Téhéran. Dāvar a par la suite tenté d'étendre le nouveau système dans d'autres villes de l'Iran à travers un programme comprenant la formation de 250 juges par grande ville.
Parmi les nombreuses réalisations de Dāvar figure la création du « Bureau des affaires sociales » de l'Iran (Edareh-ye Sabt-e Ahval), qui introduit « la loi de l'enregistrement de la documentation » (Qanun-e Sabt-e Asnad) -e Sabt-e Amlak), et « la loi du mariage et du divorce » (Qanun-e Ezdevag va Talāq) ; 120 projets de loi distincts ont été ratifiés par le comité judiciaire du Majles. Le plus important était le Code Civil et, en outre, il y avait la loi fondamentale, le Code Pénal, le Code de Commerce et le Code des tribunaux religieux. Le 25 avril 1927, le nouveau système juridique a été inauguré en présence de Reza Chah, qui a en même temps aboli officiellement les capitulations. Ali Akbar Davar a aussi supervisé les préparatifs pour construire le chemin de fer persan.

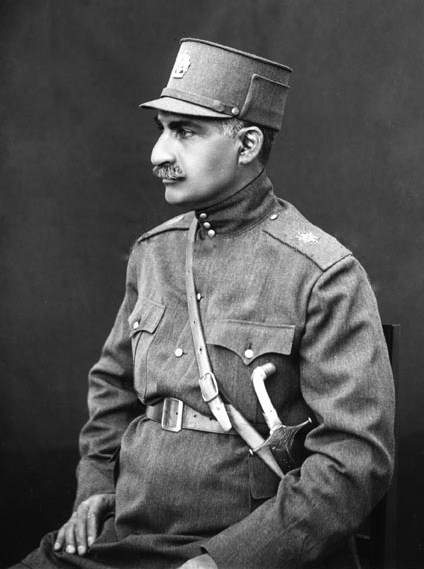
Reza Chah à la fin des années 1920.

Au cours des sept années où il a servi comme ministre de la justice, Dāvar a fondé de nouvelles cours dans toute la Perse et choisi des juges appropriés, tant parmi ceux qui servaient déjà que parmi des juristes religieux qualifiés (mojtaheds) et des employés du gouvernement. C'est lui aussi qui a organisé l'enregistrement des documents et des propriétés dans les registres appropriés. Parmi les autres réalisations figurent la combinaison des écoles ministérielles de droit et de science politique dans l'École Supérieure de Droit et de Sciences Politiques (Madrasa-ye'ālī-e ḥōqūq wa'olūm-e sīāsī) sous la supervision du Ministère de l'éducation, en 1927, et l'organisation de cours de jurisprudence au sein du Ministère de la justice. Dāvar a également formulé des règles et des règlements pour le bureau de l'avocat de la défense.
Le suicide de Davar, le 10 février 1937, attristera profondément Reza Chah, qui dira à ses successeurs à la Justice « Ne pensez pas que maintenant que vous vous trouvez sur la chaise de Davar, vous êtes comme lui ».

##### Nouvelle armée

Emblème des Forces impériales d'infanterie persanes.

Reza crée également la première marine de guerre du pays. Si Amir Kabir, sous le règne de Nader Shah, avait tenté de la créer, son assassinat précipité avait tué le projet dans l’œuf. Là, le soutien étranger est nécessaire : l’Italie fasciste est discrètement approchée pour savoir si un partenariat pourrait être signé, et que des ingénieurs iraniens pourraient être envoyés en Italie pour se faire former. Mussolini, peut-être enthousiasmé par l’idée de contrer le Royaume-Uni, ainsi menacé sur les mers, qui est son domaine, dans la région, accepte le projet. Des ingénieurs sont envoyés en Italie, et dix navires de guerre, avec deux croiseurs sont commandés au royaume d’Italie.
Ensuite, l’aviation elle aussi se doit d’être modernisée ; des usines de fabrication d’armes légères et d’avions de chasse sont créées près de Téhéran ; la plupart portent l’emblème Shahbaz « Aigle », et très vite l’aviation s’agrandit encore plus vite. L'armée de l'air persane impériale (IPAF) était une branche des forces armées persanes impériales et a été établie par Reza Shah, alors Sedar Sepah, en 1921. Elle est devenue opérationnelle avec ses premiers pilotes complètement entraînés le 25 février 1925. La première tentative d'Iran pour obtenir des avions des États-Unis dans les années 1920 a échoué en raison du refus de Washington de fournir du matériel en raison d'un traité de la Première Guerre mondiale. Jusqu'à la Seconde Guerre mondiale, l'inventaire des aéronefs de l'IPAF était entièrement composé d'avions européens, principalement britanniques et allemands.
Enfin, l’infanterie est aussi modernisée : à la fin des années 1920, les jeunes officiers envoyés en Europe au début de la décennie sont de retour au pays, et susceptibles de servir la nouvelle Armée de terre Impériale Perse. Alors que du matériel continue d’être acheté à l’Europe entière, l’Académie militaire créée quelques années plus tôt a fini de former les nouveaux militaires de cette armée. Pour faire désormais la formation des officiers, Reza Chah fait appel à l’armée française : trente officiers sont sollicités pour former des officiers – un grade dans l’armée leur sera accordé, pour services rendus.

#### L’éducation du prince héritier puis son envoi en Europe

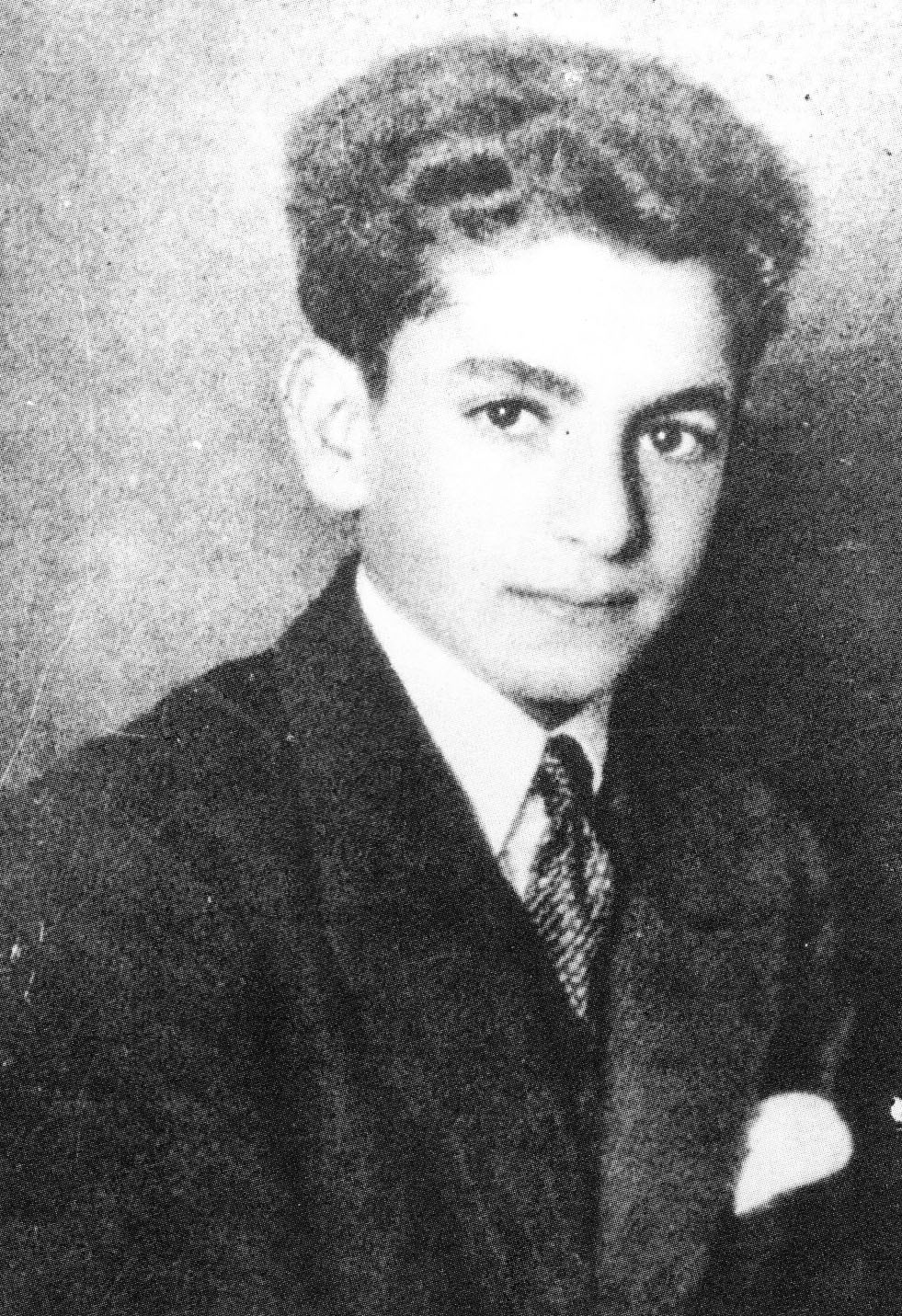
Le jeune Mohammad Reza, prince héritier.

L’un des principaux soucis de Reza est aussi d’éduquer son successeur. Son fils aîné, Mohammad Reza, a 6 ans quand il est proclamé prince héritier le 28 janvier 1926. Le nouvel empereur espère une éducation parfaite pour son fils, qu’il possède de solides bases éducatives, qu’il soit au courant de tous les tournants du protocole, tout en étant – marque paternelle voire cognatique – « militaire de profession ». Le jeune prince se voit enseigner le persan, apprentissage poussé de l’écriture, histoire, géographie, instruction civique, et le français… langue étrangère à l’époque mais aussi langue de cour.
En 1931, à 11-12 ans, le prince a fini ses études primaires. Désormais, son père désire l’envoyer en Occident pour que son éducation secondaire soit poussée. La cour pense à Eton, collège très réputé mais qui a le défaut d’être situé au Royaume-Uni. Or Reza déteste toujours les Britanniques et, même si les relations à l’époque sont plutôt calmes, il se méfie toujours du gouvernement de Londres. Ou alors un collège français catholique près de Toulouse, en France, mais Reza, comme son fils, est non seulement musulman chiite, mais en plus non-pratiquant, et préférerait quelque chose de laïc. La Cour – probablement Teymourtash – trouve la solution : un collège suisse, Le Rosey, près de Lausanne et de Genève, en Suisse. Fondé par le Belge Paul Carnal en 1880, fréquenté par les enfants de la cour, il est réputé pour être ouvert et accueillant, dans un pays neutre et qui ne comporte – et n’a jamais comporté – de contentieux avec la Perse. Le choix est donc arrêté : le prince ira étudier au Rosey ; pour lui éviter de trop tristes déchirures, il ne partira pas seul : son frère cadet Ali-Reza, son ami Hossein Fardoust, et le fils du ministre de la cour Teymourtash, Mehrpour,.
En septembre 1931, le petit groupe, assisté de deux précepteurs, deux remarquables hommes de lettres, embarque au port Pahlavi d’Anzali, pour se rendre à Bakou, en URSS. La reine Tadj ol-Molouk, ses filles – et sœurs du prince héritier – Ashraf et Chams sont venues leur dire au revoir. Le cortège est escorté par le ministre de la Cour, père de Mehrpour, Abdol-Hossein, pendant tout le trajet : arrivés à Bakou, ville natale de Tadj ol-Molouk, ils traversent en wagon spécial l’URSS, puis la Pologne et l’Allemagne, avant d’arriver en Suisse, et à Genève.

#### Industrialisation du pays
La construction de toutes les infrastructures du pays est déjà à elle seule une vraie entreprise. Mais l’industrialisation du pays sous Reza Chah a sa propre histoire. Les efforts d'industrialisation des années 1920 et 1930 se concentrent surtout sur l'établissement d'usines de biens de consommation tels que les allumettes, le verre, les textiles et le sucre. Il y a un marché de masse pour ceux-ci en Iran ; Et, étant donné leur importance dans les importations de l'Iran, ces matières sont aussi un choix naturel pour la promotion dans le cadre d'une politique de substitution aux importations. En outre, ces mêmes industries avaient fait l'objet de tentatives plus ou moins avortées de diversification économique au cours des dernières années du XIXe siècle.

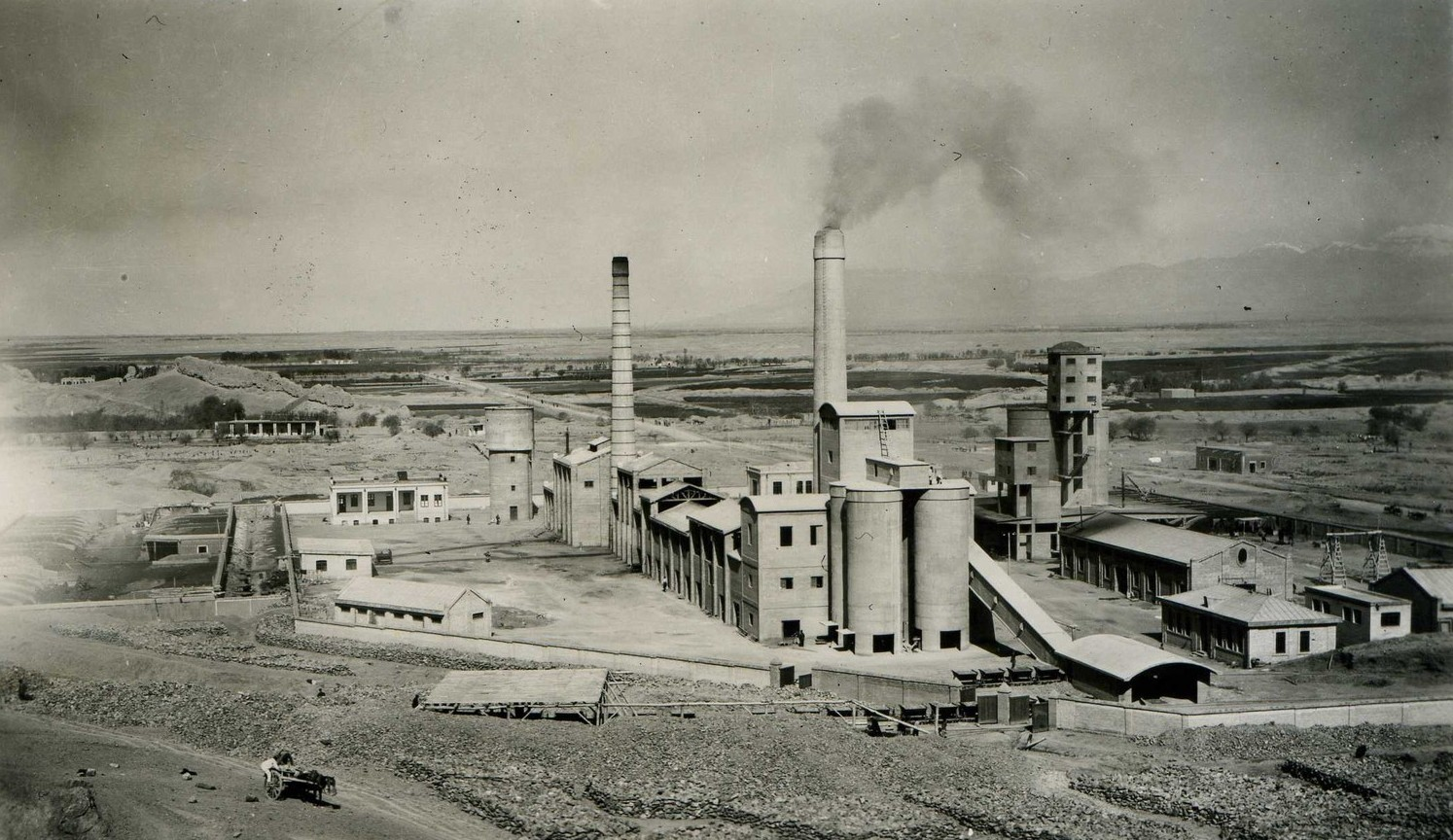
Une usine de ciment en 1933.

Comme pour la politique économique de l'État, le développement industriel a évolué sur deux phases apparemment différentes. Dans la première phase, qui s'étendait sur la seconde moitié des années 1920, les progrès ont été continus mais lents, tandis que l'État s'est appuyé sur la promotion du secteur privé. Dans la seconde, surtout pendant la période 1934-38, la croissance industrielle s'est accélérée sensiblement sous la direction active de l'État. On estime que, en 1931, seulement 230 grandes et petites usines industrielles modernes existaient, dont 34 étaient des usines d'égrenage de coton. À cette époque, seule une poignée de villes iraniennes avaient de l'électricité (Téhéran, Bushehr, Tabriz, Anzali et Rašt). Le développement industriel était encore plus limité, jugé par le nombre de grands établissements (employant dix travailleurs ou plus).
La situation a changé dans les années 1930, surtout après 1934, ce qui a amené certains observateurs à qualifier cette période de « grand bond en avant »,.
Au début des années 1930, le rôle de l'État dans la relance ou l'initiation de projets industriels était bien établi. Par exemple, en 1931, la fabrique de sucre de Kahrizak a été reconstruite avec 60 pour cent de ses coûts de reconstruction et de capital financés par l'État. Au début de 1932, la filature Šāhi a été ouverte avec deux cinquièmes de son capital de 120 000 $ fourni par Reza Shah et deux autres cinquièmes de la Banque nationale
À la fin des années 1930, l'industrie était le deuxième bénéficiaire de l'investissement public. En revanche, l'investissement privé dans l'industrie a été lent au départ et ne s'est amorcé que dans la seconde moitié des années 1930. En 1941, l'investissement industriel avait atteint une valeur d'environ 58 millions de livres sterling, dont 28 millions étaient fournis par le gouvernement. Le taux relativement élevé d'accumulation de capital au cours des années 1930 a été financé par des ressources intérieures, la contribution étrangère se limitant uniquement à l'assistance technique. L'augmentation des dépenses administratives et des investissements de l'État au cours de cette période a été financée principalement par des impôts indirects tels que les droits de douane et les taxes sur les routes, les bénéfices des sociétés monopolistiques et le financement par déficit.

#### Les années 1930, la tentation autocratique du pouvoir impérial

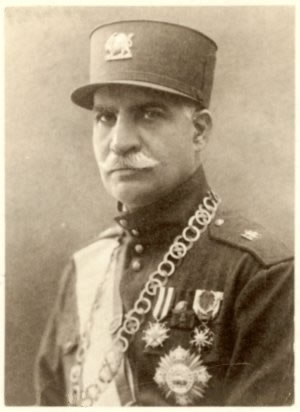
Reza Chah dans les années 1930.

##### Autoritarisme et «règne arbitraire»
Cependant, au tournant des années 1930, après 5 ans de règne (9 de facto), les historiens s’accordent généralement pour parler d’un virage autoritaire du règne de Reza Chah ; les réformes continuent voire s’accélèrent, et ce alors que la population commence à être dépassée par les événements. Les gens comprennent qu’il n’y a pas moyen de revenir en arrière, qu'il faut prendre le train de la modernisation (forcée) en marche. La population se scinde alors en deux parties : une partie se cabre sur ses positions, tandis que l’autre suit le mouvement, enthousiasmé ou n’ayant pas le choix. Il est généralement admis que les réfractaires étaient les masses populaires de la population,.
Du reste, on constate aussi l’apparition d’un véritable culte de la personnalité, immanquable dans les écoles, appuyé par la militarisation du régime, étouffant le peu de manœuvre politique existante. Également, on constate la fermeture de journaux indépendants et d’un étroit contrôle de partis politiques, la plupart se dévouant à la cause impériale. Des statues de et des rues Reza Chah fleurissent un peu partout dans les villes, en même temps que se développe une véritable iconographie impériale.
En mai 1929, une grève éclate à Abadan, centre névralgique des raffineries pétrolières de tous types et du pays. D’abord de faible ampleur, elle devient très importante ; les autorités locales et nationales interviennent : La grève se termine « rapidement », mais semble-t-il, le Parti communiste, qui n’est pas encore le Tudeh, a mené la manifestation. À la suite de cela, Reza Chah étant persuadé d’un complot communiste, les partis d’obédience communiste furent interdits. Les dirigeants (mais pas les adeptes) desdits partis furent poursuivis et emprisonnés, sans être éliminés physiquement pour autant, et ce, malgré les bonnes relations entre le régime et l’URSS. En effet, s’il le respecte, l’empereur perse déteste toute ingérence de son puissant voisin, considérant le moindre mouvement communiste comme inféodé à l’Union soviétique. Il est vrai que le parti communiste pré-Tudeh a été fondé en 1920 par les chefs constitutionnalistes de la république de Gilan.
Selon certains historiens, Reza Shah, qui eut à sortir son pays du chaos où il se trouvait avant 1921, réussit remarquablement vite à faire passer le pays du chaos à la soumission, mais cela surtout en s’appuyant sur l’armée, qu’il contrôla également en un temps record ; et devenu le maître d’un pays soumis, il y régna en maître absolu, en dictateur, supprimant toute forme de contestation jugée dangereuse ou même ceux qui auraient pu lui faire de l’ombre, lesdits historiens utilisant le terme de « règne arbitraire (arbitrary rule) », une sorte d’autocratie absolue qui émane entièrement d’un seul, assimilable au pouvoir despotique des Kadjars avant la révolution constitutionnaliste (1906). Sous Reza Chah, le règne arbitraire commence véritablement à partir de 1931.

##### Autoritarisme parlementaire et personnalisé

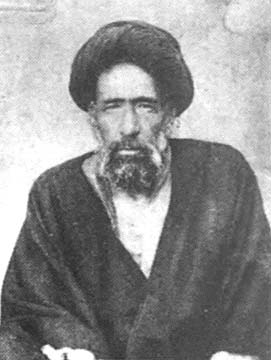
Hassan Modarres.

Sous Reza Chah, officiellement, le système parlementaire a toujours été respecté. Le Parlement se résume alors au Majles, le Sénat, prévu par la Constitution de 1906, n’étant entré en fonction qu’à partir de 1949. Le Majlis propose, discute, vote et amende les lois. Cependant, rapidement, les personnes élues ne peuvent entrer en fonction qu’après consentement du pouvoir – c’est-à-dire de Reza. Ce qui restreint sérieusement la variété de parole des personnes présentes au Parlement. Jusqu’en 1928, cependant, une opposition à Reza Chah, qui n’est pas forcément systématique, se tient au Majlis, menée par Mohammad Mossadegh et Hassan Modarres, qui avaient voté contre l’accession au pouvoir de Reza (Hassan Taghizadeh, lui aussi opposant initial, deviendra cependant ministre des Finances). Si dans les premières années, c’était surtout des projets de développement qui étaient votés, une opposition n’avait pas tellement lieu d’être, des décisions plus politiques (réformes vestimentaires, affaires étrangères…) arrivent dans les années 1930, et là, le Parlement n’a plus de rôle, celui qu’il aurait aimé avoir.
Les années 1930 coïncident aussi avec le début d’une suppression politique, et parfois physique, des opposants, le plus célèbre exemple étant Hassan Modarres : aux septièmes Élections parlementaires (depuis 1906) en août 1928, ni Mossadegh ni Modarres ne sont réélus – ou autorisés à entrer en fonction. Si Mossadegh se retire de la vie politique dès 1929, Modarres continue de s’opposer à Reza Chah. Au début des années 1930, il est interdit de séjour à Téhéran et expulsé vers Khaf puis Khashmar, puis tué – semble-t-il – en prison, (aucune source le concernant ne dit ni quand, ni pour quel motif officiel il a été envoyé en prison) le 1er décembre 1937, probablement à l’instigation de l’empereur.
Aussi, erreur plus regrettable pour lui, certains des collaborateurs de Reza Chah disparaissent, liant ou non Reza à leur fin : le premier va être Abdolhossein Teymourtash. Homme de confiance de Reza Chah, son plus proche conseiller voire son éminence grise, il est brutalement destitué du ministère de la Cour et jeté en prison en 1932, à la suite d’une implication obscure dans le litige de l’empire avec la concession d’Arcy, où il mourra en 1933 dans des circonstances toutes aussi troubles et variées selon les sources. D’autres désagréments politiques surviennent : la mort d’Ali Akbar Davar, le 10 février 1937, est due à plusieurs choses : crise cardiaque selon le régime, overdose d’opium selon les autres, suicide ou tout simplement assassinat politique selon d’autres, Davar étant l’ami de Teymourtash et ayant vu ses relations avec Reza Chah se dégrader récemment. Une mort mal élucidée où Reza aurait aussi, peut-être, trempé. De même, la mort de Keikhosrow Shahrokh, en 1939 – crise cardiaque selon la presse –, lui est parfois imputée, tout comme celle du ministre de la Guerre Sardar Fateh, membre de la tribu Bakhtiaris et père de Shapour Bakhtiar, exécuté en 1934,. Parfois même, il est question d’Hassan Mostofi, (aussi) mort d’une crise cardiaque, en 1932. À en croire ces mêmes sources, tous les politiciens qui avaient eu le mauvais goût de mourir entre 1925 et 1941 avaient été supprimés sur ordre de Reza Chah[réf. nécessaire], bien qu'il soit suspect qu'ils aient tous eu des crises cardiaques.
En 1935, Reza Chah se fâche avec son Premier ministre, Mohammad Ali Foroughi, dont le fils aurait manifesté contre le régime lors du soulèvement de Goharshad (en), et le prince Aminollah Djahanbani, celui-là même qui avait été chargé de la réorganisation de l’armée, est emprisonné en 1938 – bien qu’il soit revenu en grâce par la suite et ministre de l’Intérieur iranien en 1941. Reza Chah fait également exécuter ou assassiner des hommes de lettres qui lui étaient opposés, comme Farrokhi Yazdi ou Mirzadeh Eshghi,.

#### Relations étrangères

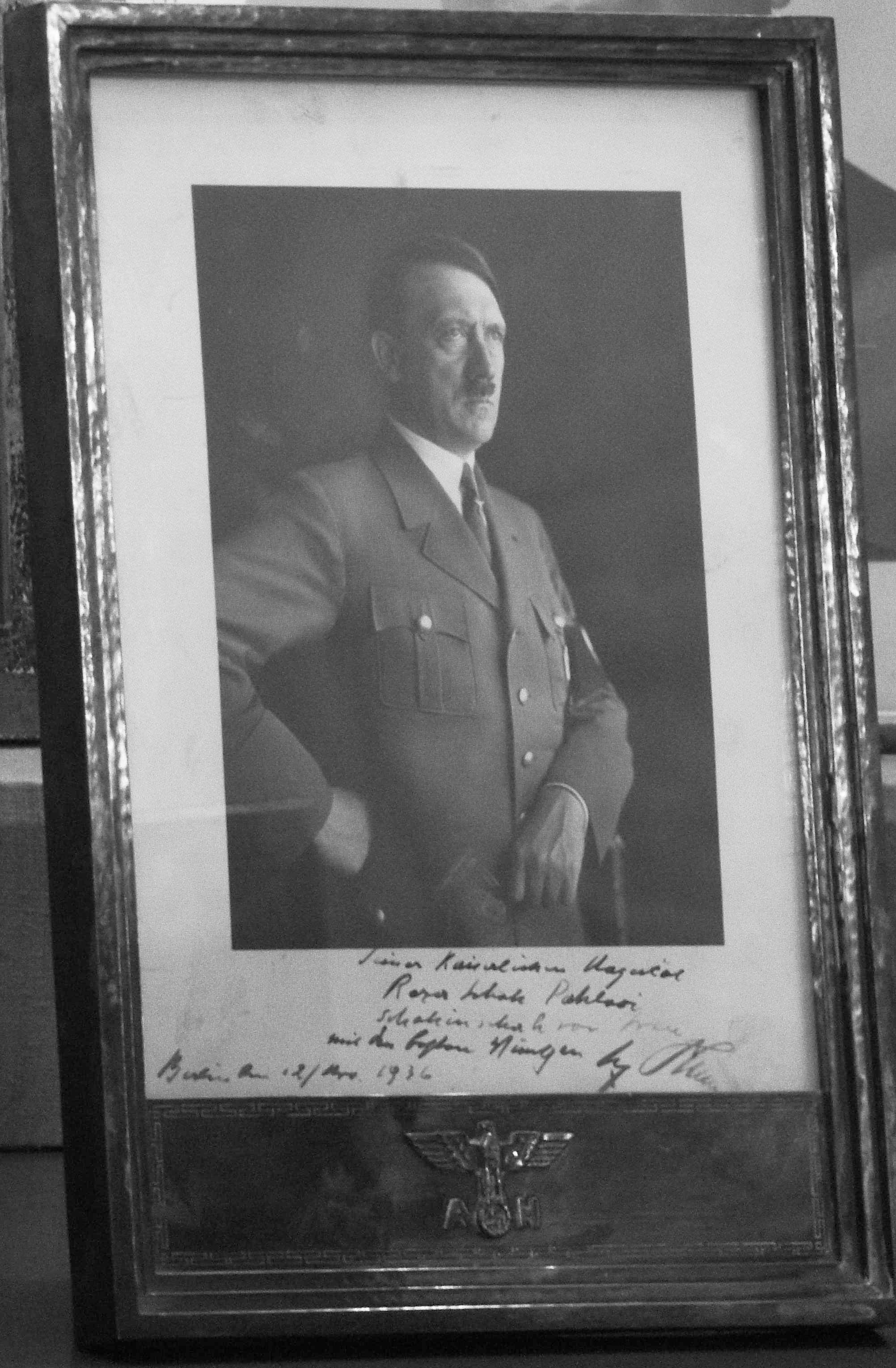
Photographie dédicacée d'Adolf Hitler dans le bureau de Reza Shah, souhaitant à l'empereur ses meilleurs vœux pour Norouz 1315 (1936).

Depuis que Reza est devenu l'homme fort du pays, le premier traité conclu avec un pays étranger par la Perse est un traité commercial avec la RSFS de Russie (l'URSS n'existant pas à l’époque) en 1921 ; sous son règne, un traité est signé le 28 mars 1928 avec l'Afghanistan tous deux des traités d’amitié. Le 6 janvier 1929, le Majilis vote positivement dans le sens d'un traité d'extradition des criminels afghans se trouvant sur le territoire persan, et le même jour, un traité de passage libre sur le territoire soviétique des Perses. Le 16 avril 1929, la Perse adhère au pacte Briand-Kellogg, ou pacte de Paris. Le 26 mai 1929, puis le 5 et le 24 juin 1932 et le 3 janvier 1933, une série de traités sont conclus avec la Turquie voisine visant à développer les échanges commerciaux, la reconnaissance des frontières communes – celles de la Turquie ayant dû se clarifier après les reconquêtes d’Atatürk –, ainsi que l'extradition de poursuivis judiciaires communs et la signature d'un traité d'amitié. Le 14 février 1938, un traité de reconnaissance de frontière est signé entre l'Afghanistan et l'Iran, ainsi qu'un traité réglant un différend de frontière entre les deux pays et un traité d'amitié entre les deux pays, pour signifier que l'incident est clos. Le 30 avril et le 9 mai 1939, trois nouveaux traités sont signés entre l'Iran et l'Afghanistan, régissant le libre-échange du courrier, la continuité du système de télégraphe et le partage de la rivière Helmand.

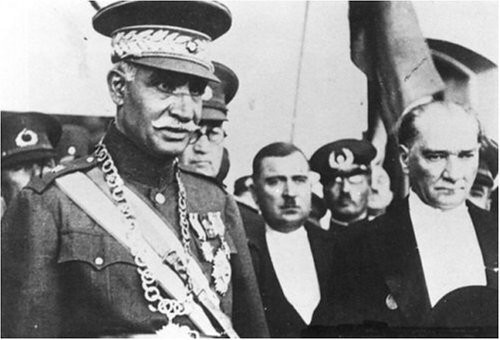
Reza Shah et Mustafa Kemal Atatürk, lors de la visite du Shah en Turquie, en 1934.

La Turquie a cependant toujours été la favorite des relations internationales persanes puis iraniennes. Reza Chah n'a jamais caché sa grande admiration pour la Turquie kémaliste et la grande modernisation, qui s'y était orchestrée. Cela se voit car le seul voyage effectué à l'étranger par Reza Chah, qui n’a jamais quitté son pays – en dehors de quelques pèlerinages à Karbala, en Irak – fut en Turquie, du 2 juin au 11 juillet 1934. Reza Chah est accueilli avec faste par son idole, qui se fait également une joie de recevoir dans son pays un aussi grand émulateur de son œuvre ; pour l'empereur d'Iran, c’est une véritable consécration. Cependant Reza Chah, alors que le voyage officiel se passe dans les meilleures conditions qui soient, perçoit le fossé existant toujours entre les deux pays, se disant peut-être qu’il ne va pas assez loin,. Cela renforcera son autoritarisme, déjà prononcé depuis quelques années, mais surtout sa volonté de moderniser coûte que coûte. Le kashf-e hijab, inspirée des réformes vestimentaires d'Atatürk, sera la première mesure qu'il soumettra au Parlement à son retour.
La mort de Mustafa Kemal, le 10 novembre 1938, sera décrété jour de deuil national en Iran.
Tout en se débarrassant de l'influence britannique, Reza Chah cherche à créer de nouveaux liens avec les pays occidentaux. Si les États-Unis sont peu sollicités, si ce n'est pour la construction du Transiranien, la France et l’Italie le sont, surtout dans les domaines scientifiques et culturels, pour la formation de personnel compétent et diplômé. La Suisse, également, après l'envoi du prince héritier au Rosey, fait partie des nouveaux partenaires commerciaux de la Perse.

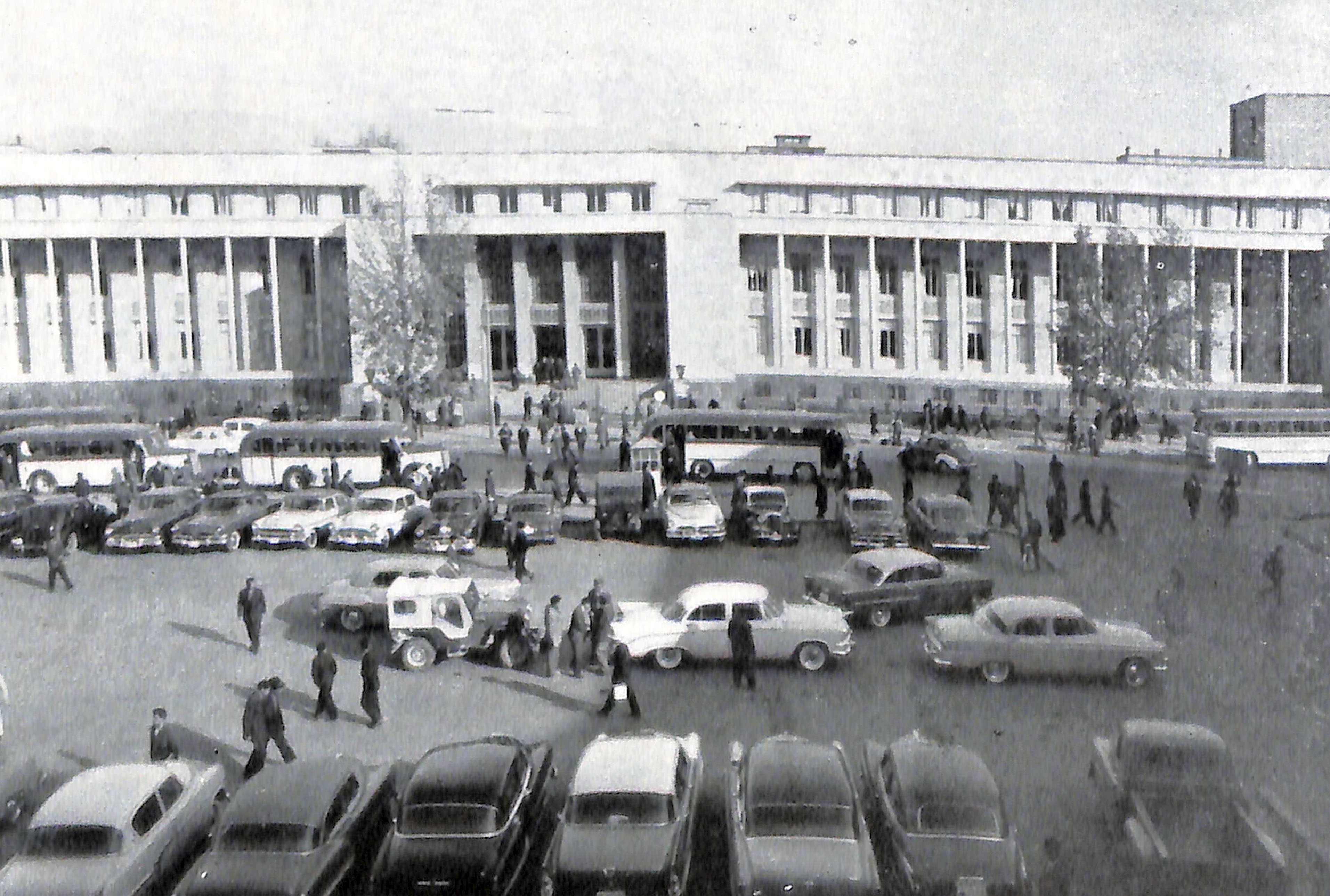
Le bazar de la banque Meili.

En Perse, puis en Iran, les partenariats commerciaux avec l'Europe concernent surtout la France, puis l'Italie et l'Allemagne, dont la dimension anti-britannique séduit Reza Chah. Méprisant Mussolini, Reza Chah a beaucoup d'admiration pour Hitler : prenant une nation ruinée et en proie à de nombreux problèmes, il en fait un pays stable économiquement, développé et ordonné, des idées qui séduisent Reza Chah, militaire avant tout, et ignorant des crimes du régime nazi, comme tout le monde à l'époque. De nombreux accords seront passés : des industriels et des professeurs viennent d'Allemagne enseigner en Iran en 1936. À la veille de la Seconde Guerre mondiale, l'Allemagne qui équipe l'armée et possède un contrat d’exclusivité concernant les exportations qui ne trouvent pas preneur en Occident, s’est occupé de la main d'œuvre et de l'ingénierie des constructions ferroviaires et de celle des routes. En 1935, pour revendiquer l'indépendance de la Perse dominée par les Russes et les Britanniques, Reza Shah annonce que son royaume s'appellera dorénavant Iran appellation issue de Iranshahr ou Eranshahr qui avait été donnée par la dynastie des Sassanides,.

#### Architecture Rezashahi (ou Pahlavi) et urbanisme
Peu de temps après la mise en place du système parlementaire en Iran, un désir fort de préserver et de restaurer les monuments historiques a été exposé par des Iraniens instruits et par certains journaux influents (par exemple Kāva, édité par Taghizadeh à Berlin). Partageant cet enthousiasme, Reza Khan a encouragé la fondation du Conseil des monuments nationaux (Anjoman-e Āṯār-e Mellī). Le conseil, qui a reçu le soutien et l'aide académique de chercheurs tels que Ernst Herzfeld, s'est efforcé d'atteindre ces objectifs. Le style caractéristique du règne de Reza Chah, appelé style rezashahi à l'époque, se développa, malgré le manque de culture du souverain. Même après la révolution, la plupart de ces bâtiments ont été classés au patrimoine national iranien.

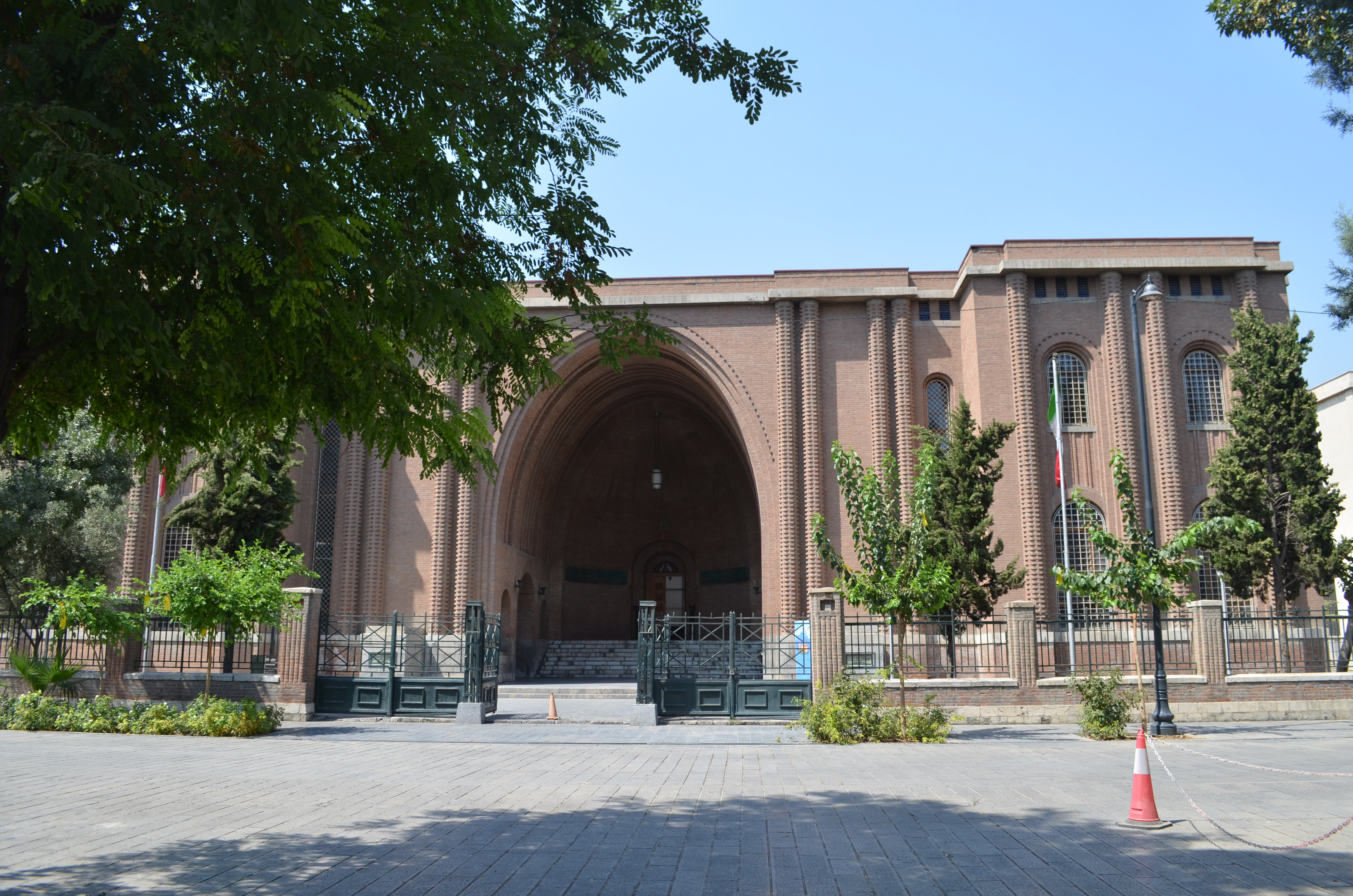
La façade du musée national d'Iran.

Quand Reza Shah a parlé du glorieux passé de son pays, il faisait allusion aux dirigeants et aux héros de l'Iran préislamique. Dans les années 1930, des caractéristiques rappelant les monuments anciens ont été remis au goût du jour sur un certain nombre de nouveaux bâtiments gouvernementaux. Le siège de la police à Téhéran possédait une longue façade bordée de copies des colonnes de l'Apadāna à Persépolis et aussi à Téhéran la façade du Bānk-e Mellī, dessinée par l'architecte allemand Hubert Heinrich. Le portique avec des colonnes engagées rappelait l'un des palais de Persépolis. Une école de filles présentait un portique semblable, qui était couronné par le symbole ailé d'Ahura Mazda. Le Musée national d'Iran s'est inspiré d'une période ultérieure ; Sa façade était une version de la façade principale du palais sassanide à Ctésiphon.

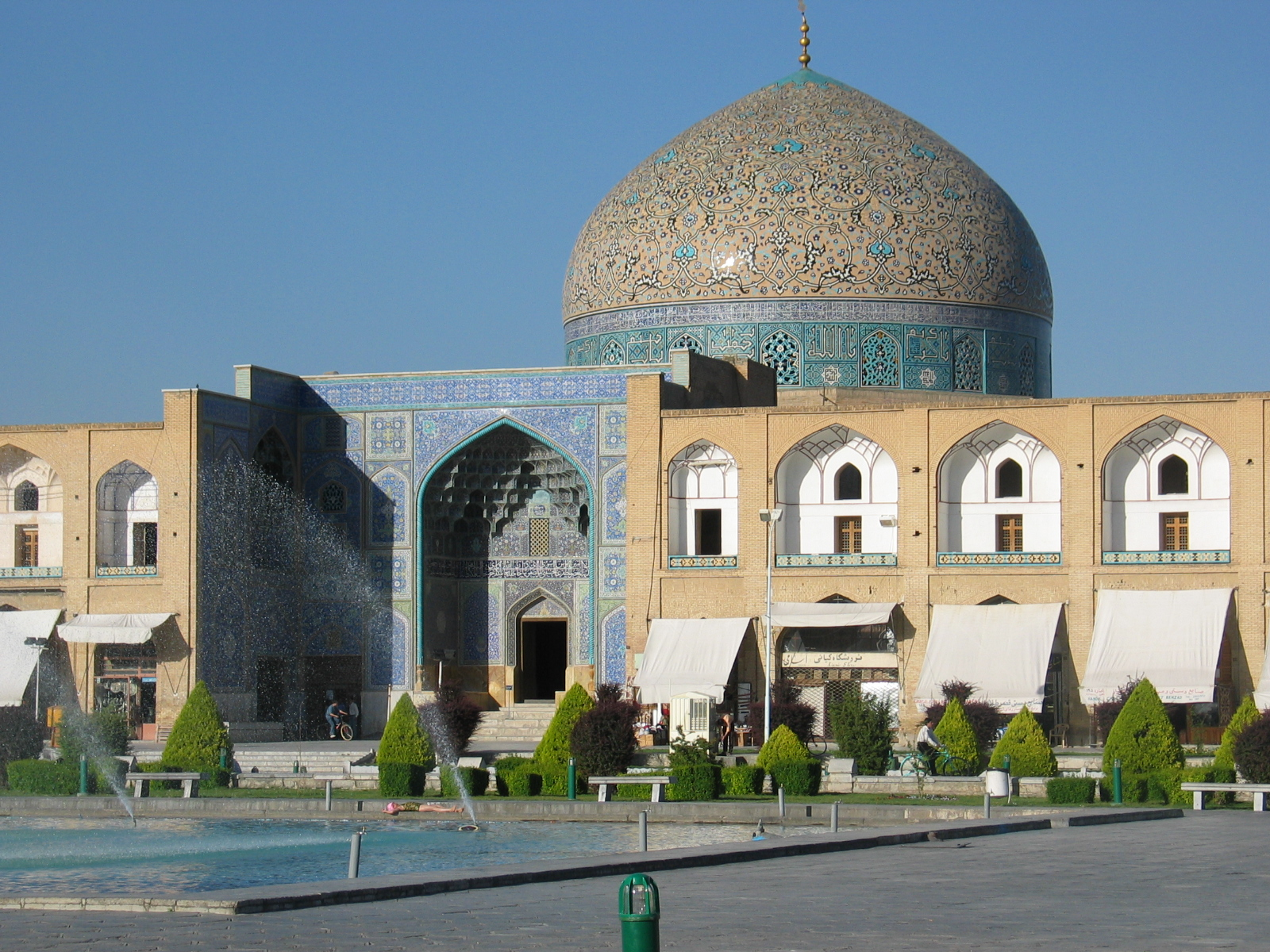
La mosquée du Cheikh Lotfallah à Ispahan.

Les principaux monuments historiques, longtemps non gardés, ont été reconstruits et restaurés aux ordres directs de Reza Shah. Isfahan a été le lieu principalement concerné de cette préoccupation, avec des monuments tels que la mosquée du Chah et la mosquée du Cheikh Lotfallah. Un travail minutieux, consistant à remplacer de vastes zones de faïence en mosaïque disparues a pris des années, et dans le processus, de nouveaux carrelages et coupe-carreaux ont été créés. La fabrication et l'utilisation des carreaux de faïence se répandit dans d'autres endroits, et des constructions neuves furent fabriquées et revêtues de structures telles que les banques déjà mentionnées.
Reza Shah a entrepris de grandes destructions et constructions dans les villes afin de les rendre architecturalement modernes. Les murs de la vieille ville ont été abattus à Ispahan et ailleurs ; Les portes carrelées de la période Qajar ont été détruites à Téhéran, et de larges avenues ont été tracées dans les grandes villes en remplacement de ruelles boueuses : Téhéran s'est vue dotée un réseau rectiligne de larges avenues, toutes étant pavées de blocs de pierre. Des villes comme Hamadan, Kermanshah et Ahvaz étaient pourvues d'avenues qui rayonnaient d'une place centrale. Au cercle se dressait une statue de Reza Chah, habituellement en marbre, mais parfois en plâtre peint - lequel se détériorait vite.

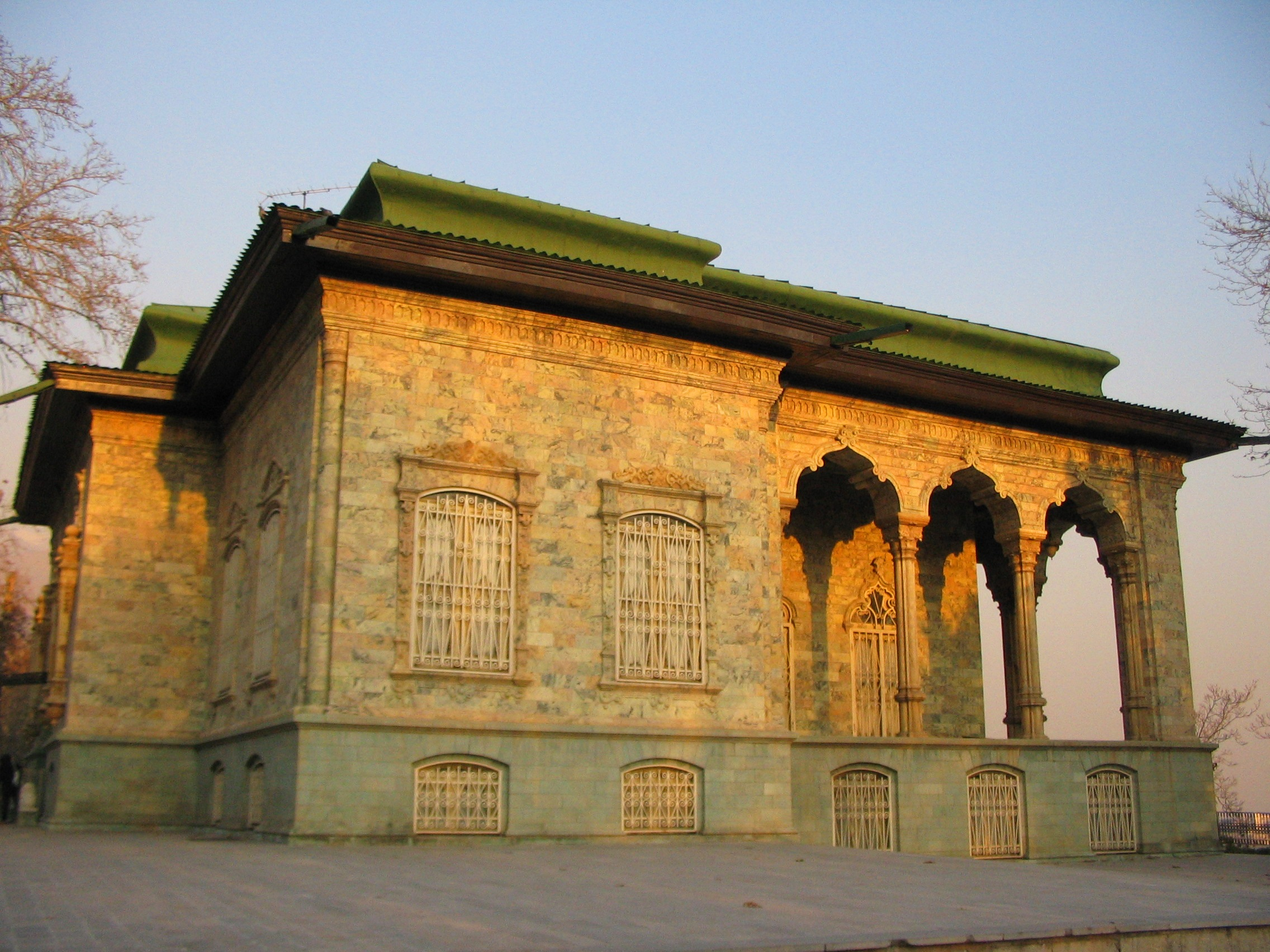
Le palais Vert, au complexe de Sa'adabad, construit sous Reza Chah et qui fut une de ses résidences.

L'ouverture des nouvelles zones urbaines s'est faite rapidement et facilement. Le cours d'une nouvelle avenue était marqué par une ligne de hauts poteaux avec des drapeaux rouges attachés à leurs sommets. Les équipes de démolition se déplaçaient de poteau en poteau, nivelant tout, à l'exception d'une mosquée ou d'un sanctuaire se trouvant sur le chemin et de l'avenue courbée autour d'elle. De nouveaux bâtiments furent rapidement érigés des deux côtés des avenues. La plupart n'avaient rien à voir entre eux : des murs en briques pleines, des ouvertures carrées de fenêtres, et des toits de tôle assez inclinés. Téhéran devait être plus élégant que les villes de province, et Reza Chah a ordonné que tous les bâtiments aient au moins deux étages. À Mashhad, une très large avenue circulaire enfermait le mausolée de l'imam Reza. Les valeurs foncières avaient beaucoup augmenté à Téhéran ; Et la maison traditionnelle, orientée sud et avec une cour ouverte et piscine, a cédé la place à des immeubles d'appartements. Les premiers gratte-ciels de six étages ou plus furent construits à Téhéran en 1941.
Des structures pour loger une dizaine de ministères ont été construites à Téhéran. La plupart d'entre eux étaient d'un style néo-classique, des adaptations de l'architecture européenne contemporaine avec des colonnes sans bases ou chapiteaux. Le ministère des Affaires étrangères, dont le bâtiment fut terminé en 1939, était d'une simplicité massive digne d'un autre bâtiment populaire. Dans les quartiers calmes de Téhéran, le souverain a érigé plusieurs palais. En plus des palais privés pour les membres de sa famille, le Palais de marbre a été construit pour les réceptions et les utilités officielles. Cette dernière structure était d'un « style palais » : des détails de marbre blanc à l'extérieur et des tissus riches et des tapis d'une valeur inestimable à l'intérieur. En construisant ce complexe de palais, Reza Shah cessa d'utiliser le Palais du Golestān des Qajars et chercha à mettre en valeur la dynastie Pahlavi. Dans la région de Šemrān au nord de Téhéran et aux pieds des montagnes, la région de palais de Sa'dābād fut développée. Parmi ces belles structures, fut construit un palais privé plutôt petit pour le dirigeant (le Palais Vert), décoré avec le fleuron de l'œuvre d'incrustation (ḵāṭem) de Shiraz.

#### La question pétrolière
Pour un article plus général, voir Industrie pétrolière en Iran.

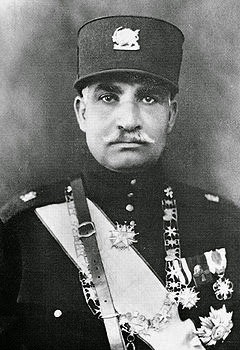
Reza Chah.

Les tensions entre Londres et Reza Chah vont se raviver autour de l’exploitation pétrolière : en 1901, un accord signé avec un certain William Knox D'Arcy établit 480 000 km² de terrain iranien prospectables pour la concession pétrolière du britannique D’Arcy. En compensation, le souverain, alors Mozaffaredin Shah, reçoit chaque année des royalties de 100 000 dollars, et la couronne perçoit 16 % des bénéfices de ce que perçoit D’Arcy en vendant le pétrole iranien. L’entreprise n’est pas très fructueuse, et D’Arcy vend la plupart de ses droits à la compagnie Burmah Oil (en), basée à Glasgow. En 1908, presque par hasard, de gigantesques gisements de pétrole sont découverts. Tout s’accélère alors : en 1909 est fondée l’Anglo-Persian Oil Company, présidée par D’Arcy, et l’exploitation massive commence à partir de 1913, à Abadan, où est bâtie la plus grande raffinerie du monde, et pendant la Première Guerre mondiale, le Royaume-Uni, qui cherche des ressources en hydrocarbures, injecte de nombreux capitaux et devient le principal actionnaire de l’Anglo-Persian Oil. De ce fait, l’impression est nette que le pétrole du territoire iranien appartient au Royaume-Uni. En 1920, un nouveau contrat, le contrat Armitage-Smith, est signé, mais il est toujours en défaveur des perses. Reza Chah, que l’idée d’une vente des ressources nationales à un véritable ennemi (pour lui, le Royaume-Uni) dérange, et qui cherche à restaurer son image dans le secteur pétrolier après l’écrasement de la grève de 1929 à Abadan, va tenter de renégocier les termes du contrat pétrolier.

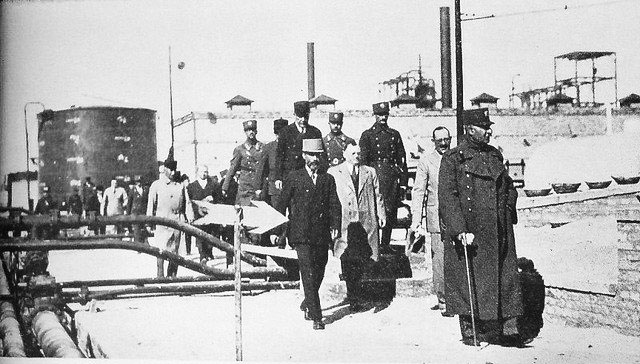
Reza Chah visitant la raffinerie d'Abadan en 1931.

Les négociations sont ouvertes en 1928 entre John Cadman, président de l’APOC, et Abdolhossein Teymourtash. Alors qu’elles durent depuis 4 ans, en 1932, Teymourtash rejette tout ce qui avait été fait en amont à cause d’une chute des bénéfices encaissés par l’État de 36 %, ce qu’il interprète comme une fuite en avant de l’APOC. Toutes les négociations étant nulles, personne ne sort gagnant. Le 26 novembre 1932, lors d’une séance du conseil des Ministres, Reza Chah, hors de lui qu’aucun compromis n’ai été trouvé, réprimande sévèrement Teymourtash, dont la chute est proche. Le lendemain, Hassan Taghizadeh, ministre des finances, vient notifier aux représentants de l’APOC que le contrat régissant l’exploitation D’Arcy est annulé par le gouvernement iranien. Les Britanniques s’en offusquent et désirent porter l’affaire devant la Cour pénale Internationale de la Haye ; mais le gouvernement iranien réplique que la cour n’est pas compétente pour les affaires internes. L’affaire est portée devant la Société des Nations (SDN) le 12 décembre 1932, mais la tension monte et une guerre se fait craindre : depuis l’Irak, où les Britanniques se retirent lentement, des manœuvres militaires ont lieu près des frontières. L’Iran fait de même, et décrète l’état d’alerte maximum dans le Khouzistan le 2 février 1933 et dans le Baloutchistan le 12 février 1933. La SDN, et son représentant Edvard Beneš, ordonne que des négociations se tiennent dans les 4 mois suivants. Du côté iranien, Reza Chah les fait conduire par Mohammad Ali Foroughi, Hassan Taghizadeh et Ali Akbar Davar.

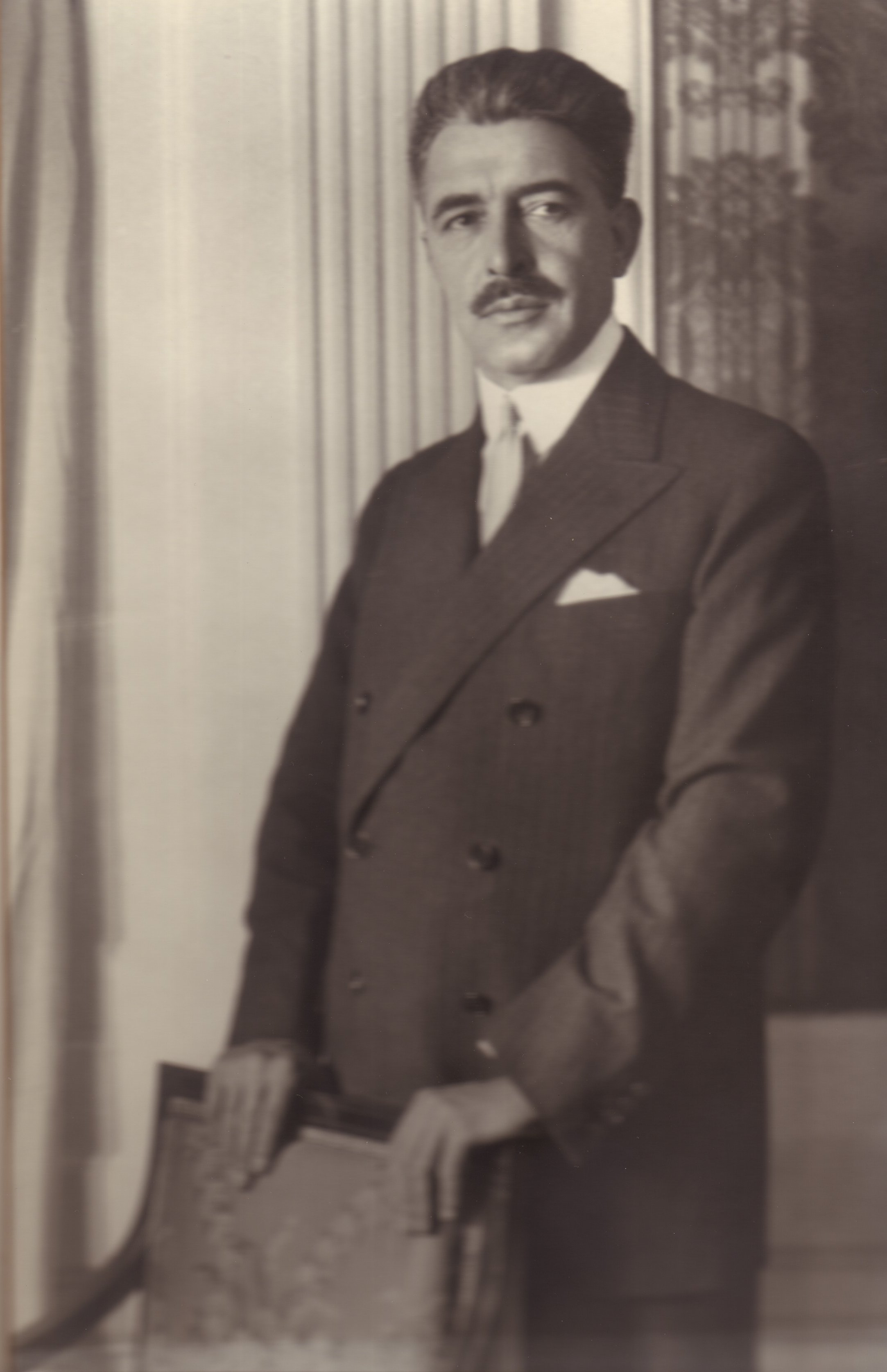
Abdol-Hossein Teymourtash.

Le 14 mai 1933, un nouvel accord voit le jour, approuvé par le Parlement le 28 mai 1933 et recevant la sanction royale le 29 mai 1933. En vertu des dispositions du nouveau contrat de concession, les termes suivants ont été convenus :
La Perse ne perçoit plus 16 %, mais 20 % des bénéfices générés par l’APOC, avec un seuil de 750 000 livres/an. Le contrôle national sur les affaires et la gérance de la compagnie augmentent, tandis que si les Britanniques gardent le choix des lieux à prospecter ; la zone concernée est cependant réduite de 480 000 km2 à 260 000 km2, et les Britanniques perdent le pouvoir de transporter et distribuer le pétrole à l’intérieur du pays. Mais le contrat suscite de nombreuses déceptions, dues au fait qu’après l’attitude intransigeante de Reza Shah, la faible augmentation du pourcentage de bénéfices (4 %) est une déception. Autre chose : le contrat de 1901, prévu pour 60 ans, aurait dû prendre fin en 1961, alors que celui de 1933, également prévu pour 60 ans, repousse cette date d’expiration à 1993. Cela sera souvent reproché à Reza Chah comme à son ministre Taghizadeh, meneur en chef du projet. La production pétrolière en Iran s’en voit cependant stimulée et permettra d’augmenter les revenus du pays,.
Si ce contrat a des résultats faibles pour les espoirs qu’il a suscités, il est le premier à remettre en question l’hégémonie britannique sur le pétrole iranien, et est le début d’une histoire qui débouchera sur la nationalisation sans conditions de la révolution de 1979 en passant par la nationalisation de 1951 et la signature d’un consortium en 1954.
Une victime collatérale de cette crise est le puissant Abdolhossein Teymourtash, ministre de la Cour. D’abord assigné à résidence, puis envoyé à la prison de Qasr le 20 février 1933, Teymourtash se défend de ces accusations.

« [...] aux yeux de Sa Majesté, selon les informations reçues, ma faute serait de soutenir la Compagnie et les Anglais (ironie du sort. C'est la politique anglaise qui m'a fichu par terre et continue à préparer ma perte), je me voyais obligé de donner un démenti immédiat à ce mensonge lancé par la presse anglaise. Or j'ai écris [sic] une lettre à Sardar As'ad en disant que je n'ai jamais rien signé avec la compagnie et que notre dernière séance avec Sir Johnj Cadman et les autres était rompue. »

Emprisonné dans de mauvaises conditions, il meurt le 3 septembre 1933. Les circonstances de sa mort sont mal éclaircies, les détracteurs de Reza affirmant que ce dernier avait ordonné son exécution via le docteur Ahmadi, personnage également mystérieux. D’autres avancent que Reza Chah cherchait plutôt à mettre à l’écart Teymourtash, qu’il estimait être devenu trop puissant.

#### Fondation de l’université de Téhéran

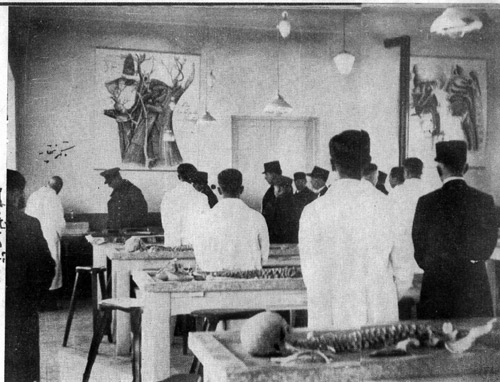
Reza Shah inaugurant la faculté de médecine de l'université de Téhéran.

Les premiers embryons d’une université sont créés quand Réza Chah s’intéresse au dossier, au début des années 1930 : quelques écoles supérieures, de petites écoles de quartier pour les plus jeunes… mais l’université, créée sous Nasseredin Shah, sous l'impulsion d'Amir Kabir, si elle existe toujours, est en ruine. Reza Chah se sert alors des formations universitaires existantes pour les assembler, et les compléter de par la création d’autres écoles supérieures. L’impulsion de l’État ajoutera aux déjà existantes École supérieure des sciences politiques et École supérieure de droit des écoles pour la formation des maîtres, une université technique, une École supérieure de commerce, une École normale supérieure…
Teymourtash est le premier à évoquer, de façon plus ou moins officieuse, l'importance de la création d'une université, puis Ali Asghar Hekmat, le ministre de l'Éducation, en 1934, lors d'un discours officiel.
Avec ces écoles qui sortent de terre, le terrain réservé à l’université chétive est agrandi : l’État acquiert un terrain de 300 000 m2 destiné à recevoir un campus. Si le Majlis est en partie scandalisé de cet achat onéreux, Reza Chah ironise sur le fait que « bientôt, vous serez à l’étroit », ce qui se révélera vrai, le terrain utilisé pour l’université sera de nombreuses fois agrandi, sous Reza Chah, comme sous Mohammad Reza Chah. Les bâtiments sont designés par le français André Godard, qui s’est déjà chargé d’une partie de l’urbanisme du nouveau Téhéran, et se hargera plus tard de la reconstruction du mausolée d’Hafez à Chiraz. Ali Asghar Hekmat, en collaboration et en concertation avec André Godard, qui était alors également au service du ministère de l'Éducation en tant qu'ingénieur, a rapidement cherché un emplacement approprié pour les terrains de l'Université. Sur les ordres de Reza Shah, le jardin de Jalaliyeh a été sélectionné. Le jardin de Jalaliyeh était situé dans le nord de l'alors Téhéran entre le village d'Amirabad et la section nord de Téhéran. Ce beau jardin, plein de vergers a été fondé au début des années 1900 pendant les dernières années de Nasir ad-Din Shah, par ordre du prince Jalal ad-dawlah.
L'université admet les filles parmi ses étudiantes à partir de 1937.

#### Culture iranienne sous Reza Chah

##### De la Perse à l’Iran
En 1935, le gouvernement notifie aux pays étrangers de ne plus utiliser le nom « Perse », mais celui d’« Iran » pour désigner le pays autrefois connu comme la Perse. Pour les Iraniens, cela ne change pas grand-chose, ces derniers utilisant le nom « Iran » pour désigner leur propre pays depuis l’époque sassanide.

Le drapeau national de l'État impérial d'Iran de 1933 à 1964.

En outre, « Iran » signifie en langue persane « pays des aryens ».
Cette action, peut-être inspirée par l’ambassadeur iranien en Allemagne, Abdol Ghassem Nadjm, vise à mettre en évidence les racines aryennes communes de l’Iran et de l’Allemagne afin de s’en rapprocher encore un peu plus et d’en tirer « tous les bénéfices économiques et politiques dans le contexte de [l’] affrontement avec l’Angleterre ». L’ambassadeur Nadjm s’était d’ailleurs chargé de la promotion de la culture et de l’histoire iranienne auprès des Allemands.
En Occident, la notification ne passe pas très bien et mettra des années avant d'entrer dans les mentalités : en 1951, soit 16 ans après le changement international du nom du pays, le reportage télévisuel du Pathé News (en), à l'occasion du mariage de Mohammad Reza Pahlavi et de Soraya Esfandiari Bakhtiari, commence son reportage par cette phrase d'ouverture « La Perse : un pays romantique de conte de fées venus à la vie, lors du mariage de son roi. »

##### Millénaire de Ferdowsi
Un autre important aspect du règne de Reza Chah est la promotion de la culture millénaire iranienne, et surtout, de la culture pré-islamique. Cette culture mise en valeur est profondément affiliée, de son propre aveu, au règne de Reza Chah. Une célébration marquera cependant les esprits, tant elle se veut l’étendard de cette restauration d’une identité nationale historique et antique : le millénaire de Ferdowsî.

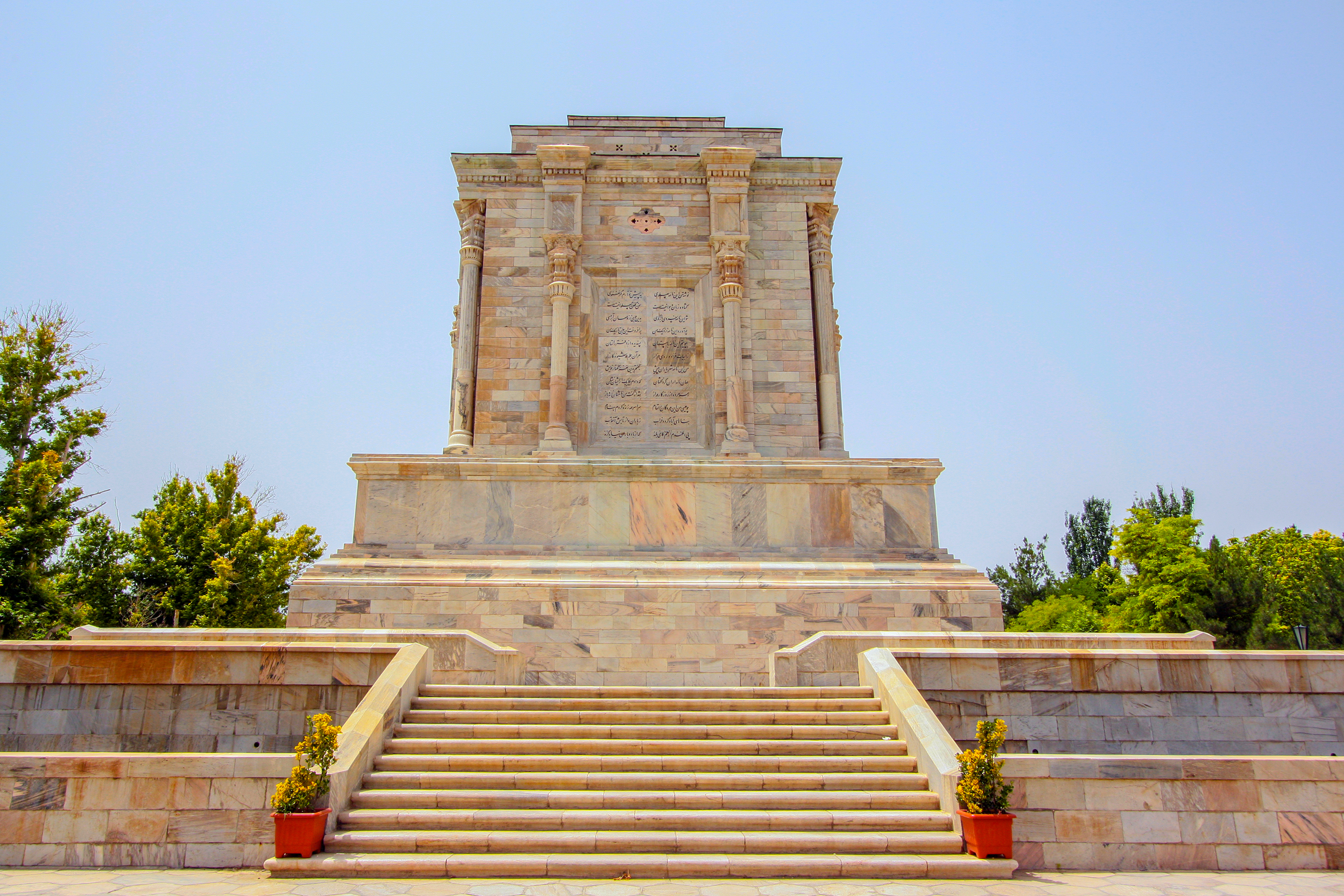
Le tombeau de Ferdowsî à Tus.

En effet, en 1934, la Perse célèbre le millénaire de la naissance du poète Ferdowsi. Ce dernier est profondément encensé par le pouvoir, notamment par Reza Chah, qui s’est déjà fait le défenseur et le promoteur du nationalisme et, par extension, de l’identité iranienne.
Cette « identité iranienne » n’étant pas réellement définie avant lui, il la lie surtout à la Perse préislamique. Ferdowsi a pourtant vécu au Xe siècle, mais il est très mis en avant. Il est surtout connu pour sa vie : il écrivit le Livre des Rois (Shāhnāmeh), pour le roi de Perse d’alors, Mahmoud de Ghazni, qui lui promit un fabuleux trésor en récompense, lequel n’arriva jamais. Des années plus tard, le roi paya enfin le poète, mais il était trop tard : quand la légation arriva à la maison de Ferdowsi à Tous, le poète venait de mourir dans la misère en sa ville natale. Une histoire romantique qui a toujours marqué Reza Chah dès son plus jeune âge. En octobre 1934, quelque 45 orientalistes de 18 pays viennent en Iran, invités par la Société de protection du patrimoine iranien. Le congrès du Millénaire de Ferdowsi se tient du 2 au 6 octobre 1934 et réunit les iranologues de tous pays qui promeuvent la culture iranienne via le poète, auteur de la célèbre épopée Shahnameh.

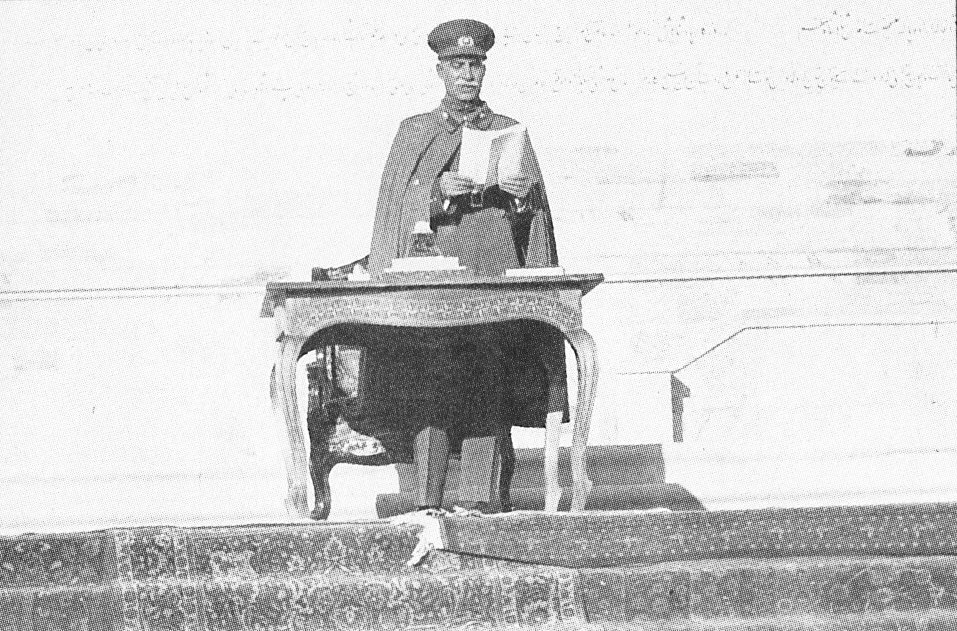
Reza Chah lors de l'inauguration du mausolée de Ferdowsi, en octobre 1934.

Le millénaire se clôt le 28 octobre 1934, quand Reza Chah inaugure le mausolée de Ferdowsi à Tus, un bâtiment monumental qui remplace la petite stèle qui s'y trouvait auparavant. Il prononce un discours élogieux sur Ferdowsi, parsemés du passage du Shahnameh. La même année, le gouvernement finance un film sur la vie de Ferdowsi.

##### Mausolée de Hafez
Également, Reza Chah s’intéresse à l’érection d’un autre mausolée, en 1935 : le mausolée d’Hafez, qui se voit reconstruit en 1935 ; ce n'est pas la première fois que ça arrive, diverses structures s'étant succédé depuis la première, en 1773. Le mausolée construit en 1935 est l'actuel. Le nouveau mausolée est conçu par l'architecte et archéologue français André Godard, à l'emplacement des anciennes structures. La tombe, ses jardins, et les mémoriaux environnants dédiés à d'autres grandes personnalités sont depuis des attractions majeures du tourisme à Chiraz.

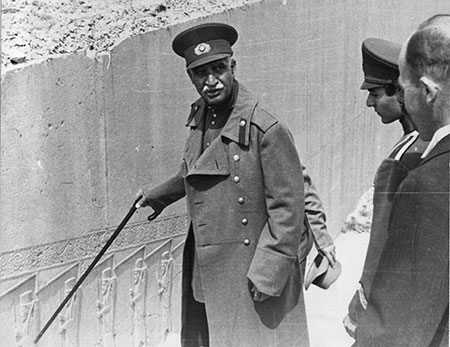
Reza Chah et le prince héritier visitant Persépolis, vers 1939.

##### Persépolis
Reza Chah effectue de nombreuses visites en province, et en 1939, profitant du flambant neuf chemin de fer Trans-iranien, il en effectue une, très médiatisée, à Persépolis, ancienne capitale du royaume achéménide.
Persépolis, l'ancienne capitale de Cyrus, le Grand Roi de la Perse (et devant l'histoire, le premier) par excellence, est l'une des grandes locations de l'empire privilégiées par les Pahlavi : en 1931, le site, qui se trouvait dans un certain état de détérioration, a été rénové : sans toucher aux ruines, l'Institut Oriental de Chicago, mandaté par Reza Chah, procède a des travaux, notamment des excavations, pour dégager des parties ensevelies de la cité. Les fouilles et les observations de l'OCI (IOC) ont duré tout au long de la décennie et ont révélé de magnifiques escaliers extrêmement bien conservés et le dénommé Harem de Xerxès, dont les emblématiques portes de pierre, qui ont pu être en partie reconstruites. L'institut a engagé des gens locaux pour faire les fouilles, et cet effort a été bien reçu. Bien que certains Iraniens aient objecté que des archéologues prenant des artefacts pour les emmener avec eux à l'étranger, de nombreux intellectuels iraniens ont accueilli la redécouverte des anciens rois persans.

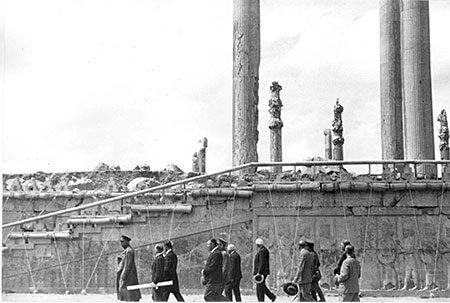
Reza Chah et son équipe passant devant l'escalier Est à Persépolis.
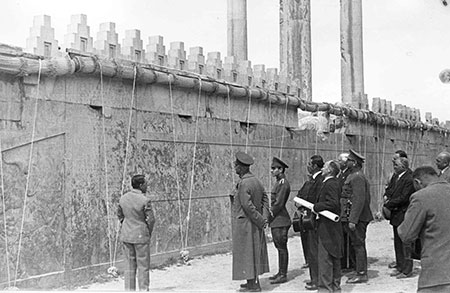
Reza Chah, le prince héritier, et leur équipe, inspectant la partie déterrée de l'Apadana.
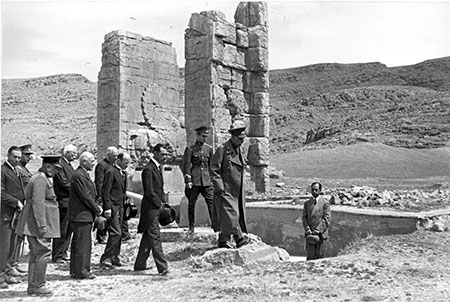
Reza Chah, le prince héritier et leur équipe visitant les ruines du Palais de Persépolis.

#### Réformes vestimentaires: abolition du fez et du voile

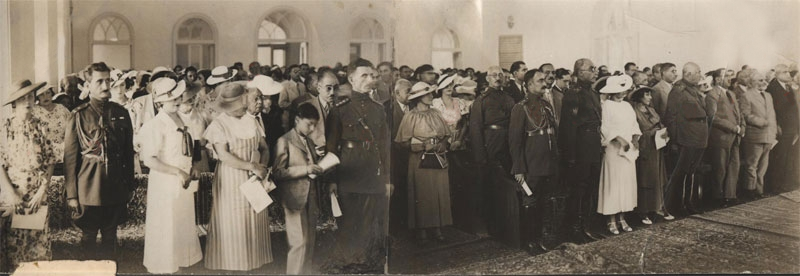
Cérémonie pour fêter le Dévoilement, au palais Sa'dabad, en 1936.

Une réforme connue, et critiquée, probablement inspirée des lois vestimentaires d’Ataturk, et très courageuse de la part de Reza Chah qui savait qu’il allait s’attirer les foudres de beaucoup de monde : l’interdiction du port de voiles pour les femmes. Depuis l’époque Kadjar, plusieurs signes avaient laissé entendre que le « Dévoilement » (kashf-e hijab) aurait lieu, et plus encore depuis l’avènement de Reza Chah. Vers 1935, la première loi vestimentaire concerne les hommes : ils sont invités à abandonner des vêtements jugés passéistes, et troquer le fez, traditionnel, contre un chapeau occidental, bientôt appelé par la population « chapeau Pahlavi ». L’idée d’une réforme vestimentaire s’appliquant aux femmes voit le jour et est conduite par Mohammad Ali Foroughi : mais si celle des hommes ne semble pas trop « poser de problèmes », celle concernant les femmes déclenche de vives protestations, la plus célèbre ayant lieu à la mosquée de Goharshad ; toutes sont réprimées par l’armée. De nombreuses associations féministes considèrent le voile comme un outil de soumission et de ségrégation, et luttent pour son interdiction, dans la visée d’une égalisation des sexes. Ce qui s’imbrique avec l’aspect occidentaliste, et par extension, modernisateur, que Reza Shah souhaite donner à son règne.

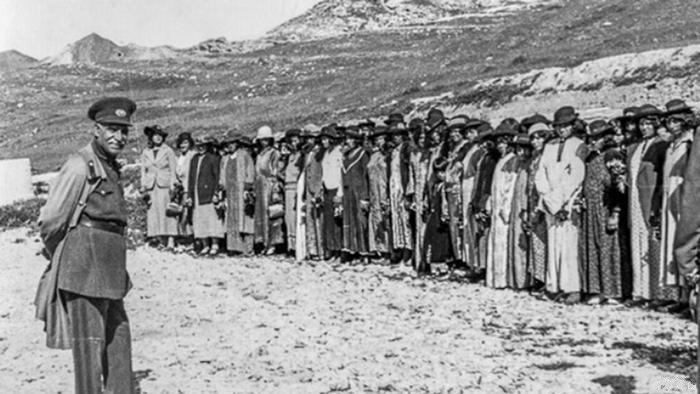
Reza Chah inspectant l'application du kashf-e hijab en province.

Fin 1935, la réforme de la « Libération des femmes iraniennes » voit le jour. Le 8 janvier 1936, lors d’une célébration dans la Faculté Préliminaire (collège), la reine Tadj ol-Molouk et ses filles apparaissent en costume occidental, sans voile. Reza Shah se rend également à la cérémonie, proclamant l’entrée en vigueur de la loi. Le voile est désormais prohibé dans les lieux publics, sauf les monuments religieux.
Probablement la plus contestée des réformes de Reza Chah, elle est violemment appliquée, alors que certains historiens considèrent qu’une application en douceur l’aurait fait plus accepter par la population. De nombreuses femmes se terrent chez elles, fuyant la loi. Le trafic urbain des femmes en Iran était cependant plutôt réduit, comme l’affirmera Esmat ol-Molouk, que ce soit avant ou après la promulgation de la loi. Certaines sources de moyenne qualité affirment qu’à la chute de Reza Chah, de nombreuses femmes manifestèrent leur joie en sortant voilées dans la rue. Mais si effectivement la loi ne fut plus réellement appliquée pendant tout le règne de Mohammad Reza Chah, les femmes ressortirent probablement voilées peu à peu, ne pouvant pas deviner que le nouveau shah n’appliquerait pas à la lettre une loi de son père ; l’Iran étant alors en pleine occupation étrangère et l’avenir du pays en pleine incertitude depuis l’abdication de Reza Chah, il est probable que ce genre d’évènement n’ai jamais eu lieu.

#### Spoliation foncière de la fin du règne

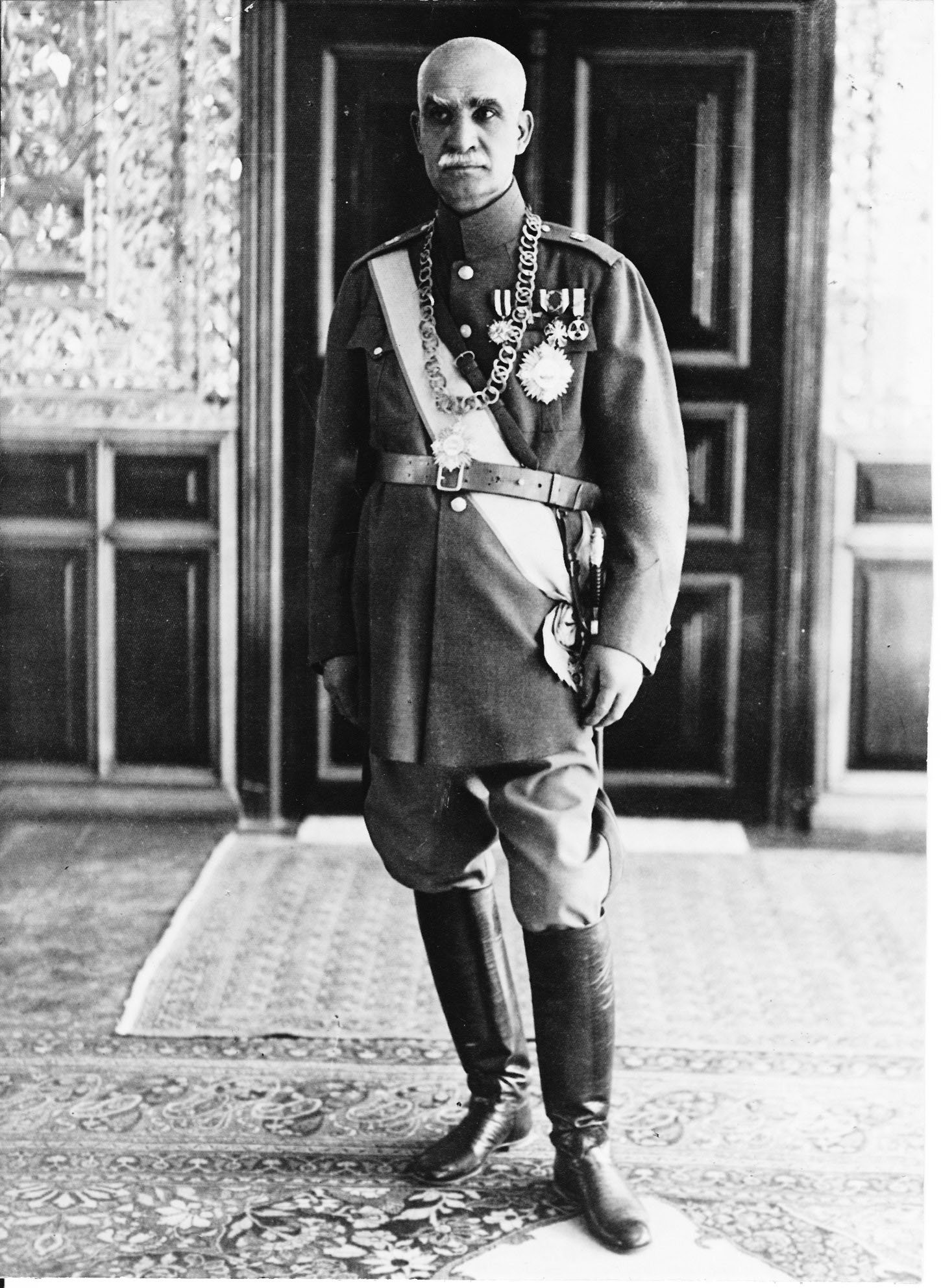
Portrait en pied de Reza Chah, à la fin des années 1930.

Une des plus importantes critiques vis-à-vis de Reza Chah fut l’acquisition de très (trop) grands domaines fonciers dans la province du Mazandéran. Si cela est avéré, l’empereur en fit sa propriété personnelle, ce qui fit perdre une bonne partie de leur pouvoir aux précédents propriétaires, généralement de grands propriétaires fonciers. Selon les sources, la quantité des territoires varie d’une partie du Mazandéran à la totalité des terres limitrophes de la mer Caspienne. Un peu pour compenser les critiques qui ne se firent pas attendre, Reza Chah fit bénéficier ces territoires d’attentions particulières : les innovations qui se répandaient dans le pays y furent particulièrement imposées, ce qui scinda la population entre paysans voyant leur niveau de vie s’améliorer et féodaux (ou ex-féodaux) mécontents de se voir dépossédés de leurs terres. Reza Chah les fit bénéficier « de nouveaux équipements, d’assainissements des terres, de constructions d’écoles et de dispensaires, d’une alphabétisation renforcée ».
À la chute de Reza Shah toujours, le Parlement vota une loi visant à dédommager les grands propriétaires terriens et tous ceux qui avaient souffert de cette expropriation, qu’ils soient indemniser du moins, ou alors qu’ils puissent récupérer leurs terres, ce qui arriva pour la plupart. Aucune source cependant ne mentionne quelconque inventaire ou liste de dédommagés permettant de connaître la taille et la quantité de ces terrains. Massoud Behnoud parle d’environ 1,5 million d’hectares de terres.

#### Traité de Sa'dabad (1937)
Le 8 juillet 1937, un traité de non-agression multilatéral est signé entre l’Iran et ses principaux voisins : la Turquie de Mustafa Kemal Atatürk, l’Irak de Ghazi Ier et l’Afghanistan de Mohammad Zaher Chah. Il promet assistance mutuelle des pays les uns aux autres s’ils sont menacés, de ne pas indisposer la politique desdits pays en ne supportant pas et même en pourchassant les opposants externes des autres pays. Le traité, surtout initié par l’Irak et la Turquie, vise à lutter contre les mouvements séparatistes kurdes, respectivement dans le nord et l’est du pays. L’Iran de Reza Shah, s’il n’a pas envie de revoir apparaître des tensions sécessionnistes (ce qui n’arrivera pas après l’accession du pouvoir de Reza Shah), surtout chez les kurdes, voit surtout là le moyen de se rapprocher – encore un peu plus – de la Turquie kémaliste et également de s’implanter un peu mieux dans la région en ayant de relations élaborées avec ses voisins. Il réaffirme en outre son intention et son désir de centraliser l'État en ôtant aux tribus et au minorités leurs pouvoirs.
Si c’est un pan des relations étrangères du pays avec ses voisins, le traité de Sa’dabad constitue une fierté de plus pour l’Iran ; si elle ne sort pas excessivement gagnante du traité, c’est l’Iran qui accueille les négociateurs de tous ses voisins et le traité est signé dans le sein même de la capitale, dans le complexe palacial de Sa’adabad, où la famille Pahlavi vit alors. De plus, tous les pays concernés sont limitrophes de l’Iran, et on peut ainsi remarquer que tout est alors articulé autour de l'Iran, l’Afghanistan et la Turquie n’étant sinon pas reliés.

#### Joyaux de la Couronne

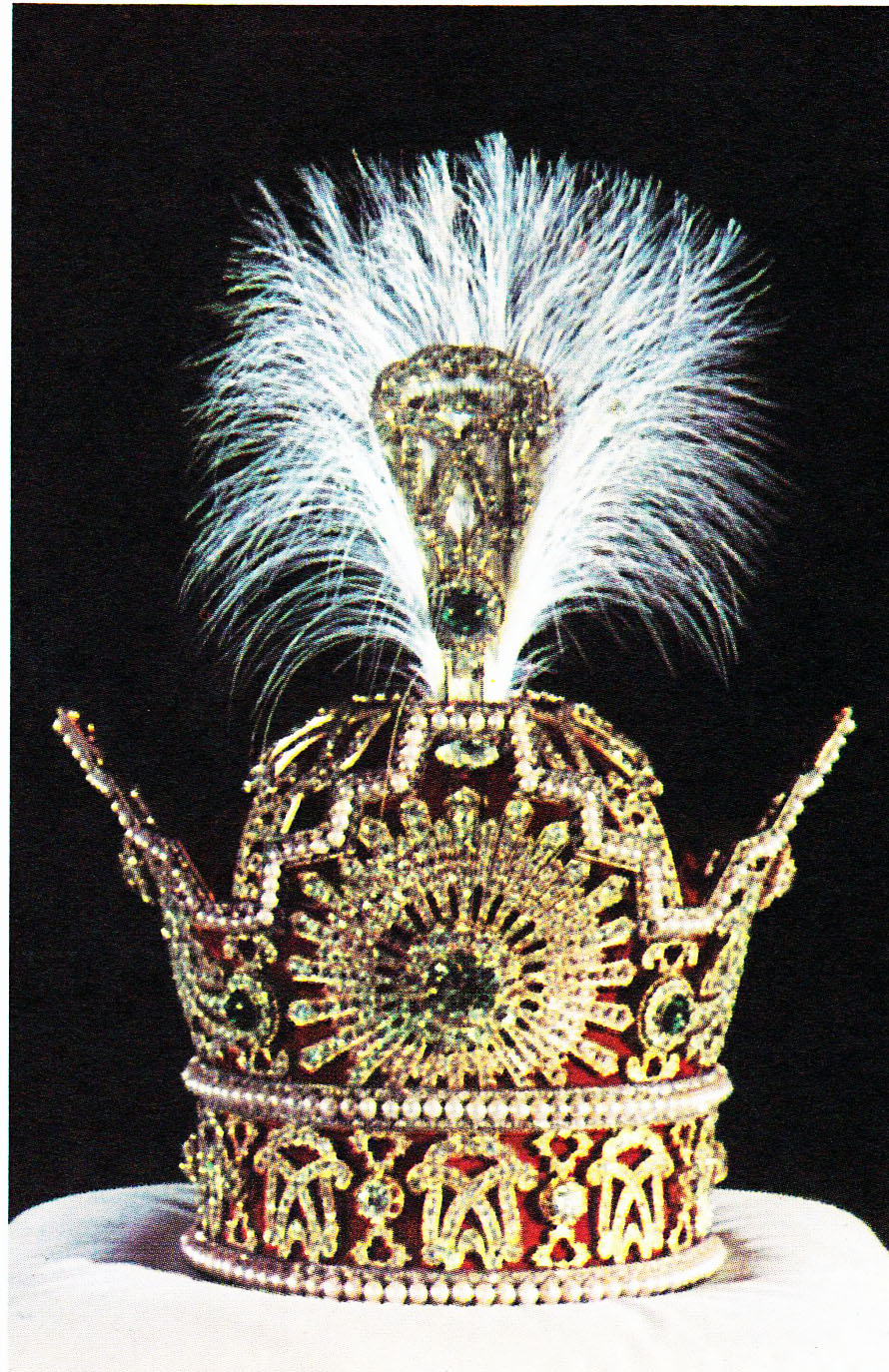
La couronne Pahlavi, utilisée pour le couronnement de Reza Chah puis pour celui de son fils.

Au début des années 1930, Reza ordonne aussi la mise en place d’une sorte de caution d’économie iranienne : les Joyaux de la Couronne, collection qu’il a lui-même un peu agrandie pour son couronnement – et qui sera encore plus grandie sous le règne de son fils. Ils sont offerts à la Banque Nationale d’Iran comme devise ; la propriété du trésor impérial a été transférée à l'État par une loi parlementaire le 16 novembre 1937. Les bijoux ont été placés dans les coffres de la Banque Nationale d'Iran, où ils ont été utilisés comme garantie pour renforcer le pouvoir financier de l'institution et pour soutenir le système monétaire national. Seul le procureur général du pays aura le droit de demander leur utilisation, et seulement provisoirement.
Après l'abdication de Reza Chah, une rumeur se répandit via la presse : on prétendit que Reza Shah avait emporté avec lui les Joyaux de la Couronne en quittant l'Iran, lui qui en avait justement fait la propriété inaliénable de l’État, ce qui fut démenti quand Foroughi, Premier ministre, nomma une commission de parlementaires et de juges pour que ces derniers aillent constater dans la Banque Nationale que rien n’avait disparu.
En 1960, sous le règne de Mohammad Reza Chah, les joyaux seront transférés à une nouvelle section de la Banque centrale : le Trésor de la Banque centrale, où ils seront exposés à la vue du public.
Même après la révolution islamique, les joyaux continueront d’être exposés, car ils servent, encore aujourd’hui, à soutenir le cours de la devise iranienne. Le Trésor de la Banque Central a été depuis renommé le Trésor National des Joyaux Iraniens.

#### Retour du prince héritier

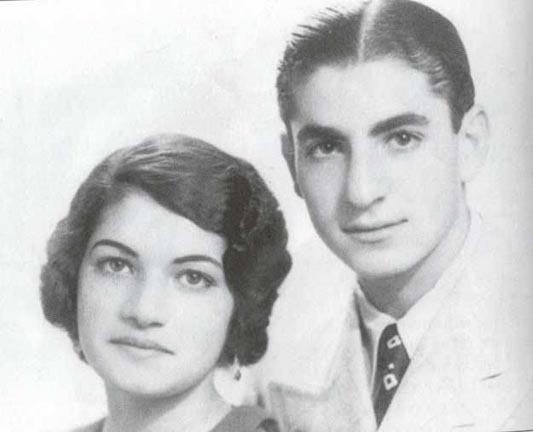
Le prince héritier Mohammad Reza, de retour au pays, avec sa sœur jumelle Ashraf.

En 1937, le prince héritier, Mohammad Reza, revient en Iran après 4 ans d’études en Suisse. Il s’est fait des amis, là-bas, notamment Hossein Fardoust, et Ernest Perron, deux personnages qui deviendront ses proches quand lui deviendra roi. Alors qu’il était encore étudiant, lui et ses condisciples étaient revenus en Iran pour les vacances et avaient été subjugués par le nouveau visage du pays. Reza Chah l’avait amené devant le cabinet, le conseil d'administration de l'Assemblée nationale, les députés de l'Assemblée nationale et des officiers de haut rang. Il avait eu cette formule : « J’ai rendu d’éminents services à mon pays, mais le plus grand, c’est le prince héritier que je lui donne : Vous ne pouvez pas le savoir maintenant, mais vous constaterez ses capacités lorsqu’il assumera ses fonctions. Vous ne pouvez pas encore savoir. »
Mohammad Reza effectue ensuite son service militaire en Iran, suivant de nombreux rituels épuisants et même dangereux, digne de commandos. En juin 1938, il obtient son brevet de sous-lieutenant et est major de sa promotion ; ses études militaires terminées aussi, il est associé de près au rôle de monarque que son père remplit. Il l’accompagne partout, assiste à toutes les représentations, la plupart des visites et les audiences. Certains dossiers, comme l’Éducation et la Culture, sont directement gérés par le prince héritier.

#### Le mariage du prince héritier: enracinement de la dynastie Pahlavi
Reza Chah cherche ensuite à marier son fils : l’idée principale est de conclure un arrangement dynastique qui permette l’enracinement de la dynastie. Cette solution semble s’imposer à cause de l’amendement constitutionnel de 1925 qui interdit aux futur souverain iranien d’avoir une mère Qâdjare : ce qui explique pourquoi tous les fils de Reza Chah, sauf Ali Reza et Mohammad Reza, ne peuvent prétendre au trône. Cette mesure de précaution prise par Reza Khan sans en mesurer les conséquences, force le prince héritier à se marier avec une étrangère. Si possible, un membre d’une dynastie ancienne et reconnue : une jeune dynastie comme celle des Pahlavi a besoin d'une alliance avec les monarchies des pays voisins et arabes, très nombreuses à cette époque, pour gagner en légitimité. Plusieurs solutions sont envisagées : en Afghanistan, en Irak, en Tunisie… et même en Turquie où la dynastie ottomane reste prestigieuse. Reza Chah et Mahmoud Jam ont peur d’indisposer la Turquie laïque qui a mis fin à l’empire Ottoman, laquelle indique cependant une autre solution, arabe et africaine.
L’Égypte royale, le 20 janvier 1938, marie son souverain, Farouk Ier, à la belle Safinaz Zulfikar, dite Farida, véritable événement de l’année du gotha mondial. Un mariage resplendissant, qui fait suite à l’accession au pouvoir de Farouk Ier à la mort de son père Fouad Ier, le 28 avril 1936. La cour d’Égypte possède un faste d’Orient inégalé qui fascine et merveille, avant de susciter plus tard des critiques. C’est un allié idéal et il se trouve que Farouk a de nombreuses sœurs, dont l’aînée, Fawzia, a à peu près l’âge du prince héritier. Le Caire est discrètement consulté, mais l’affaire s’ébruite alors que Reza Chah avait ordonné la plus grande discrétion. La délégation est rappelée par le vieux monarque furieux qui attend que les bruits se tassent pour reprendre les négociations.
Le 26 mai 1938, le palais impérial annonce qu'une délégation conduite par le Premier ministre Mahmoud Djam va se rendre au Caire pour convenir du mariage entre le prince héritier et Fawzia d’Égypte, fille du roi Fouad Ier et sœur du jeune Farouk Ier, intronisé deux ans auparavant. Les fiancés ne se sont jamais vus et ne parlent pas la même langue, communicant en français. Moins d'un an plus tard, en mars 1939, Mohammad Reza Pahlavi se rend en Égypte avec une suite ; il est accueilli au Koubbeh Palace (en) par le roi Farouk et des membres de la famille royale égyptienne, et fait connaissance avec sa future épouse, la princesse Fawzia. Le 16 mars 1939, Mohammad Reza épouse Fawzia au palais d'Abedin, au Caire, selon le rite sunnite. Une seconde cérémonie, de rite chiite, se déroule à Téhéran, au Palais impérial du Golestan, le 25 avril 1939. Car les deux époux sont de confessions différentes : islam sunnite pour Fawzia et islam chiite pour Mohammad Reza. Mais également, en Iran, la nationalité de la future reine se pose : quand deviendra-t-elle iranienne, et quel sera la nationalité de son éventuel fils ?
Fin novembre 1938, Mahmoud Djam tient sa solution : le Parlement, par mesure d’exception, la nationalité iranienne est accordée à Fawzia, alors que cette dernière n’a pas encore mis le pied en Iran.

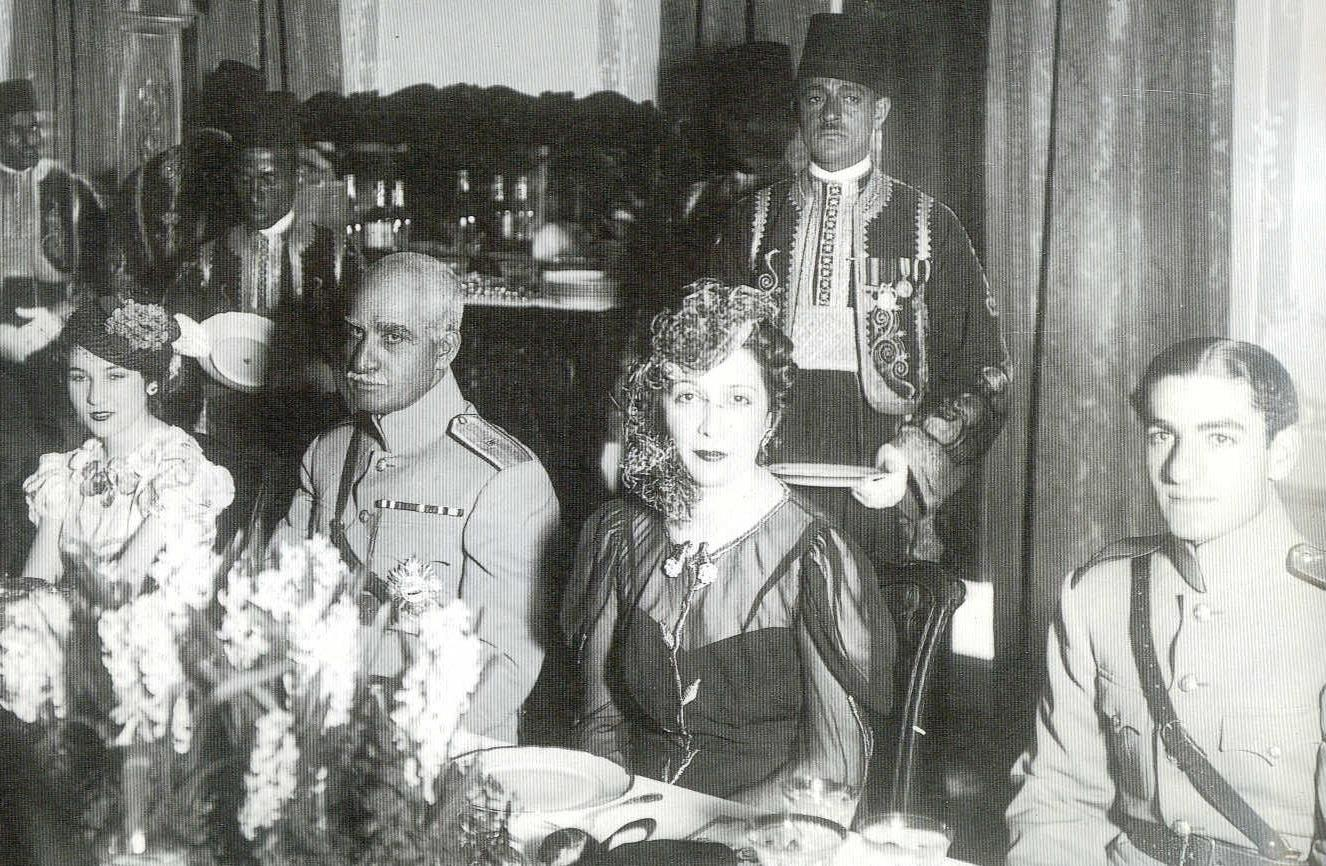
Fawzia d'Égypte, Reza Chah, Nazli Sabri et Mohammad Reza à l'ambassade d'Égypte à Téhéran, avril-mai 1939.

Le mariage à Téhéran est dérangé par la reine mère Nazli, mère de Farouk et de Fawzia, venue à Téhéran pour le mariage de sa fille, qui ressent durement la différence entre la cour versaillaise d’Égypte et celle de Téhéran, plus modeste, et où l’étiquette est plus approximative. Au Caire, cette opulence avait presque humilié le prince héritier et sa suite, qui le consignera dans ses mémoires. Pourtant, pour recevoir la famille de sa belle-fille, Reza Chah a mis les petits plats dans les grands et valorisé la transformation de la ville depuis une quinzaine d’années (même si la ville reste encore bien en dessous d’Alexandrie ou du Caire), pavoisant les cortèges de chars et de décorations semblables à celles qui avaient accueilli Mohammad Reza en Égypte. Mais Nazli n’a de cesse de rabaisser tout le monde et lorsque les célébrations sont finies et qu’elle part en France, toute la cour souffle.

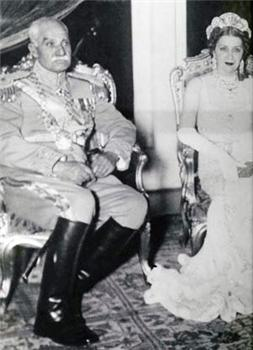
Reza Chah et la reine Nazli Sabri, lors du mariage du prince héritier Mohammad Reza, le 25 avril 1939.

Les deux époux semblent bien s’entendre et s’aimer, faisant la couverture des journaux et focalisant l’attention de la cour. La naissance d’une fille, Chahnaz, le 27 octobre 1940, le lendemain des 21 ans de son père, consolide leur union. Cette dernière est gâtée par son grand-père qui l’adore, et lui offre même un palais dans le parc de Sa'ad-Abad, où Chahnaz vivra après son mariage avec Ardéshir Zahédi en 1957.
L’abdication de Reza Chah et son exil déclenche cependant une vague de revanches de la Cour envers Fawzia. La désormais reine-mère Tadj ol-Molouk et ses partisans ne pardonnant pas à Fawzia les vexations subies par Nazli en 1939, alors que Reza Chah, qui appréciait beaucoup sa belle-fille, avait contenu leurs velléités. En 1945, partie en Égypte fleurir la tombe de Reza Chah et rendre visite à son frère, Fawzia, dont les relations avec son mari s’étaient beaucoup dégradées et ne supportant plus le climat courtisan, ne reviendra jamais en Iran. Malgré d’interminables négociations, elle refusera de revenir et le divorce d’avec Mohammad Reza Pahlavi sera prononcé en 1948.

#### Fin de règne

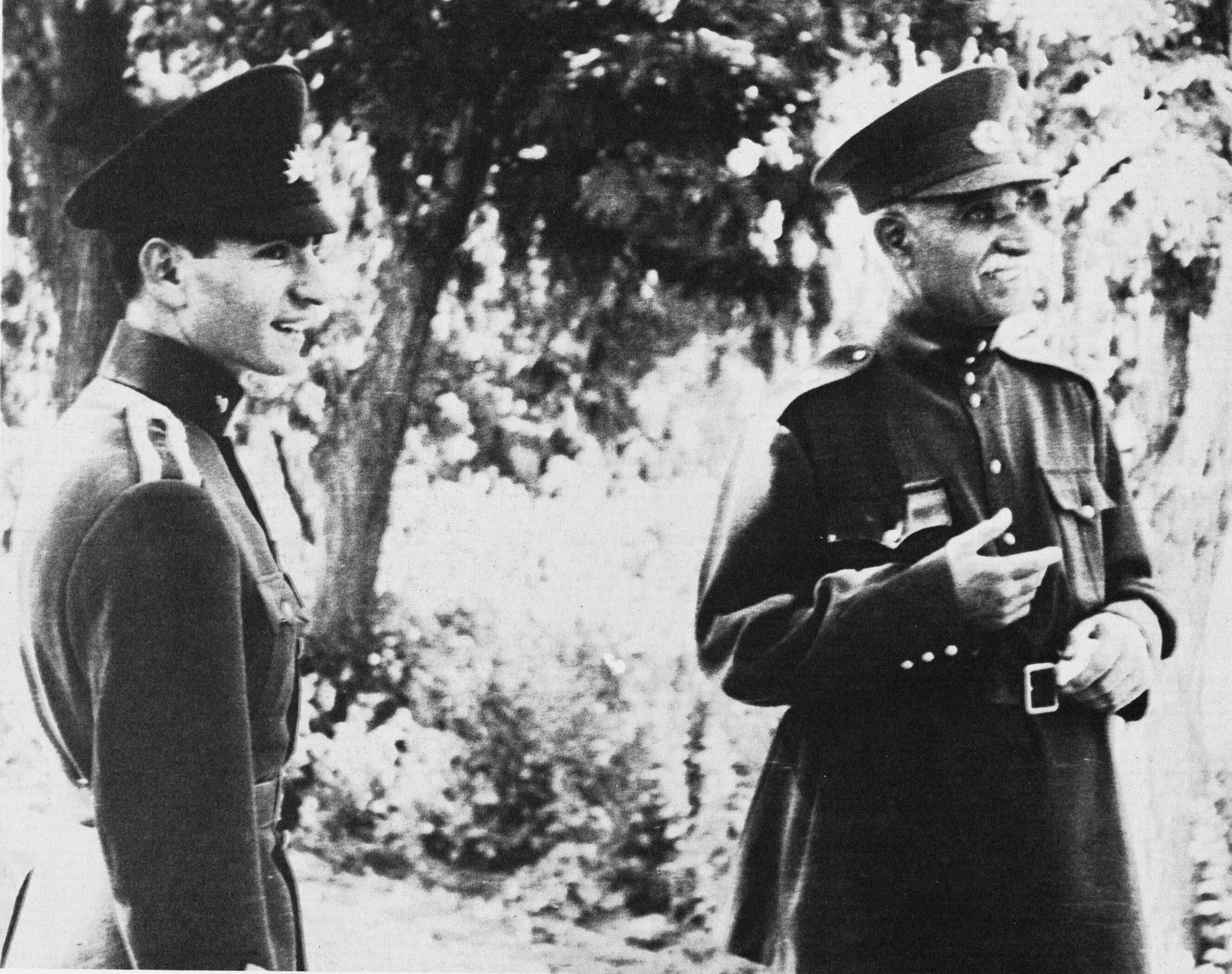
Le prince héritier Mohammd Reza, et son père, Reza Chah.

En 1939, après le mariage du prince héritier Mohammad Reza et de Fawzia Fouad, et alors que ces deux derniers sont en train de finir leur voyage de noces sur les bords de la mer Caspienne, Reza Chah rappelle à la capitale le prince héritier, qu’il souhaite dès à présent associer aux affaires de l’État. À partir du retour du prince héritier, vers juin 1939, ce dernier assiste aux séances du conseil des ministres, où il donne son avis, à des séances du Parlement, inaugure quelques bâtiments en province, et inspecte à de nombreuses reprises les avancées du Trans-Iranien, le tout généralement accompagné de son épouse ; en outre, les problèmes qui se passent en Europe et qui déboucheront sur le Seconde Guerre mondiale sont mal connus en Iran, et Reza Chah souhaite avoir à ses côtés un regard neuf, ainsi que son fils qui est polyglotte, contrairement à Reza Chah, qui ne connaît aucune langue européenne.
Dans le pays, la situation est calme : l’opposition des religieux, exacerbés depuis l’interdiction du voile, s’est tassée ; les femmes sortent elles-mêmes de chez elles, vêtues de vêtements européens, mais de vêtements européens à col hauts, de jupes longues, et de chapeaux larges et enveloppants. Les gens ont appris à vivre avec Reza Chah, qui règne depuis environ 15 ans, même si son autoritarisme muselle encore d’importants pans de la société, notamment la presse. La radio n'a pas encore fait son apparition en Iran, ce qui ne tarde, car Radio-Téhéran est créée à la fin du règne de l'empereur.
Dernière des innovations du règne de Reza Chah : la radio. Radio-Téhéran est mise en service le 24 avril 1940, et l’un des premiers à s’exprimer sur les ondes est le prince héritier, envoyé par son père. La population découvre la voix de Mohammad Reza, futur roi, et se demande si Reza Chah ne préparerait pas sa succession.
Il est vrai que le prince héritier a achevé sa formation de futur roi, et que Reza Chah l’a beaucoup associé au pouvoir, récemment. De plus, Reza Chah, le 15 mars 1940, entre dans sa soixante-troisième année : âge peu canonique, même pour l’époque, mais plutôt avancé de par les conditions de vie qui furent celles de Reza Chah dans les quarante premières années de sa vie, alors qu’il était un obscur cosaque du nom de Reza Khan.

### Seconde Guerre Mondiale et déposition (1939 – 1941)
Soucieux de prendre son indépendance vis-à-vis de la Grande-Bretagne, Reza Chah se rapproche économiquement de l'Allemagne au point que celle-ci devient son premier partenaire commercial en 1939. Ce rapprochement inquiète les Britanniques d'autant plus qu’entre temps, en 1933, l'Allemagne est devenue nazie. Quand la guerre éclate, les Britanniques demandent à Reza Chah d'expulser les citoyens allemands du pays, ce qu'étant neutre, il refuse.
Reza Chah, ayant déclaré la neutralité de l'Iran, refuse à nouveau une demande des Alliés de se servir du pays pour faire passer des munitions, ce qui pousse la Grande-Bretagne et l’Union des républiques socialistes soviétiques (URSS) à monter l'opération « Countenance » qui se traduit par une Invasion anglo-soviétique de l'Iran le 25 août 1941.
Reza Chah est forcé d'abdiquer en faveur de son fils Mohammad Reza Pahlavi et il est envoyé en exil par les Britanniques, d'abord à l'île Maurice puis à Johannesburg, où il meurt en 1944.
Son fils, Mohammad Reza Pahlavi, lui succède jusqu'à la révolution islamique de 1979.

#### Début de la Seconde Guerre mondiale (1939–août 1941)

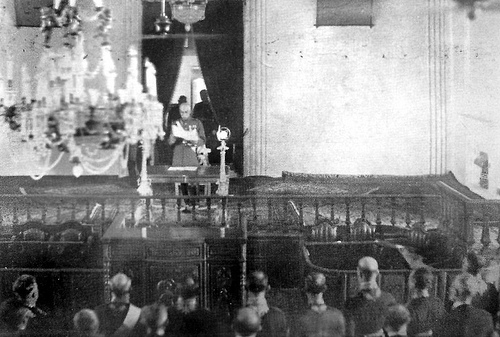
Reza Chah inaugurant le nouveau parlement, 1940.

Alors que le prince héritier a été rappelé en été 1939 des rivages de la mer Caspienne où il passait son voyage de noces, la situation internationale se crispe beaucoup en Europe : depuis l’Anschluss, où l’Allemagne a annexé l’Autriche, puis la création du pacte anti-komintern et enfin les crises en Tchécoslovaquie et en Pologne, le monde commence à se diviser en camps. Officiellement, l’Iran est détaché de tous ces conflits, malgré les nombreux contrats économiques qui le lient au Troisième Reich. Cependant la fraternité affichée de Reza Chah avec les Allemands ainsi que d’anciens contentieux irritent fortement les Britanniques. Le 1er septembre 1939, l’invasion de la Pologne par les Allemands déclenche ce qui sera la Seconde Guerre mondiale. Immédiatement, le chah affirme la neutralité de son pays. Il craint les représailles : il martèle la position neutre de son pays dans le conflit à plusieurs reprises, notamment lors de l’ouverture de la nouvelle législature du Majlis. Pourtant, il effectue des actions contradictoires qui ne rassurent pas le camp anti-allemand : le 26 octobre 1940, le Premier ministre, Mahmoud Jam, démissionne pour occuper le poste de ministre de la Cour, vacant depuis l’évincement de Teymourtash sept ans plus tôt. Il est remplacé par le docteur Ahmad Matin-Daftari, qui a une réputation de germanophile. Dans son cabinet, on trouve également de nombreuses personnalités pro-allemandes ou antibritanniques. De son côté, Berlin, qui reçoit une dépêche spéciale de Téhéran, dit respecter le choix des Iraniens : Londres voit là une connivence à peine voilée.

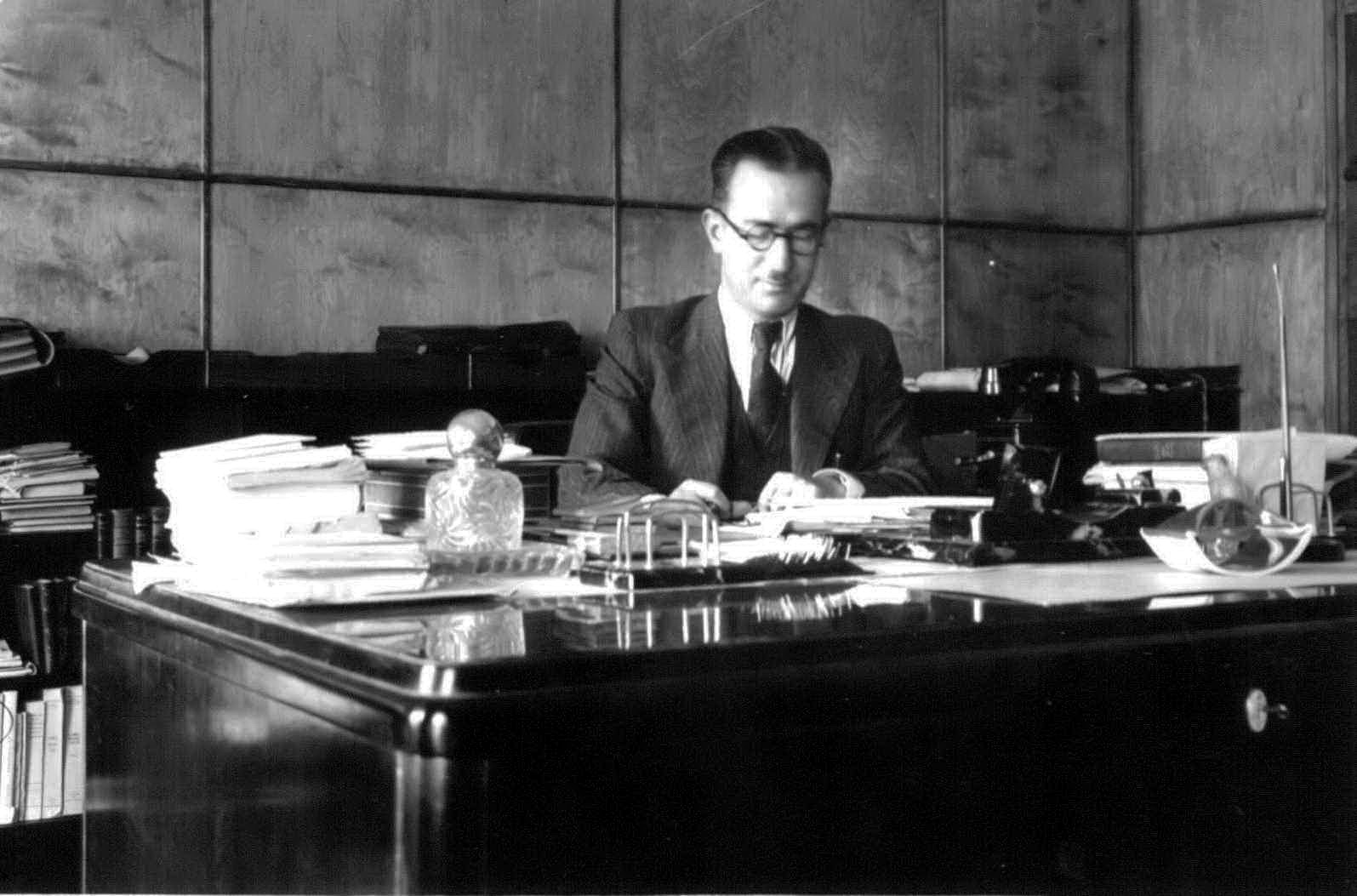
Ahmad Matin-Daftari.

En juin 1940, après la capitulation française, et alors que Matin-Daftari avait pour rôle de négocier une fin de partenariat rapide avec l’économie berlinoise[pas clair], l’attitude de Reza Chah change : il craint clairement des représailles du camp britannique, bien qu’à l’époque les Allemands aient plutôt le vent en poupe : Matin-Daftari est remercié, de même que tous les germanophiles et antibritanniques de son cabinet ; il est remplacé par Ali Mansour, qui a une réputation de pro-britannique et qui nomme dans son cabinet des anti-allemands. En outre, Matin-Daftari est arrêté et emprisonné sans trop de raisons que sa réputation d’anti-britannique ; de même, des officiers de l’armée aux mêmes velléités, comme le général Zahedi, sont priés de rester discrets, et enfin, Mohammad Mossadegh, retiré de la vie politique depuis de nombreuses années sur ses domaines et qui n’avait rien demandé à personne, est arrêté et exilé. Pour lui aussi, c’est la réputation qui a fait que Reza Chah change de tactique, tandis que la BBC, où l’on entend beaucoup Ann Lambton, commence à attaquer férocement le chah à grands coups de propagande.
L’extension du conflit à l’URSS le 22 juin 1941 et la rupture du pacte germano-soviétique met l’Iran dans une position délicate : elle se retrouve encerclée par des pays anti-allemands, avec l’URSS au nord, l’Empire des Indes britanniques à l’est, et l’Irak, où les Britanniques sont encore très présents malgré la théorique indépendance du pays (de par la politique anglophile du régent Abdullah) ; seul l’Afghanistan ne représente pas une menace théorique. De plus, les pays en question ont une attitude de plus en plus agressive : en juillet 1941, les Alliés demandent, puis exigent le départ du pays de toutes les personnalités liées de près ou de loin aux puissances de l’Axe : Reza Chah assure que les Allemands s’en iront, mais refuse de les chasser, reportant leur départ sine die. Son attitude vis-à-vis de cet ultimatum de facto fait décider l’exécution de l’invasion.

#### Invasion anglo-soviétique (août – septembre 1941)

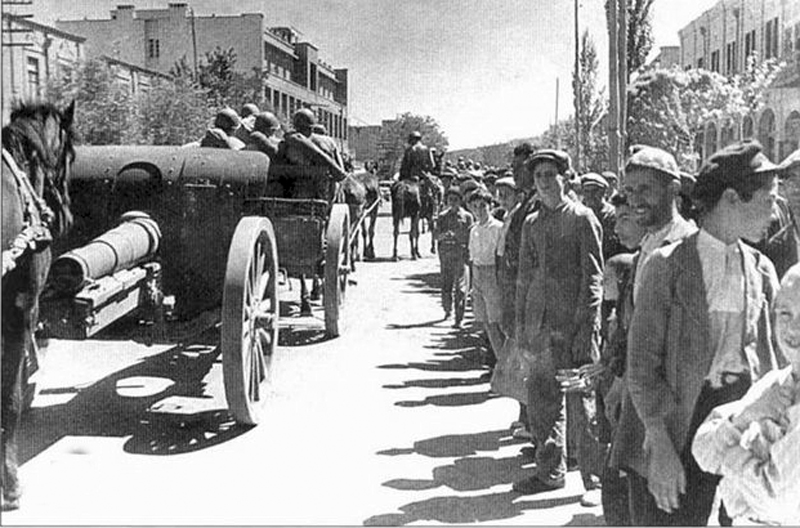
Artillerie soviétique défilant dans Tabriz, 17 septembre 1941.

Le 25 août 1941, à 5h du matin, l’armée britannique envahit l’Iran au sud et au sud-ouest ; l’armée soviétique également, par le nord. Une heure plus tard, Reader Bullard (en) et Andrey Andreyevich Smirnov (en), ministres plénipotentiaires du Royaume-Uni et de l’URSS se rendent chez Ali Mansour, Premier ministre, pour lui notifier cette invasion, décidée de par l’intransigeance du chah. Ce dernier les reçoit ensuite à Saad’abad, où il reste ferme face à eux, à leur instar. Le Conseil des ministres est réuni : on fait état des premières pertes, puis il est décidé que les États-Unis, neutres dans le conflit (à l’époque), seront appelés pour trouver une solution.

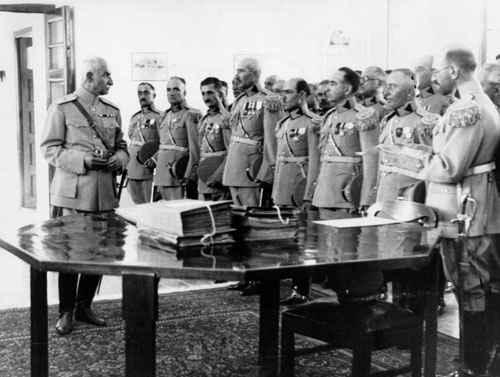
Reza Chah et son état-major au début de la Seconde Guerre mondiale.

Les Iraniens disposent alors de 200 000 soldats, soit 9 divisions d'infanterie appuyées par une soixantaine de chars légers et moyens d'origine tchèque ainsi que d'une petite force aérienne de 80 avions. L’armée iranienne est plus conçue pour le maintien de l’ordre interne et pour régler quelques incidents de frontières, mais elle ne peut pas grand-chose contre l’armée soviétique, et surtout, la plus puissante armée du monde, celle du Royaume-Uni.
À Khorramshahr, c’est un vrai carnage, et la quasi-totalité de la marine est détruite ; miraculeusement, la progression britannique est stoppée à Kermanshah à l’ouest, et à Ahvaz dans le sud. Mais pas pour longtemps, et Téhéran en profite pour demander la paix, tandis que les expulsions des ressortissants italiens, allemands et roumains continuent. Reza Chah ne se fait guère d’illusion quant à l’arrangement de la situation, et Ali Mansour est prié de remettre sa démission, pour le moment où un successeur, capable d’affronter la crise grave, sera trouvé.
Reza Chah consulte beaucoup de monde ; il prend aussi sur lui, et pense même à rappeler Ghavam os-Saltaneh, l’homme qu’il avait fait tomber en 1925 pour accéder au pouvoir. Mais ce dernier se trouve dans le nord du pays et ne peut pas rejoindre la capitale. Alors Reza Chah consulte un compagnon de route avec lequel il s’était fâché : Mohammad Ali Foroughi. Appelé à la capitale, après s’être fait attendre, il est reçu par le chah. Ils oublient leurs vieilles rancœurs et Foroughi est nommé Premier ministre le 29 août. Il cherche à garantir l’indépendance et l’intégrité du pays en limitant les hostilités, et tous les moyens sont bons, y compris sacrifier Reza Chah pour le remplacer par son fils, constamment avec son père et le Premier ministre.
Le 29 août, alors que la veille, les Britanniques ont franchi Khorramchahr et Ahwaz, le ministère de la Guerre, de façon incompréhensible, ordonne la dissolution de l’armée de terre et le renvoi des troupes chez elles, peut-être pour éviter les sacrifices vains. Reza Chah, qui en plus apprend la nouvelle par radio, explose lors d’une réunion des officiers et veut abattre le général Ahmad Nakhadjavan, ministre de la guerre, et un officier accusé de connivence. Le chah calmé par l’assistance, Nakhadjavan est destitué et remplacé par Mohammad Nakhadjavan, formé en Russie impériale. La situation ne s’arrange pas pour autant : les soldats et les conscrits déambulent, sans ordres et sans armes, dans la capitale en pleine confusion et en proie à la peur. La capitale est sécurisée par le général Ahmad Amir Ahmadi, et la gendarmerie, dirigée par le général Zahedi, en substitution à l’armée. Foroughi fait cependant parvenir aux envahisseurs les clauses d’une paix, et l’armistice est signée le 30 août. Le 8 septembre un accord est signé entre l'Iran et les Alliés qui entérine la création de deux zones d'occupation. Au nord-ouest la zone de Tabriz et les rives de la Caspienne sont occupées par l'Armée rouge tandis que les Britanniques occupent les champs pétroliers d'Abadan et de Kermanshah. Téhéran accepte également de faciliter le transit des cargaisons militaires britanniques vers l'URSS pour le front de l’Est. Les concessions pétrolières à l'Anglo-Persian Oil Company sont renouvelées à des conditions plus avantageuses pour cette dernière pour la durée de l’occupation.

#### Abdication et départ en exil (septembre 1941)
Il est aussi prévu que les troupes alliées pénètrent dans la capitale ; Reza Chah voit là la manifestation que son heure a sonnée. Explicitement, le 15 septembre, les ministres plénipotentiaires reviennent, exigeant l’abdication de Reza Chah et son départ de la capitale avant le surlendemain ; les alliés régleront eux-mêmes la question sinon. La décision de le déposer a été semble-t-il, prise en haut lieu le 12 septembre par Stafford Cripps et Staline. Les radios de Londres, New Dehli et Moscou, captées à Téhéran, ne cessent d’attaquer le chah, et l’URSS exige la proclamation d'une république, plus malléable, tandis que Londres, à qui cette idée ne déplaît pas, préférerait rétablir les Kadjar. Le neveu d’Ahmad Chah, mort en 1931, Soltan Hamid Mirza, fils de Mohammad Hassan Mirza, est approché : cultivé, raffiné et anglophile, il est parfait, mais a quitté la terre persane à l’âge de quatre ans, et ne parle pas le persan. L’idée est abandonnée.

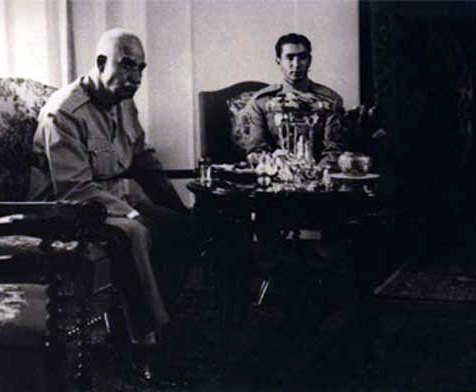
Reza Chah et le prince héritier, peu avant l'abdication.

L’« option Pahlavi », qui consiste à faire abdiquer Reza Chah pour proclamer son fils Chāhinchāh, n’est pas vraiment envisagée par les alliés. Foroughi, lui, a pragmatiquement envisagé cette option, de même que Reza Chah. Le prince héritier, lui, est plus sceptique : il a peur d’un coup de force anglo-soviétique. Le 16 septembre au matin, Foroughi et Reza Chah se retrouvent une dernière fois au palais de Marbre. L’abdication est rédigée par le Premier ministre. Puis le chah sort du palais, où il tient avec le prince héritier ce dialogue : « Et si les Russes entrent dans la capitale, ce sera la révolution ? » Ce à quoi son père lui répond, sarcastique : « Il ne se passera rien, ils veulent seulement ma peau. Et ils l’ont eue. »

Le chah désormais déchu rejoint ensuite le jardin du palais, où il monte dans une voiture, prenant le chemin d’un exil dont il ne reviendra pas. Ses enfants, sauf Mohammad Reza, partent avec lui. Puis, en fin de matinée, Foroughi se rend au palais du Majlis, dont le périmètre a été sécurisé et dont les députés ont été réunis, et leur donne la lecture de l’abdication de Reza Chah :
« Pahlavi, Chah d’Iran

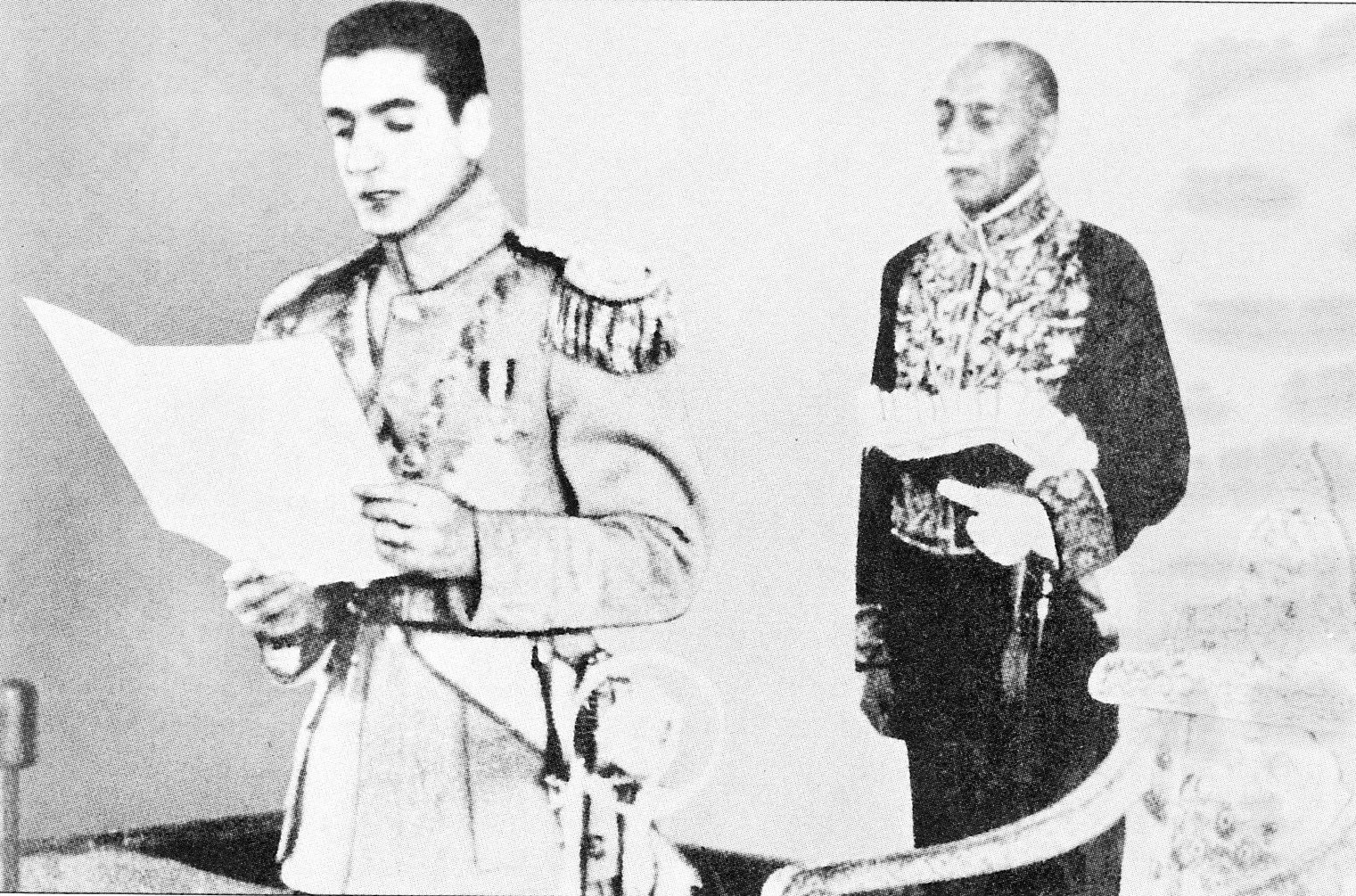
Mohammad Reza Pahlavi devient Shāhinshāh le 16 septembre 1941, à 16h30 : la relève est assurée.

Considérant le fait, que j’ai dépensé toute mon énergie dans les affaires du pays durant toutes ces années et m’y suis affaibli, je sens que maintenant le temps est venu pour une jeune personne énergique et habile de prendre en charge les affaires du pays, qui nécessitent de constantes attentions, et de s’en donner les moyens, pour la prospérité et le bien-être de la nation. Ainsi, j’ai confié la charge monarchique au Prince Héritier, mon successeur, et me suis résigné. À partir de ce jour, le 25 Shahrivar 1320 (16 septembre 1941), la nation entière, à la fois les civils et les militaires, doivent reconnaître en la monarchie mon Prince Héritier et successeur légal, et faire pour lui tout ce qu’ils ont fait pour moi, protégeant les intérêts du pays.
Palais de Marbre, Téhéran, 25 Shahrivar 1320 (16 septembre 1941), Reza Chah Pahlavi »,
L’après-midi, Foroughi revient au palais de Marbre, et trouve un prince héritier hésitant. Il le pousse à aller prêter serment : c’est l’action essentielle pour devenir empereur selon la Constitution de 1906, car depuis que l’abdication de Reza Chah a été lue, l’Iran, qui n’a plus d'empereur, est dirigé par le Premier ministre. Ils se rendent au siège du Majlis, au Baharestan, quartier ultra-sécurisé par les soins du général Amir-Ahmadi, et, alors que les Soviétiques et les Britanniques sont à quelques heures de la capitale à laquelle ils se rendent, le prince héritier devient Mohammad Reza Chah, shāhanshāh d’Iran, en prêtant serment sur la Constitution de 1925 à 15 h 10. À 16 heures, à peine Foroughi et Mohammad Reza Chah ont quitté le Parlement que les troupes alliés investissent Téhéran ; sauf qu’elles ne prendront pas le risque de déposer le nouveau chah, au risque de s'aliéner la population.

### Exil et mort (1941 – 1944)

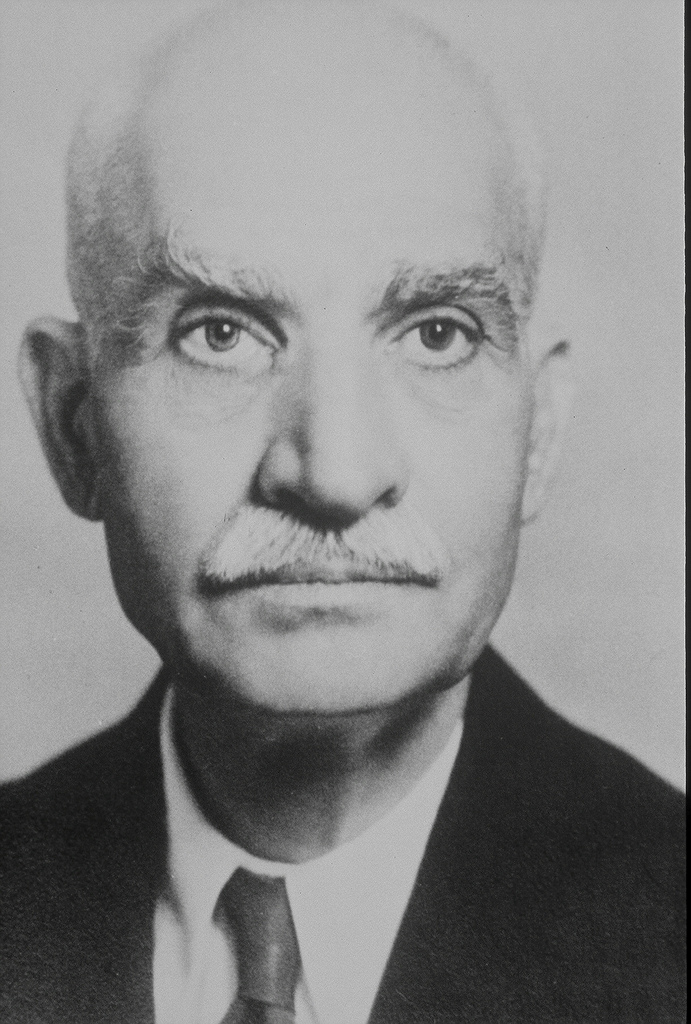
Reza Chah en Afrique du Sud.

Après son abdication, Reza Chah vit retiré à Ispahan, où sa fille Ashraf consigne que son apparence s’est soudainement vieillie. Elle se demande même s’il n’aurait pas fait une petite attaque gardée secrète après son abdication. Du reste, il demeure un danger pour les Alliés, qui le forcent à quitter le pays. Au moment où il quitte pour la dernière fois la terre persane, qu’il ne sait qu’il ne foulera plus, il ramasse une poignée de terre iranienne, qu’il conservera jusqu’à la fin de ses jours,. Il doit se rendre en Argentine, où les Britanniques ont consenti à le laisser aller, mais alors qu’il est en pleine mer, il apprend que la destination a changé : il est envoyé à l’île Maurice. Bien qu’il proteste, il y va quand même. S’il y est bien, entouré de sa famille, à la fin de l’année 1942, les Britanniques le transfèrent en Afrique du Sud. Arrivé à Johannesburg, il y restera, toujours entouré de sa famille, notamment sa fille Shams.

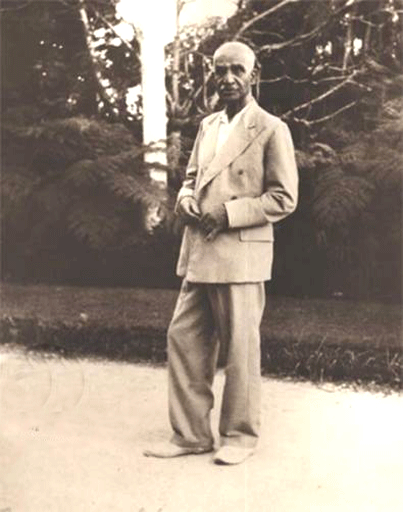
Reza Chah Pahlavi en exil, vers 1943.

Si toute sa famille a l’air de bien vivre, ce n’est pas le cas de l’ex-empereur. Sur les photographies, il ne sourit jamais, semble abattu et maigrit à vue d’œil. Sa fille Ashraf vient lui rendre visite en hiver 1942-1943. Mais le chah s’enferme dans la maison, ne goûtant à aucune distraction, pestant contre ses ennemis, surtout les Britanniques. Son état cardiaque commence à se détériorer mais il est enchanté de recevoir un cadeau de sa petite-fille Shahnaz. Quelques rares autres évènements égaient son ennuyeux quotidien : le 25 juillet 1944, il reçoit un disque en provenance de Téhéran, sur lequel il peut entendre la voix de son fils, Mohammad Reza Chah. Il sort de chez lui, se rend à un studio d’enregistrement, où il enregistre lui-même un disque : « Ne crains rien et va de l’avant ! J’ai posé de solides fondations pour un Iran nouveau. Poursuis mon œuvre. Et n’accorde jamais ta confiance aux Anglais ».
Le lendemain, 26 juillet 1944, il est découvert inanimé par son majordome Izadi qui venait le réveiller. Un médecin est appelé, qui ne peut que faire le constat suivant : l’ancien empereur, Reza Chah Pahlavi, est mort d’un arrêt cardiaque pendant son sommeil.

### Postérité

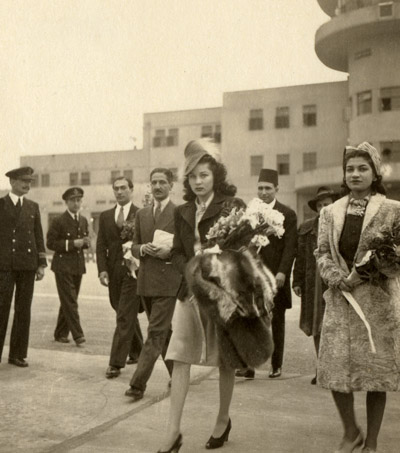
Fawzia et Ashraf à l'aéroport du Caire en 1945.

Après sa mort à Johannesburg, son corps est finalement ramené vers l'Orient : provisoirement, il est enterré à la mosquée Al-Rifaï du Caire en 1945, lors de funérailles auxquelles assistent ses fils Gholam Reza et Ali Reza. Sa tombe est notamment fleurie peu après par sa fille Ashraf et sa belle-fille Fawzia.
En 1948, le Majlis lui accorde à titre posthume le titre de « le Grand » comme surnom de règne, et il est ensuite appelé Reza Shah Pahlavi Kabir (Reza Chah Pahlavi le Grand).

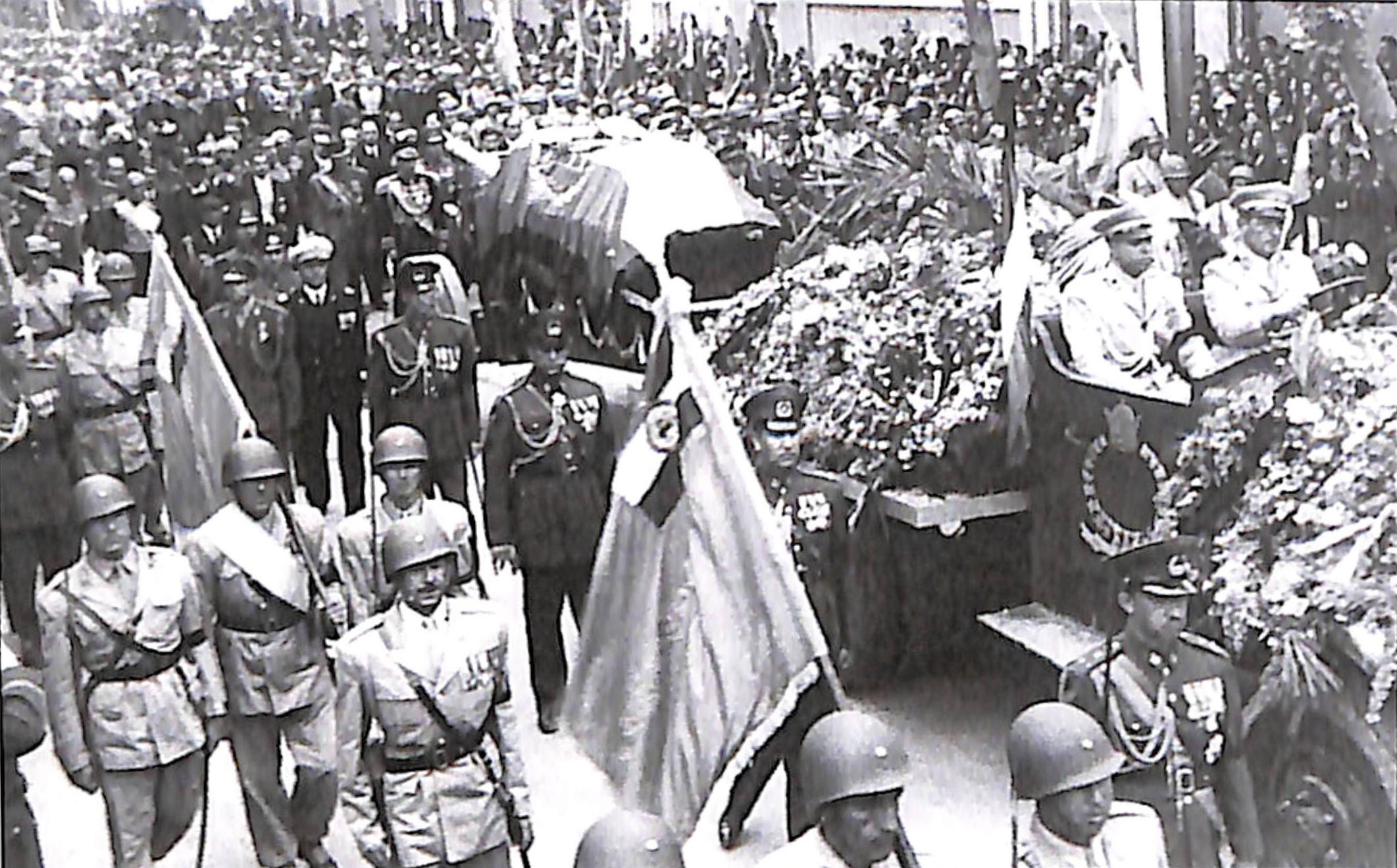
Funérailles de Reza Chah en Iran, 8 mai 1951.

En juin 1950, peu après un renforcement de ses pouvoirs, le chah organise des funérailles nationales pour son père, et son corps est rapatrié d'Égypte – avec qui les relations sont alors assez dégradées — pour être placé dans un grand mausolée, au sud de Téhéran dans le quartier de Rey. Construit par un fils de l’ancien Premier ministre Foroughi, ce grand édifice est alors un lieu de pèlerinage pour ses partisans de tous bords, et c'est une bien curieuse image de voir des femmes voilées se déchausser pour entrer dans la dernière demeure de Reza Shah le laïc. Il accueille également quelques autres personnalités : Ali-Reza Pahlavi, mort en 1954, Haj Ali Razmara, assassiné en 1951, Soleiman Behboudi, majordome et ami de Reza Chah, le général Fazlollah Zahédi, mort en 1963, et Hassan Ali Mansour, assassiné en 1965.
Le mausolée est aussi le théâtre d'une célébration en juin 1976 organisée pour célébrer les cinquante ans du couronnement de Reza Chah, et de l'avènement de la dynastie Pahlavi.

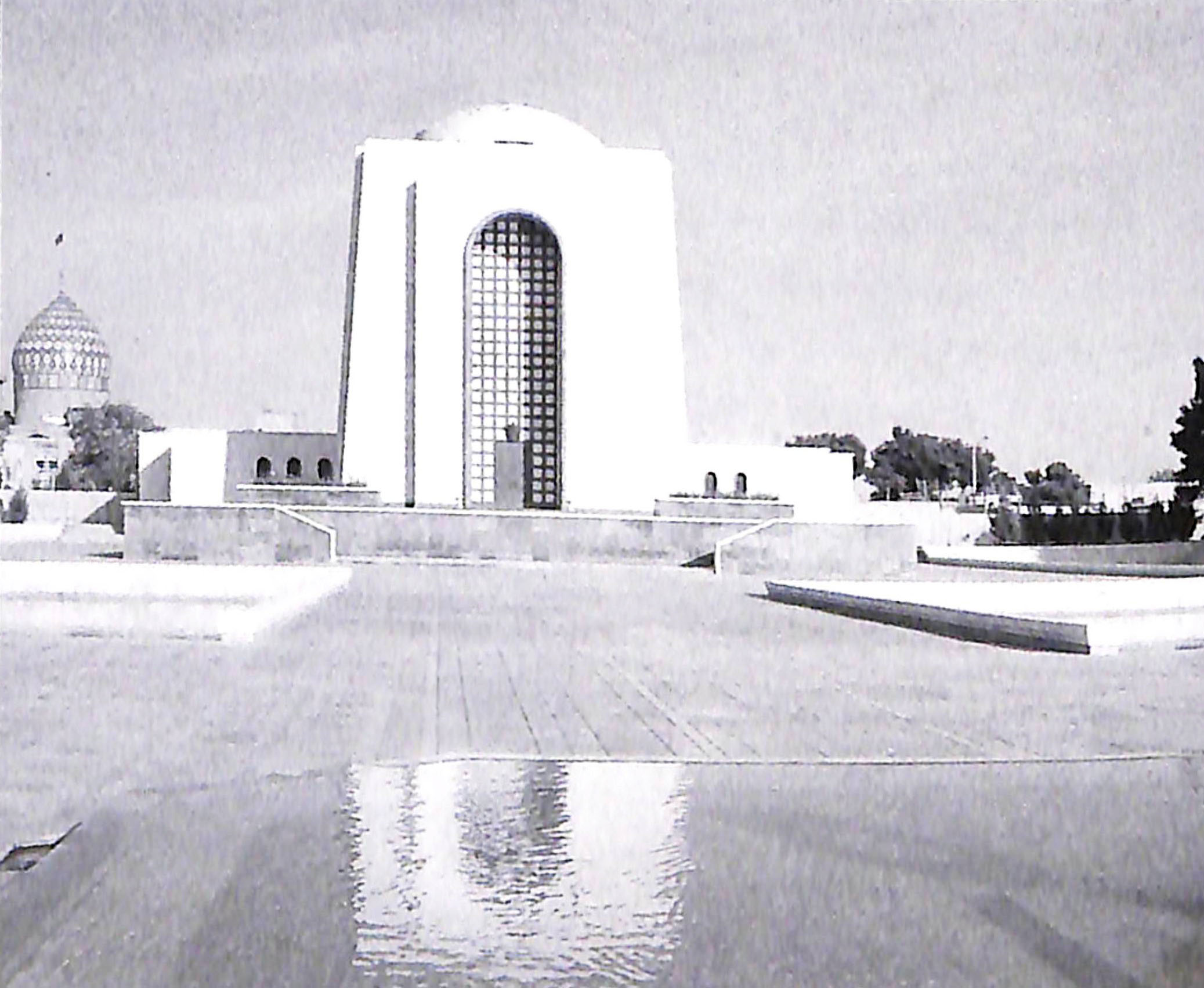
Mausolée de Reza Chah à Ray, 1950-1980.

Une autre célébration a lieu, alors que les troubles qui déboucheront sur la révolution ont déjà largement commencé, le 15 mars 1978, pour le centenaire de Reza Chah.
Après le triomphe de la révolution, Khomeini envoie une équipe récupérer le corps de l'empereur déchu. Mais, à l'ouverture du tombeau, les nouvelles autorités découvrent que le cercueil du monarque est vide. Malgré de vives protestations, notamment de la part de Sadegh Ghotbzadeh, qui voudrait en faire un musée, le mausolée est entièrement rasé, une destruction supervisée par l'ayatollah Sadeq Khalkhali. En avril 2018, des manœuvres d'un chantier du sanctuaire Shah-Abdol-Azim mettent au jour avec un excavateur un corps momifié susceptible d'être celui de l'ancien souverain.

## Postérité
Son fils qui lui succède sera renversé par la révolution islamique en 1979. La dynastie qu'il a fondée a cependant survécu, et, malgré la mort de son fils, dernier chah régnant, en Égypte en 1980, la dynastie Pahlavi est toujours représentée en la personne du petit-fils de Reza Chah, Reza Pahlavi, ancien prince héritier et appelé par ses partisans Reza Chah II. Il est en effet le chef d'une partie de l'opposition iranienne à la république islamique d'Iran.

### Historiographie

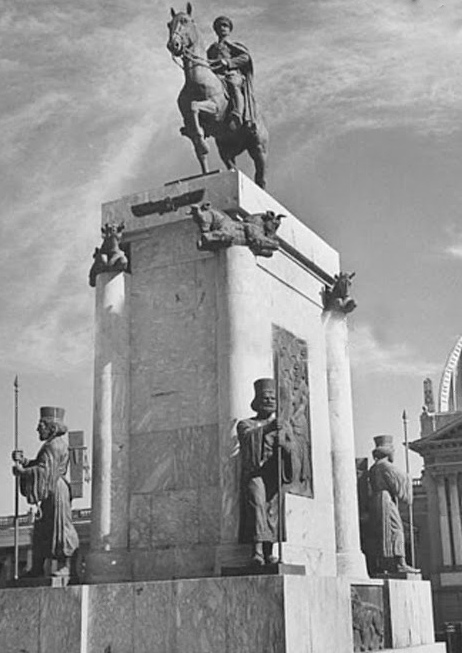
Statue de Reza Chah sur la place Toopkhaneh.

Après sa déposition, sous le règne de son fils, et ensuite de façon moins officielle, l'époque de Reza Shah, et plus particulièrement après sa mort, est transformée en véritable légende, voire mythe. Son admiration pour l'Occident, son souci du progrès, de se débarrasser de l'influence des grandes puissances, de moderniser à grands pas la société, de faire de l'Iran une nation puissante, et comme preuve de réussite le fossé qui existait entre l'Iran de 1921 et celui de 1941 ont fait de Reza Shah « le Grand », personnage au souci grandiose de progrès, qui sut faire un grand retour sur les racines historiques de son pays, tout en sachant aller de l'avant, développer toute forme d'infrastructure, de sécurité sociale, de police, de travail, d'industrie.
Ses grandes réussites furent aussi l'affaiblissement considérable du pouvoir religieux, qui était très important à l'époque des Qâdjars et, selon ses partisans, par extension, des Britanniques, les deux ayant eu des liens très flous avant et pendant le règne de Reza Shah. La suppression de la féodalisation des territoires, sous l'influence de grandes tribus, et de nombreux mollahs, souleva quelques critiques du côté religieux que Reza Chah fit taire avec plus ou moins de fermeté. De plus, ses seules avancées ne se limitèrent pas à son règne, mais devinrent ensuite les bases des progrès accomplis sous le règne suivant, celui de Mohammad Reza Shah, lui aussi impliqué dans la mise en place de nouvelles infrastructures et de lois et usages plus inspirés de l'Occident que des coutumes et traditions iraniennes.
Toutes les lois entreprises sous son règne notamment en faveur de l'égalisation des sexes eurent de bonnes retombées, et amplifiées et continuées sous le règne de son fils, qui dura cependant plus longtemps – le double – et eut ainsi plus le temps de faire d'autres réformes. Lesquelles n'auraient pas pu être possibles sans le règne précédent. Une grande partie de la diaspora iranienne actuelle considère Reza Chah comme le fondateur d'un Iran moderne, sans forcément cautionner le régime de son successeur, qui déchire nettement plus les passions. Le contraire (plus rare) arrive aussi. Ses partisans voient ainsi en lui la renaissance d'un Iran fantastique, le fondateur d'une dynastie « Néo-Antique », dans une certaine mesure en lien avec le règne de Mohammad Reza Shah, comme le millénaire de Ferdowsi en 1934 fut lié aux 2500 ans de monarchie perse célébré en 1971, tous deux ayant vocation de rappeler aux Iraniens leurs racines antiques et glorieuses, tout en se voulant démonstratifs.
La culture iranienne, et surtout la culture iranienne préislamique, reste également la grande privilégiée du règne de Reza Chah : de très nombreux poètes, écrivains, historiens, traducteurs et philosophes font leur retour sur la scène iranienne, de même qu'ils « envahissent » les manuels scolaires et suscitent l'intérêt : la population redécouvre ainsi Ali Dashti, Omar Khayyam, Sadegh Hedayat, Saïd Nafissi, Bahar, tout en découvrant des émules comme Nima Yushij.
Quelque part aussi, Reza Chah alla plus loin que son modèle, Atatürk : Mustafa Kemal partait de quelque chose, des ruines de l'empire Ottoman, tandis que Reza Chah partait de presque rien : il construisit à lui tout seul, et en un temps record (environ 15 ans) un État moderne et nettement différent de ce qu'il était avant lui. Une transformation probablement exécutée à la force du poing.

### Critiques

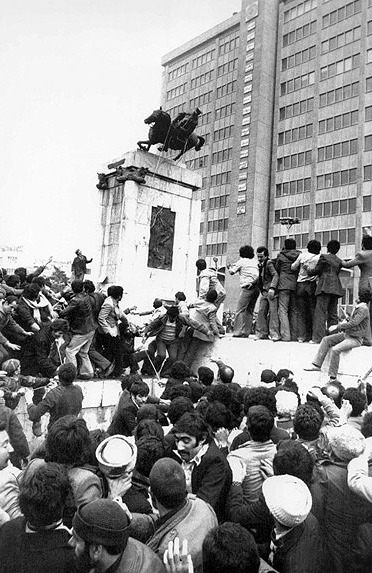
Statue de Reza Chah de la place Toopkhaneh, renversée pendant la révolution islamique.

À l'inverse, on trouve de violentes critiques envers l'autoritarisme du pénultième empereur d'Iran. Après la révolution iranienne, son image fut sérieusement mise à mal par le nouveau régime. Ce qui eut un impact durable : ainsi, la série « le Mystère du Shah », où Reza Shah apparaît au début, met l'accent sur l'aspect physique parfois - mais rarement - violent du personnage, aux manières de soudard, ainsi que l'autoritarisme de son régime – surtout envers l'opposition cléricale, quitte à en faire une brute épaisse opiomane, sous influence de divers lobbys, dont le « lobby bah'ai », conspué par les religieux qui considèrent le bahaïsme comme une secte. Son admiration pour Atatürk peut aussi être critiquée, car Atatürk bâtit son État moderne sur les débris de l'empire Ottoman, État quand même autrement mieux organisé que la Perse des Qâdjars, complètement misérable. Pareillement, ses réformes n'auraient atteint que la superficie des masses, ce qui est difficile à évaluer actuellement. Sa proximité avec l'Allemagne nazie est également pointée du doigt. L'amalgame fut même tenté par certains de ses détracteurs comme une façon de dire que plus que partenaire commercial et économique de l'Allemagne de l'époque, il fut lui-même un véritable nazi.
Du reste, il est vrai que quelques aspects de son règne ont de quoi déconcerter : la mort « mystérieuse » en prison d'hommes de lettre comme Farrokhi Yazdi ou d'hommes politiques qui furent ses alliés voire amis comme le ministre de la Cour Abdol-Hossein Teymourtash, longtemps l'âme damnée de Reza Shah avant d'être brutalement destitué en 1932, lors du litige de la concession pétrolière D'Arcy. Ces morts sont presque toutes liées au docteur Ahmadi, médecin criminel qui a torturé et assassiné les prisonniers dont il avait la charge en prison. Les historiens estiment que l'empereur a directement ordonné leur assassinat, décision transmise par le général Mokhtari, chef de la police, au docteur Ahmadi selon ce dernier.
On l'accuse aussi d'avoir maltraité certaines tribus ou minorités, à cause de sa politique antiféodale et anti-tribale, comme les Qashqai (ayant commandité l’assassinat de Solatodole Qashqai, chef Qashqai) et les Bakhtiaris, ou encore les Kurdes et les Arméniens. Et bien sûr, l’ultime reproche de son opposition « laïque », est d’avoir, à force de modernisation exigée et de bouleversements sociétaux, planté indirectement les germes de la révolution islamique qui plongera le pays dans des temps sombres. Tout cela, associé à l'image caricaturale prêtée par le régime iranien actuel donne à Reza Chah une véritable légende noire, où il est assez difficile de démêler le faux du vrai, de même que de faire la lumière sur certaines questions.

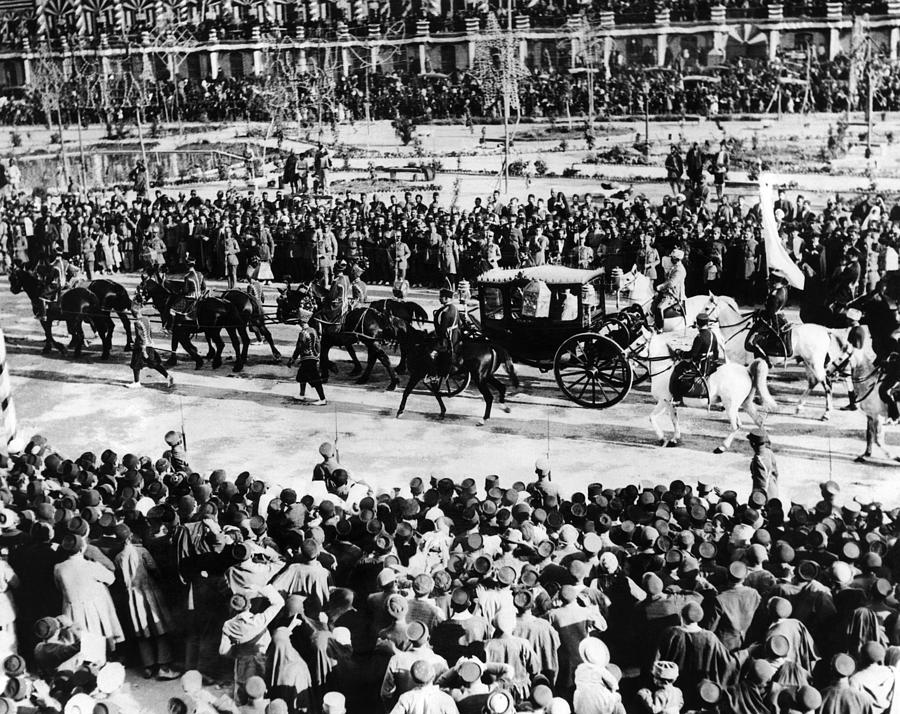
Parade militaire à l'occasion du couronnement de Reza Chah, le 25 avril 1926.

### Réalisations
Que ce soit à l'époque où il fut ministre, commandant de l'armée, ou empereur, on doit à Reza Chah une assez importante liste de réalisations qui émanent plus ou moins directement de sa personne, qu'il porta en tout cas :

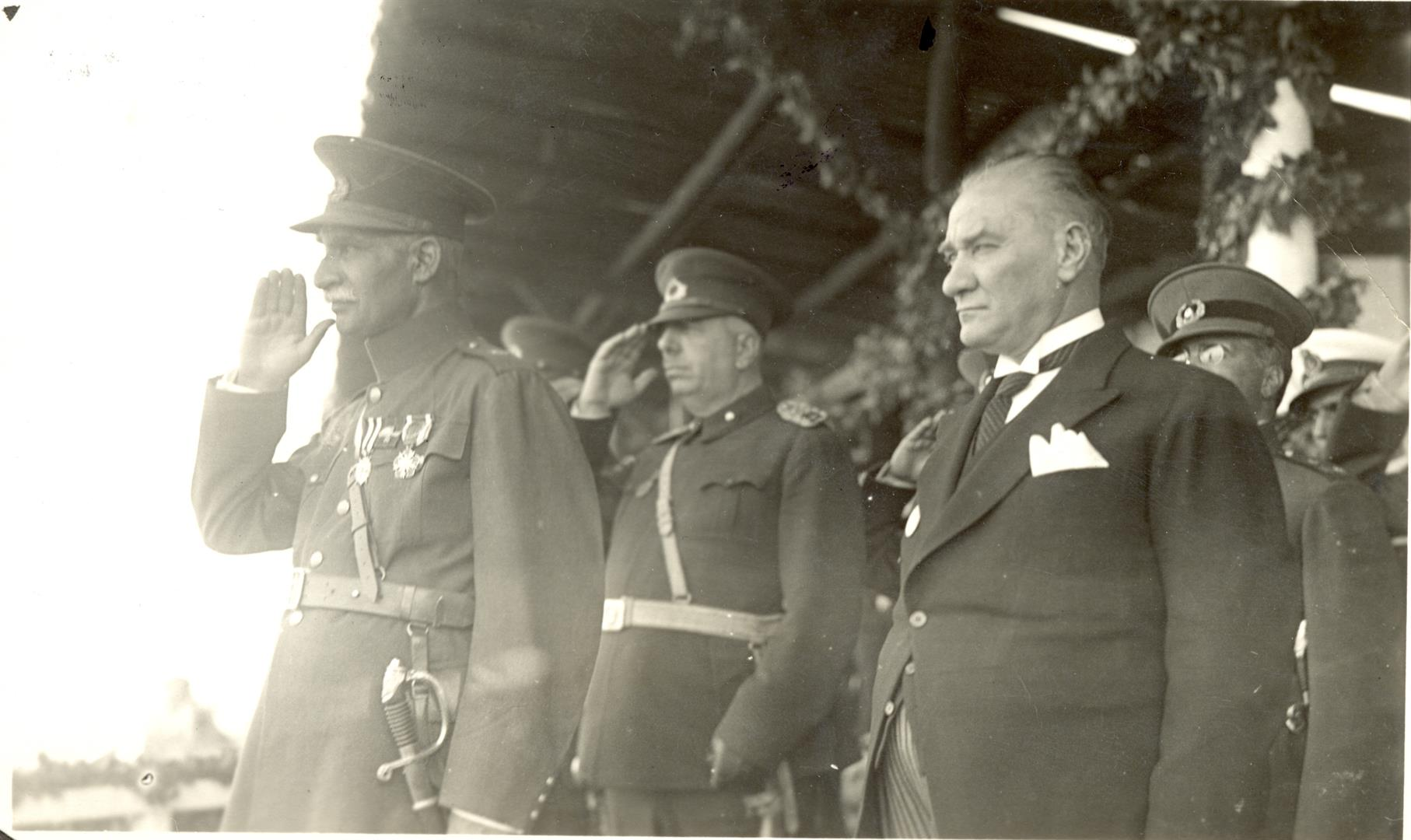
Reza Shah et Mustafa Kemal Atatürk en 1934.

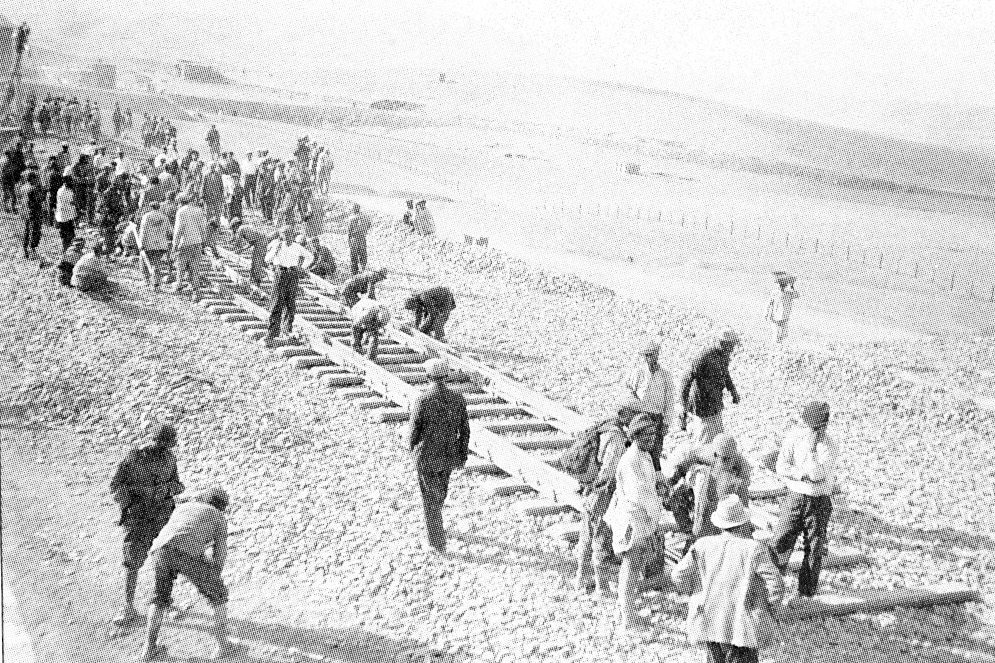
Construction de chemins de fer en Iran.

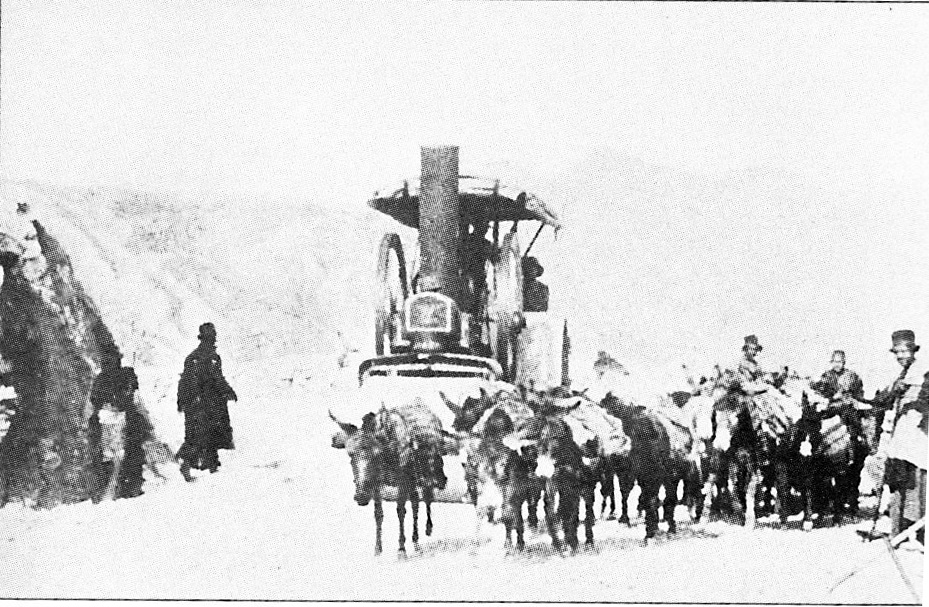
Construction de routes nationales, en 1926.

Ici, la liste non exhaustive de ces accomplissements:
- construction du chemin de fer Trans-Iranien (l’axe reliant la mer Caspienne au Golfe persique)[122]
- fondation de l’université de Téhéran[123]
- création d’axes routiers périphériques et prestigieux (comme l’avenue Vali-ye Asr)[124]
- réformes vestimentaires pour les hommes, qui doivent troquer le fez et le turban pour le costume, le chapeau et les chaussures occidentales, idée qui intervient dès 1925[125].
- réformes vestimentaires pour les femmes, qui doivent ne pas dissimuler leur visage, c’est-à-dire ne surtout plus utiliser de voiles intégraux, obligatoirement se dévoiler, et utiliser des vêtements occidentaux[126]
- élaboration et adoption du Code civil iranien[127].
- création de l’Office national de l’enregistrement des transactions immobilières[128]
- institutions des patronymes, créations de l’état-civil et de l’Institution Notariale[129],[130]
- Abrogations des capitulations étrangères[131]
- nationalisation des forêts et des pâturages de l’Iran[132]
- suppression de la féodalité et des titres de noblesse[133]
- création de plusieurs ministères, dont la Poste, la Culture et la Justice[133]
- première centrale électrique du pays[133]
- constructions de routes nationales
- construction de la plus grande raffinerie du monde (Abadan)
- création de la police iranienne
- création de la première compagnie d’assurances : Compagnie d'assurances d'Iran (en)
- union de toutes les formes armées (dont la brigade cosaque et les armées privées) pour créer une armée unie et nationale, et mise à niveau de tous dans l’armée via la conscription[134]
- fondation de la Banque Sepah[135]
- fondation de la Banque Meili e-Iran[136]
- fondation de la Banque Fallathy (actuelle Banque Keshavarzi (en))[137]
- fondation des Assurances Iran
- ouverture d’industries, construction de machines destinées à y être utilisées
- fondation de la Radio nationale
- fondation de l’Agence d’information Pars[138] (actuelle IRNA)
- fondation de l’Académie de l’Iran[139]
- changement du calendrier national qui passe du calendrier lunaire au calendrier solaire Jalali
- changement du nom à l’international du pays, qui passe de Perse à Iran en 1935 (ce qui ne change pas grand-chose pour la population iranienne, qui appelle son pays Iran depuis les sassanides)[140].
- restauration de monuments antiques du pays[141]
- maintien et restauration de l’intégrité territoriale du pays face à des tentatives étrangères ou sécessionnistes, comme le cheikh Kazh'al Khan (en)[142], Simko Shikak[143] ou encore Mirza Kuchak Khan.
- autorisation d’une délégation dirigée par Sir Ashtian à se rendre en Iran et y explorer les monuments anciens des villes[144].
- reconstruction de nombreux sites historiques en Iran, comme le mausolée de Ferdowsî et le mausolée d’Omar Khayyam
- création de Radio–Iran
- création du Musée national d'Iran
- création du premier grand aéroport d’Iran (Mehrabad)

## Personnalité

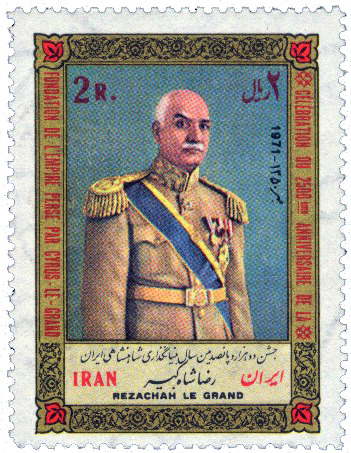
Timbre des années 1970 représentant Reza Shah.

Reza Chah avait un côté physique prononcé ; ses détracteurs le décrivaient comme très violent. Il est vrai qu'il ne fut pas rare qu'il fasse usage de ses mains quand il était contrarié : au début de son règne, un homme, pourtant un admirateur, vint lui exprimer à quel point il l'admirait, mais parla de façon très crue des Qadjars. Reza prit très mal la façon dont il parlait de ses prédécesseurs - qu'il avait pourtant renversés - et gifla son admirateur qui fut chassé. Les spectateurs, médusés par ce qu'ils venaient de voir, après avoir demandé une explication à l'empereur, qui leur répondit qu'il trouvait cette « lèse-majesté » impardonnable, lui ordonnèrent d'abandonner ces manières de soudard - pour les plus courageux. Reza Chah répondit qu'il y veillerait.
Il tint presque parole, mis à part quelquefois : en 1928, Tadj ol-Molouk, partie prier au tombeau de Fatimah à Qôm pour Norouz (21 mars), eut la mauvaise idée de changer de tchador (un noir remplacé par un blanc) à l'intérieur du tombeau : de ce fait, elle resta quelques secondes tête nue dans une mosquée, ce qui pourrait choquer les ultra-rigoristes, et qui arriva : un clerc l'aperçut, l’agressa et l'expulsa bruyamment du tombeau. Le lendemain, le roi, ulcéré par l'humiliation dont avait été victime son épouse, très croyante, arriva furieux au mausolée de Fatimah pour trouver le clerc. Entré rapidement, il oublia d'enlever ses bottes. Le même clerc lui cria dessus également, mais il ne put le chasser : Reza Shah, ivre de colère, réagit en rouant l’ecclésiastique de coups de cravache. L'incident fut vite étouffé.
D'autres événements plus réduits arrivèrent : un jour il défenestra un ministre qui tentait de se justifier et après que le général Nakhadjavan, en 1941, ait donné un ordre erroné qui paralysa l'armée, il ordonna qu'on aille lui chercher une arme pour l'abattre, avec un autre officier mêlé à l'histoire. Les ministres parvinrent non sans mal à le calmer.
À noter également que Reza Chah avait sur le nez une discrète mais profonde cicatrice, due à un coup de sabre qu'il avait reçu lors d'une bagarre alors qu'il était cosaque. Ce même coup de sabre lui avait réduit la visibilité de l’œil gauche.
Du reste, Reza Chah avait une façon théâtralisée de faire les choses pour marquer les esprits dans un objectif généralement politique, lors de la crise pétrolière de 1932-1933 par exemple : le 28 octobre 1932, lors d’une visite à Abadan, le shah sait qu’une bonne partie de la zone, gérée par des contremaîtres britanniques ou indiens, est interdite aux Perses ; l’occasion de faire parler de lui se présente : Reza Chah fait ouvrir un robinet d’oléoduc destiné à alimenter les pétroliers, provoquant une énorme marée noire dans le fleuve Chatt el-arab. Alors que toute l’assistance est stupéfaite, l’empereur reste impassible, puis tourne les talons en disant : « Puisqu’on nous le vole, autant qu’il soit perdu pour tous ! » C’est le début d’une crise, mais la presse, pour ne pas vexer plus de Britanniques que ceux présents qui ont assisté à la scène, transforme le « Puisqu’on nous le vole… » en « Puisqu’il ne nous rapporte rien… »
Reza Chah, bien que devenu empereur d'un « pays émergent » ne changea pas son style de vie, qui resta simple, voire ascétique : il mangea toujours simplement, n'eut aucune aventure extra-conjugale, ne participa à aucune fête, à l'exception des célébrations officielles, et dormait dans ses palais à même le sol, sur un simple matelas.

### Complotisme
Reza Chah a toujours été persuadé qu'il existait un grand complot orchestré par les Britanniques visant à le détrôner ; lequel aboutit, en septembre 1941. C'est pourquoi aucun étudiant boursier ne fut envoyé au Royaume-Uni sous Reza Chah. La moindre grève syndicalisée était aussi forcément liée au parti communiste, et donc à l'Union soviétique, pour celui qui, jeune, avait anéanti la république du Gilan.
La méfiance exacerbée vis-à-vis du Royaume-Uni continua sous le règne de Mohammad Reza Chah, qui se sentit lui-même victime d'un complot américain. Ce complotisme a trouvé de nombreux relais après la révolution, dans la république islamique qui accusa les Pahlavi d'être eux-mêmes membres d'un complot occidental visant à anéantir le chiisme ou l'islam, et les agents du Royaume-Uni, justement. Khomeini, pour sa part, jugea que les Pahlavi s'étaient maintenu au pouvoir en prenant part à un complot judéo-maçonnique et bahai.

### Vie privée
Reza Shah se marie quatre fois et est le père de sept garçons et quatre filles.
En 1903, il a une fille, Fatemeh ou Fatimah Ashraf (en) (22 février 1903-1992). Sa mère serait, toujours selon les sources, soit une certaine Maryam, que Reza aurait épousée en 1894, soit une certaine Tajmah, épousée en 1903. Maryam serait morte la même année que celle de la naissance de sa fille, que Reza aurait élevée seul ; Reza et Tajmah auraient divorcés la même année. Plus connue sous le nom d’Hamdan-ol-Saltaneh, elle épousa Hadi Atabay vers 1923, qui aurait été le fils du second mari de sa grand-mère Nouche Afarine, mère de Reza Chah[réf. nécessaire].

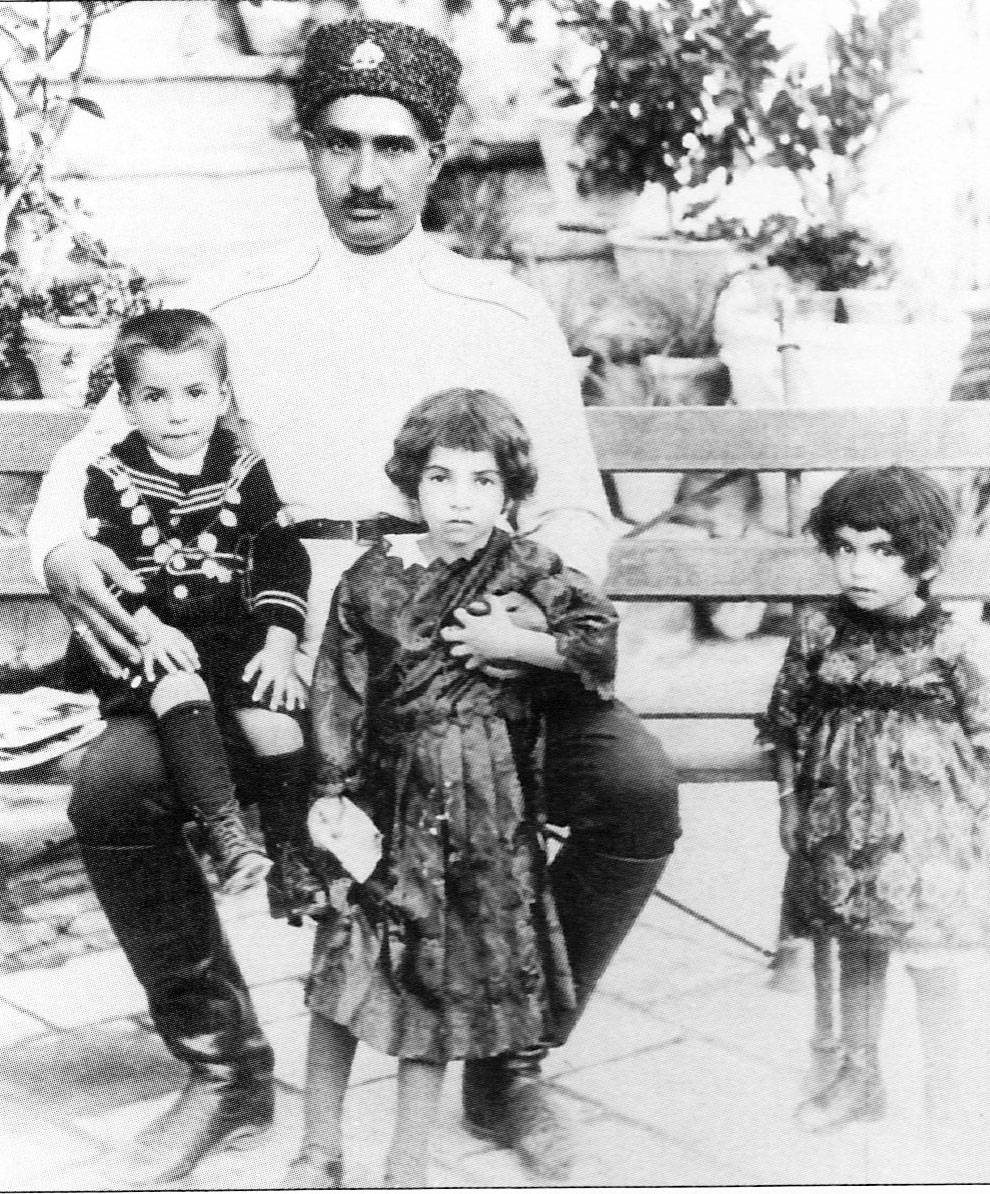
Reza Khan, en 1923, avec dans ses bras, son fils Mohammad Reza et sa fille Chams, tandis que sa fille Ashraf est à côté.

Entre 1903 et 1915, on prête à Reza Shah au moins une autre épouse, une certaine Safia Khanum, en 1913. La république islamique l'a accusé d'avoir abandonné une ou plusieurs familles, tant il est difficile de se renseigner sur elles. À la révolution islamique, une femme de Hamadan, qui se faisait appeler Sadigeh Shah (fa), écrivit à l’ayatollah Khomeiny pour être reconnue comme étant la fille de Reza Chah. Elle serait née en 1917, d’une certaine Zara, laquelle aurait eu une aventure avec Reza Khan, apparemment en poste à Hamadan entre 1912 et 1915. Née après le départ de son père et élevée comme une tuberculeuse puis comme un garçon, le tout secrètement, elle se fit reconnaître comme un membre abandonné de l’ancienne famille impériale par l’ayatollah. À sa mort, en 1989, elle fut enterrée comme « Sadigeh Shah Pahlavi, 1296-1368». Les mémoires du général Fardoust accréditent cette thèse.

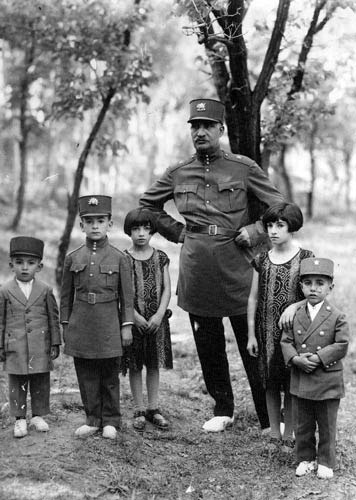
De gauche à droite : Gholam Reza, Mohammad Reza, Ashraf, Reza Khan, Chams et Ali Reza.

Sa deuxième (ou quatrième) épouse est Nimtaj Khanum Ayromlou, fille du général Teymour Khan Ayromlou. Le mariage avec cette dernière permet à Reza de s’élever socialement, en 1915. Dans les années 1920, Nimtaj reçoit le « titre » de Tadj ol-Molouk, ce qui signifie « couronne des rois » ; on l’appellera désormais ainsi. Reza et elle auront quatre enfants :
- Khadija Khanum ol-Molouk « Chams »[149] (18 octobre 1917 - 29 février 1996), qui épousa Feyredoune Jam, fils de Mahmoud Jam, en 1936, puis en divorça en 1944, quand elle épousa Esratollah Minbachian, dit Mehrdad Pahlbod, qui fut ministre de la Culture de 1964 à 1978.
- Mohammad Reza (26 octobre 1919 - 27 juillet 1980), Shahanshah d’Iran de 1941 à 1979, qui succéda à son père. Prince héritier, il fut d’abord marié à Faouzia Fouad de 1939 à 1948, puis épousa Soraya Esfandiary en 1951, pour en divorcer en 1958. Il se remaria avec Farah Diba en 1959, qui resta sa femme jusqu’à sa mort.
- Zahra Khanum ol-Molouk « Ashraf »[149] (26 octobre 1919 - 7 janvier 2016), sœur jumelle du précédent. Épouse d’Ali Ghavam, parent de Ghavam os-Saltaneh, de 1936 à 1943, puis d’Ahmad Shafiq, de 1944 à 1960, et enfin de Mehdi Busheri de 1960 à sa mort, même s’ils ne vivaient plus ensemble dès 1980.
- Ali Reza (1er mars 1922 - 26 octobre 1954). Il épousa Christine Chowelski en 1945, reconnut ses enfants et en eut un autre avec elle, Ali-Patrick Pahlavi. Prince héritier à l’époque du règne de Mohammad Reza Chah, il mourut dans un accident d’avion alors qu’il se rendait à la fête d’anniversaire de son frère aîné.

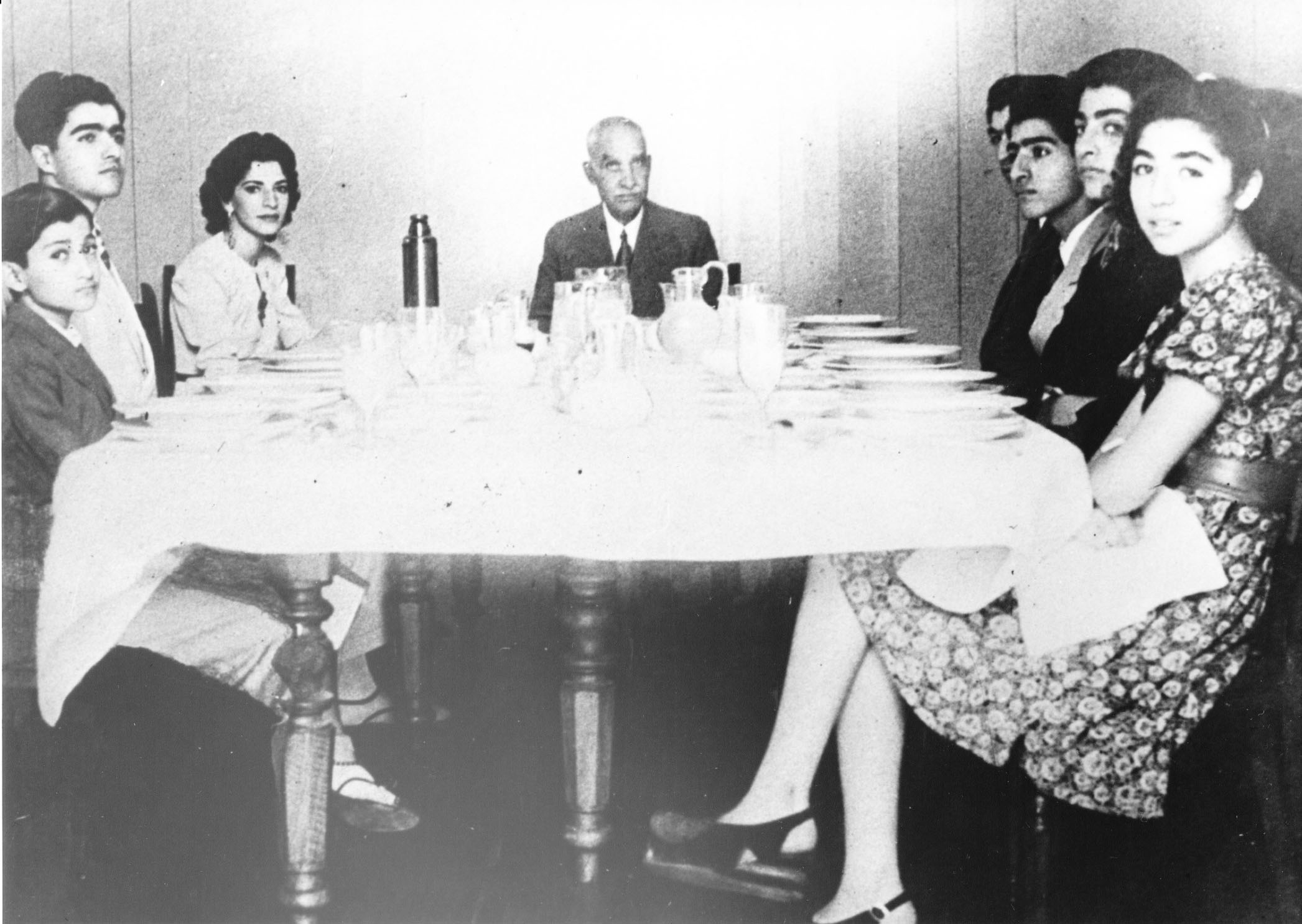
Reza Chah et la plupart de ses enfants pendant son exil à Johannesburg. On reconnaît Hamid Reza, Mahmoud Reza, Chams, Gholam Reza, Ahmad Reza, Abdol Reza et Fatimah.

Sans divorcer, il se sépare de Tadj ol-Molouk vers 1922.
En 1923, il épouse Malak Touran Khanum Amir Soleimani os-Saltaneh, dite Qamar ol-Molk, fille de Issa Mohammad Khan dit Majd ol-Saltaneh, fils du général-major Haji Mehdi Quli Khan-e Qajar Quyunlu dit Majd ol-Dowleh, oncle maternel de Nasseredin Shah Qajar. Ils ont un fils :
- Gholam Reza (15 mai 1923 - 7 mai 2017), fut marié de 1947 à 1956 à Homa Alam, remarié depuis 1962 à Shahzadi Manijeh Khanum.

Mais en 1923, Qamar ol-Molouk essaya de vendre un collier, que son époux, alors généralissime, lui avait offert peu auparavant. Vexé, leurs relations se détériorèrent vite, et ils divorcèrent. Avant la fin de l’année, il se remaria, son influence croissant toujours, avec Esmat (ou Ismate) ol-Molouk Dowlatshahi, fille de Gholam ‘Ali Mirza Dowlatshahi, prince qadjar. Ils eurent cinq enfants :
- Abdol Reza (1er octobre 1924 - 11 mai 2004), marié de 1950 à 1983 à Pari Sim Zand
- Ahmad Reza (27 septembre 1925 - avril ou mai 1981), qui épouse en 1947 Simin Taj Khanum Bozorgnia, dont il divorce en 1954. Il se remarie avec Roza Bahrami en 1957
- Mahmoud Reza (2 février 1927 - 15 mars 2001), marié de 1954 à 1957 à Mehri Azam Zangeneh, puis époux de 1964 à 1965 de Maryam François Eghbal, fille de l’ex-Premier ministre Manoutcher Eghbal
- Fatimah Khanum (30 octobre 1928 – 2 juin 1987), mariée de 1950 à 1959 à un Américain, Vincent Lee Millyer, puis de 1959 à 1975 à Mohammad Amir Khatam, jusqu’à la mort de ce dernier, dans un accident d’avion.
- Hamid Reza (4 juillet 1932 - 11 juillet 1992), marié à Shazadi Minou Khanum (1951-1954), puis à Leland Rosenberg (divorcée en 1956), puis à Hourie Khamenei en 1968, et à Doris Thomas en 1974. Déchu de son statut princier à la suite d’une de ses nombreuses frasques en 1962, il se fit appeler Hamid Islami. À la révolution islamique, il est le seul frère du chah à rester en Iran, et est emprisonné en 1983, à la prison d‘Evin où il meurt en 1992.

Lorsque Reza Khan devint Reza Chah, seule Tadj ol-Molouk accéda au titre de reine consort. Cependant, son autre épouse, Esmat Dowlatshahi, ne recevant pas de titre officiel, fut parfois désignée comme reine consort de Perse, ce qu’affirment certaines sources, où elle aurait eu un statut équivalent à celui de Tadj ol-Molouk. Reza Chah vécut cependant avec elle pendant vingt ans, lui étant très attaché ; elle le suivit dans son exil, jusqu’à sa mort en 1944. Esmat ol-Molouk fut l’une des rares personnalités de la famille impériale à rester en Iran malgré la révolution ; contrairement à son fils Hamid Reza, elle ne fut pas inquiétée et resta en Iran jusqu’à sa mort, le 24 juillet 1995.

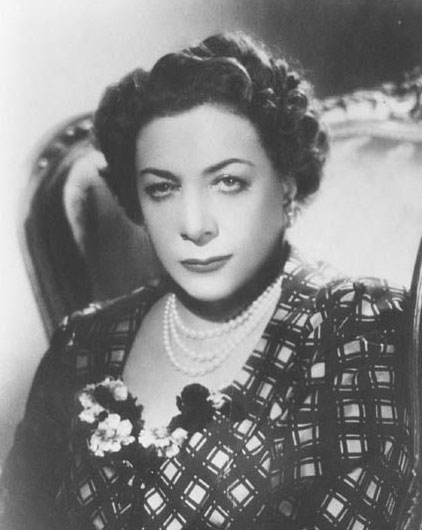
Nimtaj Khanum, dite Tadj ol-Molouk, deuxième épouse de Reza Chah.
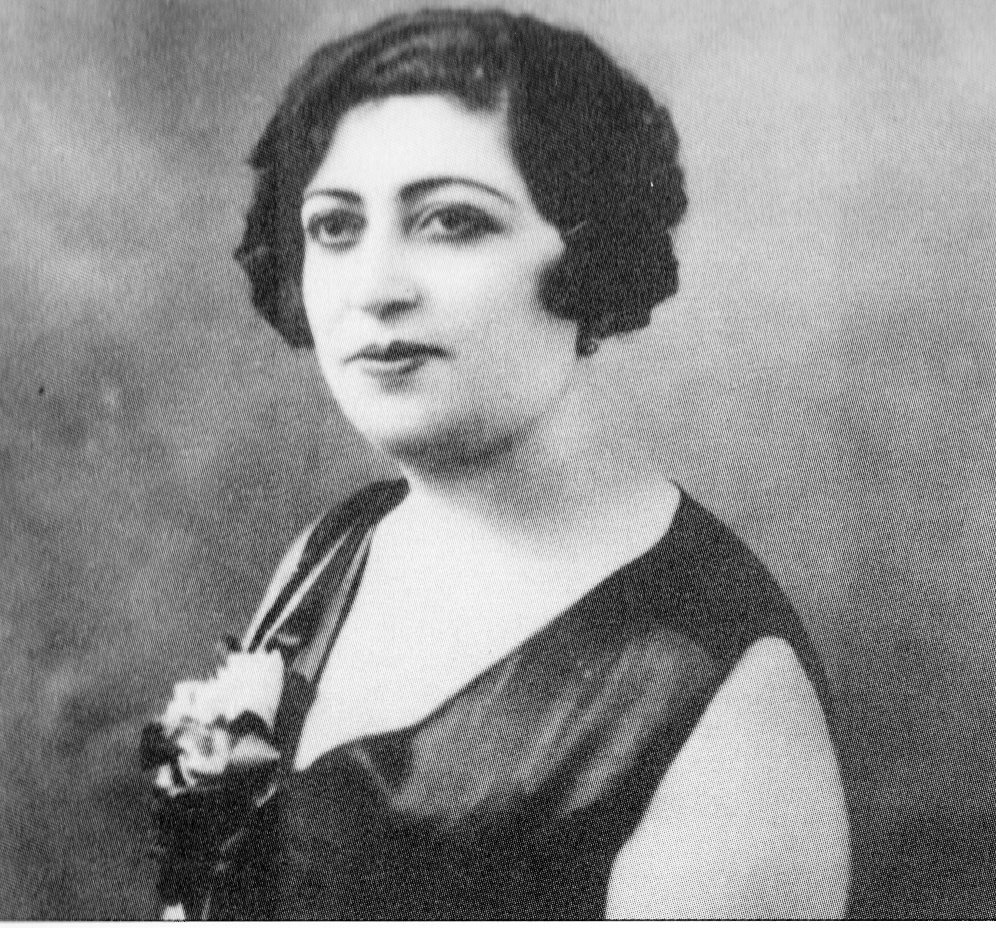
Touran Amir Soleymani, dite Qamar ol-Molouk, troisième épouse de Reza Chah.
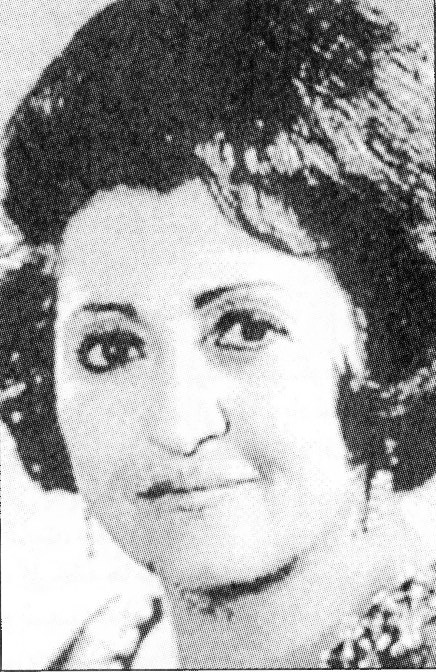
Esmat Dowlatshahi, dite Esmat ol-Molouk, quatrième épouse de Reza Chah.
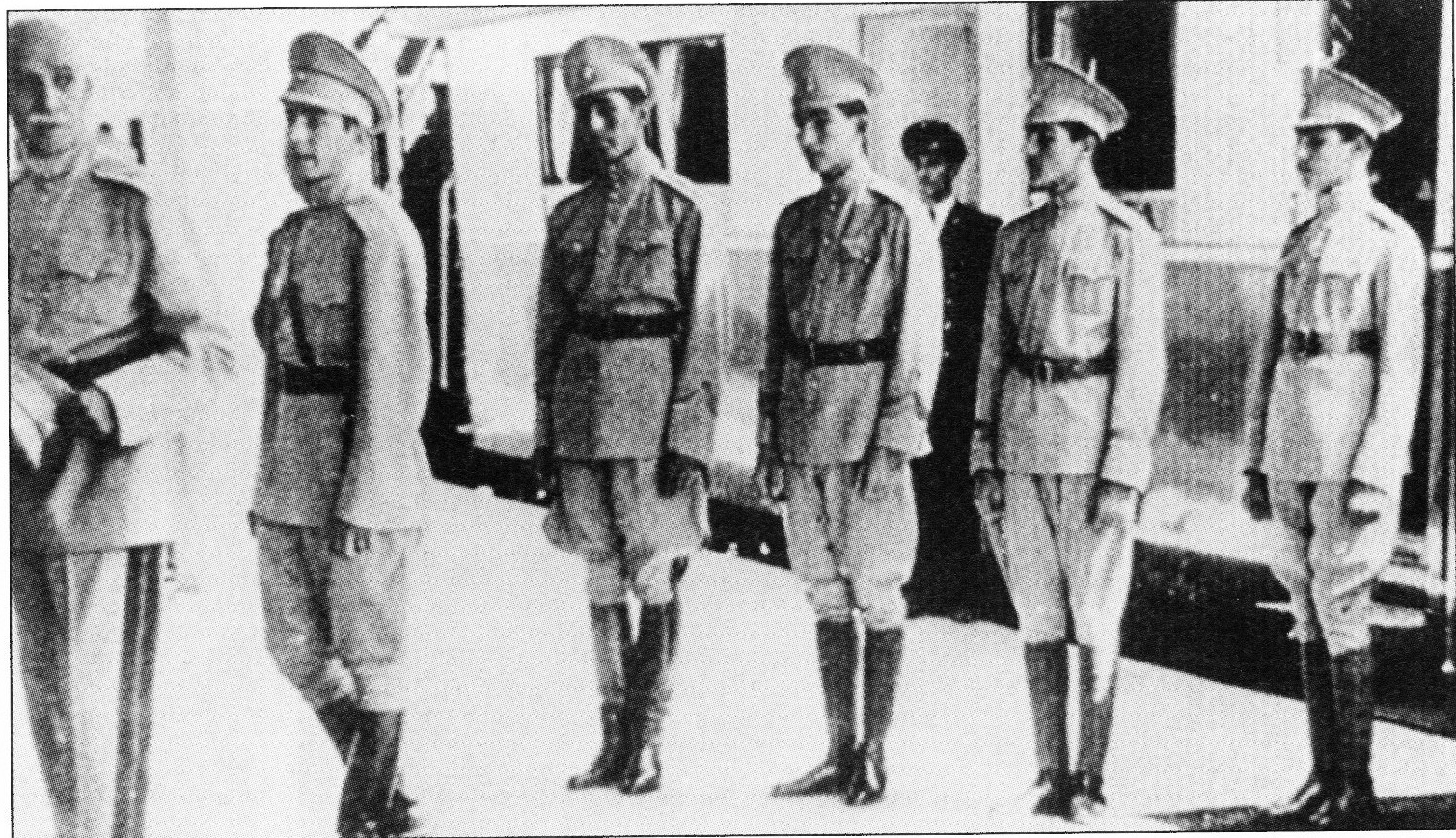
Reza Shah et la plupart de ses fils en 1938 : Mohammad Reza, Ali Reza, Gholam Reza, Abdol Reza et Ahmad Reza.

### Religion
Contrairement à ce qui fut si souvent prétendu, notamment par la république islamique, Reza Chah n’était pas athée. Profondément croyant et religieux, il n’était cependant pas pratiquant. Cependant, ces mauvaises relations avec le clergé ont largement influencé l’impression qu’il laissa aux religieux, que l’histoire officielle iranienne depuis 1979 a franchement noircie.
Pourtant, les relations étaient bien parties ; le clergé, à l’époque où Reza Khan comptait proclamer la république, s’était mobilisé pour le faire changer d’avis et lui proposer de fonder une nouvelle dynastie, comme cela avait souvent été le cas dans l’histoire perse. Reza Khan devenu roi, ils pensèrent avoir réussi à éviter une perte de pouvoir certaine par le biais d’une sécularisation de la société, qui s’annonçait avec la création d’une république trop calquée sur celle d’Atatürk, pour qui Reza ne cachait déjà pas son admiration. Pourtant, la suite des événements prouva qu’il n’avait pas changé de perspective pour l’utilisation de son pouvoir. Mais la dégradation de leurs relations alla crescendo :

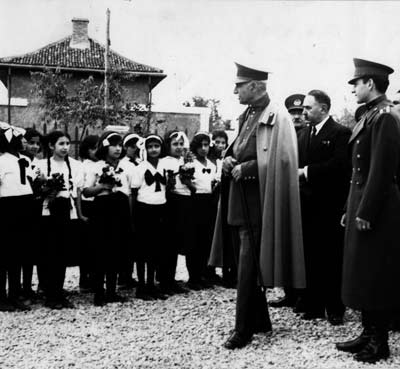
Reza Shah, en inspection en province, avec le prince héritier, après la kashf-e hijab.

Le premier incident a lieu lors de la visite d’État du roi d’Afghanisthan, Amanullah Khan, en Perse, début 1929. La reine Soraya Tarzi, qui n’est pas habituée à se voiler, déambule dans Téhéran tête nue en pleine visite officielle. Les ecclésiastiques, parmi les officiels, sont choqués de ces pratiques, et surtout de la non-réaction de l’empereur. Les nombreux signes avant-coureurs du kashf-e Hijab apparaissant, comme les revendications d’organisation féministes et leur réception par la princesse Chams,, faisant beaucoup douter les religieux de leur attache auprès de Reza Chah.
Ensuite, la réforme des institutions judiciaires, sociétales et étatiques avec le ministère Davar enlève aux religieux un pouvoir très important. Non qu’ils aient forcément corrompu un système dont ils se voyaient délesté, mais cette perte de pouvoir les fruste et probablement, leur fait peur ; jusqu’où cela ira-t-il ? Certains religieux étant également d’importants propriétaires terriens, ils sont également ennuyés par la politique anti-tribale et anti-féodale de Reza Chah.
Si les lois sur les codes vestimentaires masculins leur importent peu, l’annonce de l’abolition du voile pour toutes les femmes en public déclenche de nombreuses réactions, la plus connue étant le soulèvement de Goharshad. Après la cérémonie d’obtention de diplôme des écoles préliminaires le 8 janvier 1936, la rupture est officielle avec le clergé. Si le libre arbitre concernant le voile avait été toléré par les religieux, l’interdiction pure et simple en fait de vrais ennemis du pouvoir. Mais rétrospectivement, tous les modérés religieux acceptant ces changements ont été systématiquement dénigrés par la république islamique, de même que tous les religieux ne s’opposant pas aux Pahlavis, comme l’ayatollah Shariat-Madiari, qui dialogua avec le pouvoir pendant la révolution islamique.
Après la chute de Reza Chah, que ce soit avant ou après celle de son fils, les religieux s’abritent généralement derrière la critique de son autoritarisme pour en fait critiquer sa politique religieuse.
Néanmoins, il n’y a pas eu un éternel affrontement entre Reza Chah et le clergé : Reza, qui donna des noms islamiques chiites à ses enfants, eut des partisans parmi le clergé, comme le grand ayatollah Abdul-Karim Haeri Yazdi, apolitique qui eut pourtant parmi ses élèves Rouhollah Khomeyni. Il y eut d’autres religieux, aussi, comme l’ayatollah Mohammad Sanglaj Shariati (fa). Ce dernier parlait en effet d’une « incompatibilité de l’Islam (actuel) avec la modernité » et ses thèses religieuses ont une vision très « progressiste ». De même, au Parlement, si on compte peu de membres du clergé, il y en a ; des religieux désirant travailler dans la fonction publique doivent cependant s’habiller « à l’occidentale », étant alors des citoyens comme les autres. L’éducation était très liée à la religion, même si tous les aspects religieux enseignés dans les écoles restaient soigneusement encadrés par le gouvernement, pour qu’ils n’entrent pas en conflit avec la politique impériale.
Le gouvernement impérial finance également les écoles religieuses, et l’entretiens de tous les lieux liés au culte, comme les Hosseiniyeh. Les « soutiens » de Reza Chah à Nadjaf, haut lieu du chiisme, sont aussi un appui important : bien sûr, Abdul-Karim Haeri Yazdi, dont la figure est très respectée, mais qui s’occupait beaucoup du côté institutionnel de l’Islam, mais aussi, encore plus respecté, le cheikh Mohammad Hassan Naini, personnage qui est un des théoriciens du rôle du clergé dans la révolution constitutionnelle, et qui est un grand support de Reza Chah. On trouve également des religieux de moindre importance, des soufis, et quelques poètes. Mais malgré les grandes figures, le nombre de religieux pro-gouvernementaux reste très restreint à l’époque de Reza Chah, le clergé ne le soutenant pas sur l’ensemble des réformes, désignées après 1979 comme « hérétiques ».

### Fortune

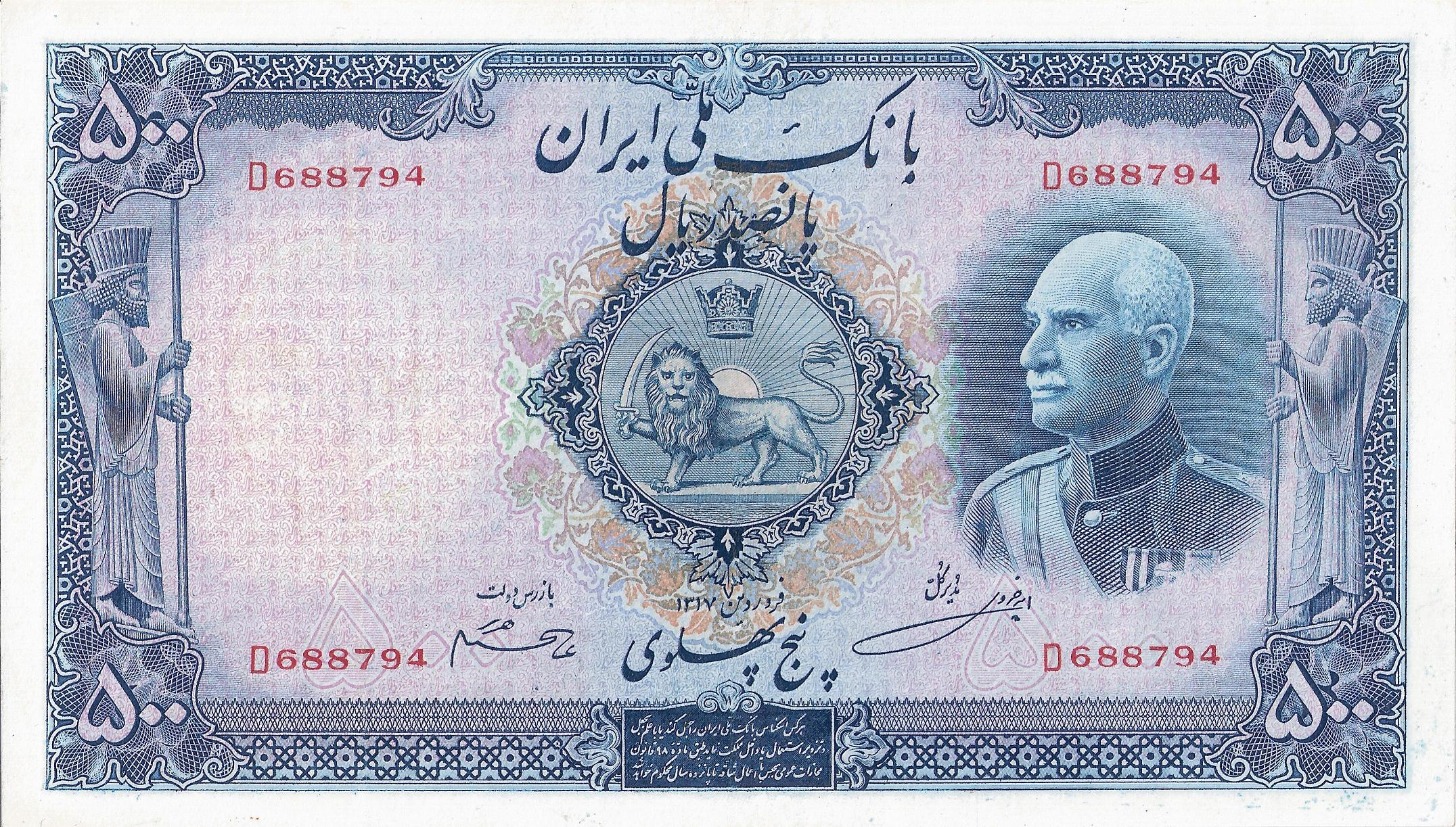
Billet de 500 rials à l'effigie de Reza Shah.

Point généralement évoqué par ses détracteurs : Reza Chah aurait accumulé pendant tout son règne une colossale fortune : environ 15 millions de dollars en 1941, due à d’importantes spoliations de propriétés, environ 1,5 million d’hectares de terres, dans les territoires autour de la mer Caspienne. Reza Chah serait alors devenu l’homme le plus riche du pays, voire le plus riche du Moyen-Orient. Selon les sources, la quantité des territoires varie d’une partie du Mazandaran à la totalité des terres limitrophes de la mer Caspienne. Massoud Behnoud chiffre la totalité de ces biens à une hauteur de 200 millions de dollars, terres comprises. Il ne faut pas oublier qu’à côté des revenus fonciers du Mazandaran, Reza percevait les revenus de la Couronne, c’est-à-dire son salaire de chef d’État ainsi qu’une liste civile.
En fait, tout le retentissement lié à ces allégations a sa propre histoire : ces rumeurs circulaient du temps de Reza Chah, alors que la presse et la plupart des organismes étaient étroitement contrôlés. Récupérés par la BBC à l’époque de l’opération Countenance, ils avaient largement été amplifiés par la propagande anti-Reza Shah de la BBC. Fournissant de très nombreux détails, la population iranienne, qui suivait la BBC pour connaître l’avancée des troupes britanniques et soviétiques, crut que pour posséder tant de détails sur l’opulence de Reza Shah, le gouvernement britannique était forcément au courant de quelque chose. Naquit aussi la rumeur qu’il possédait de nombreux comptes à l’étranger, entre 18 et 12 millions de dollars dans des banques suisses ou américaines. Mais rien n'a jamais été prouvé.
À la chute de Reza Chah, le gouvernement Foroughi engageant le régime dans une phase de libéralisation ; la presse libérée reprit la rumeur, devenue vérité d’évangile, attaquant le nouveau pouvoir, représenté par Mohammad Reza Shah, mais l’opacité de la situation perdura, que ce soit concernant l’origine ou le montant de ladite fortune. Pire, le fait qu’on ignore ce que deviennent ces millions contribua à alimenter les rumeurs les plus folles à propos de cette fortune, et, par extension, à propos de celles de tous les Pahlavis. Cela, avec le temps, ajouté à l’affairisme d’une bonne partie de la famille royale fit passer pour vérité l’idée d’une gigantesque corruption dont les plus grands profiteurs auraient été le Shah et sa famille. Lors d’une interview avec Barbara Walters, le Chah, alors déchu, dit qu’il « n’était pas pauvre, mais probablement pas plus riche que certains Américains ».
Si le Parlement dédommagea les victimes de ces « extorsions », personne n’a trouvé nulle part le montant des indemnisations, séparément ou toutes ensemble.

## Galerie

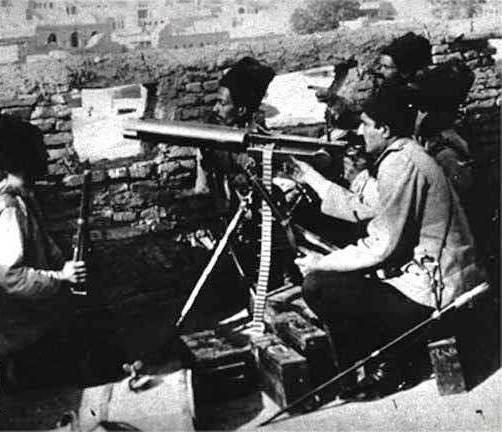
La plus ancienne photo connue de Reza Savad-Koohi, en 1911, ici utilisant une mitrailette Maxim's ; il est à l'époque surnommé Reza Khan Maxim.
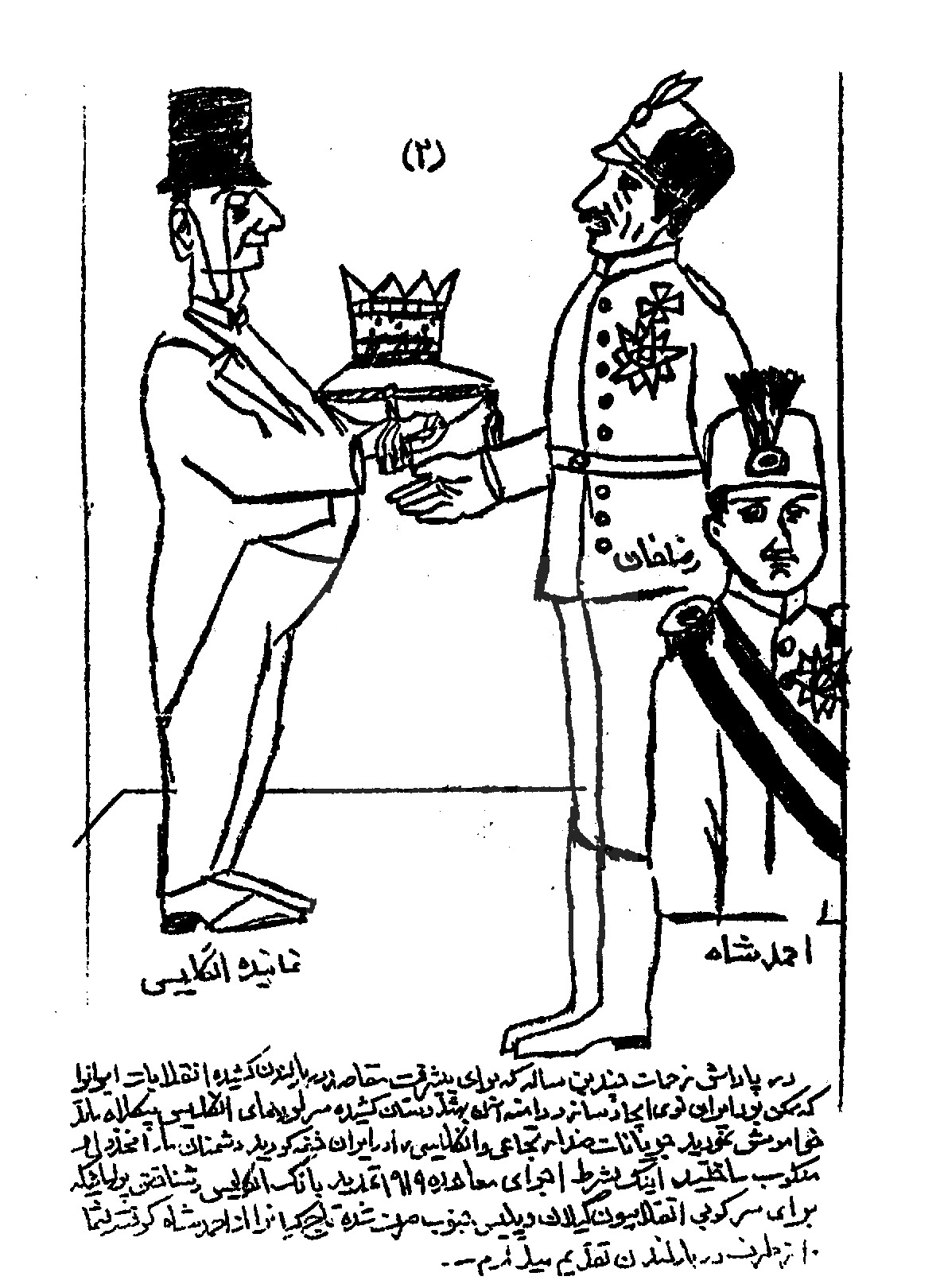
Caricature dénonçant la complicité initiale de Reza Chah avec les Britanniques.
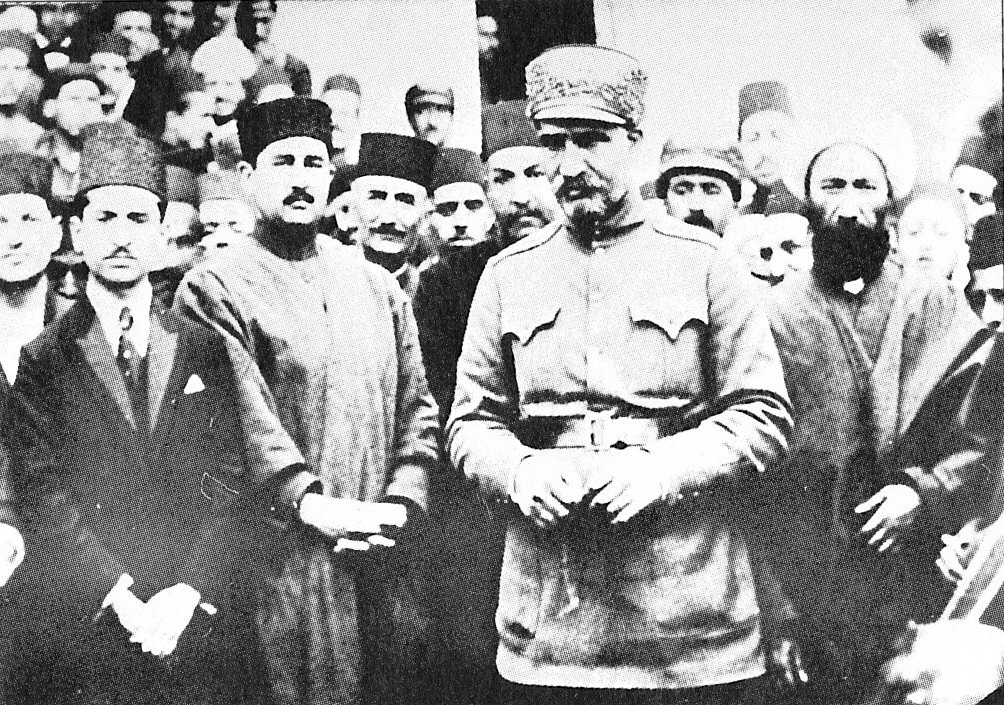
Reza Khan, Premier ministre.
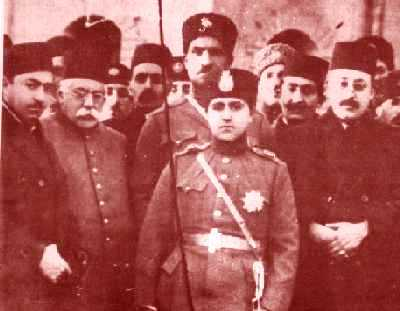
Ahmad Shah, Abdolhossein Farmanfarma, et derrière eux Reza Khan.
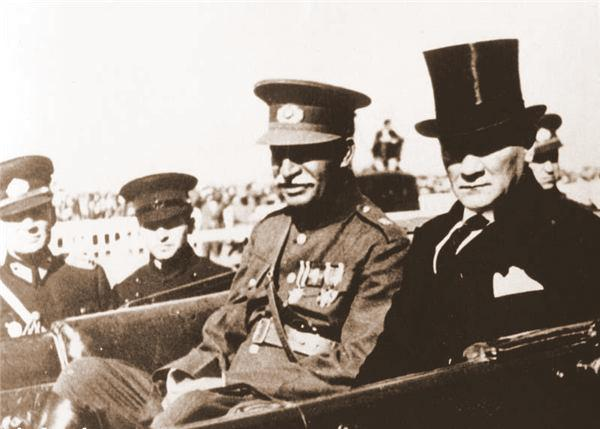
Reza Chah et Mustafa Kemal.
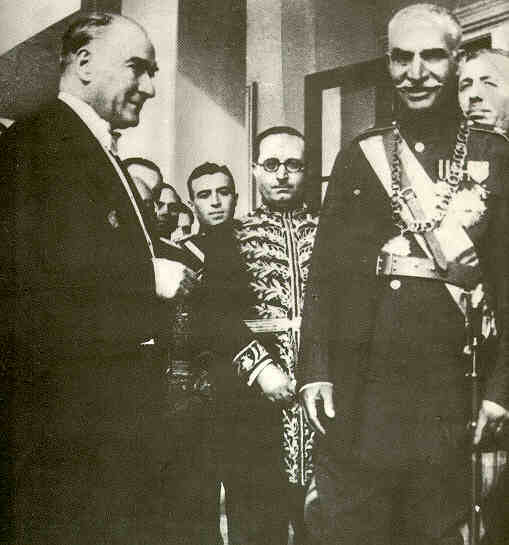
Kemal Ataturk et Reza Chah.
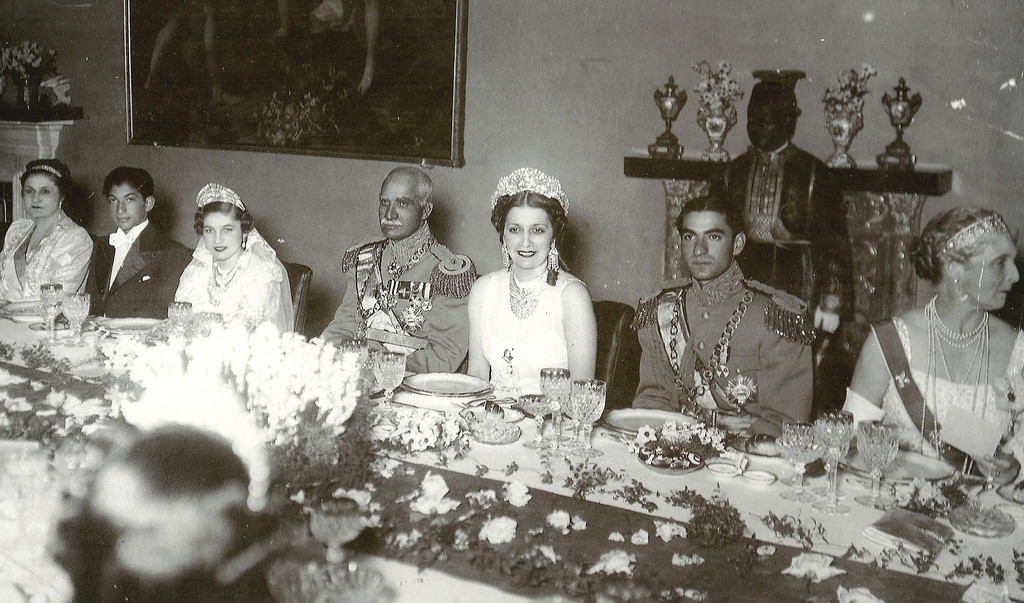
Abdol Reza Pahlavi, Fawzia Fuad, Reza Chah Pahlavi, Nazli Sabri, Mohammad Reza Pahlavi lors du mariage de ce dernier en 1939.
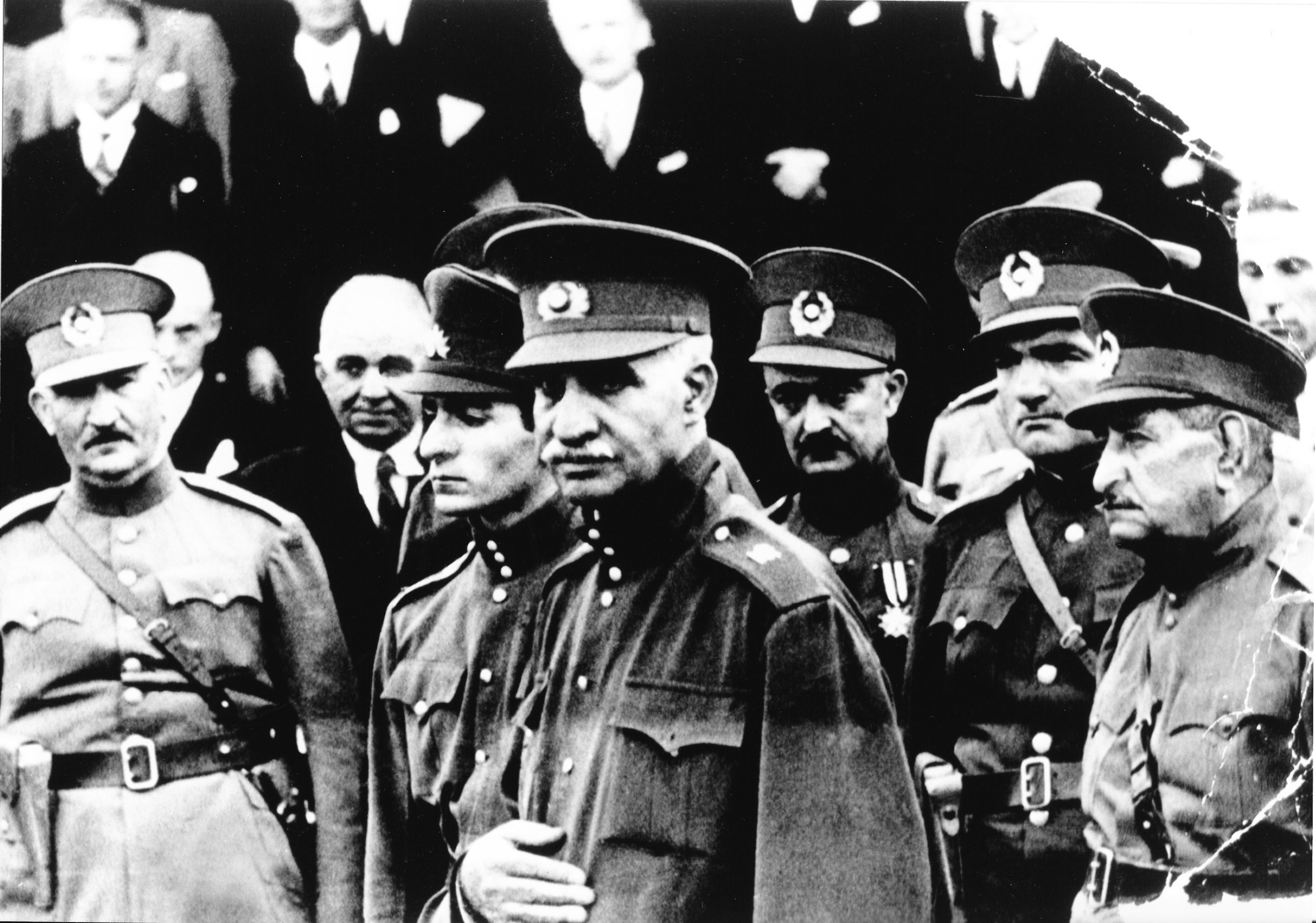
Reza Chah et le prince héritier Mohammad Reza.
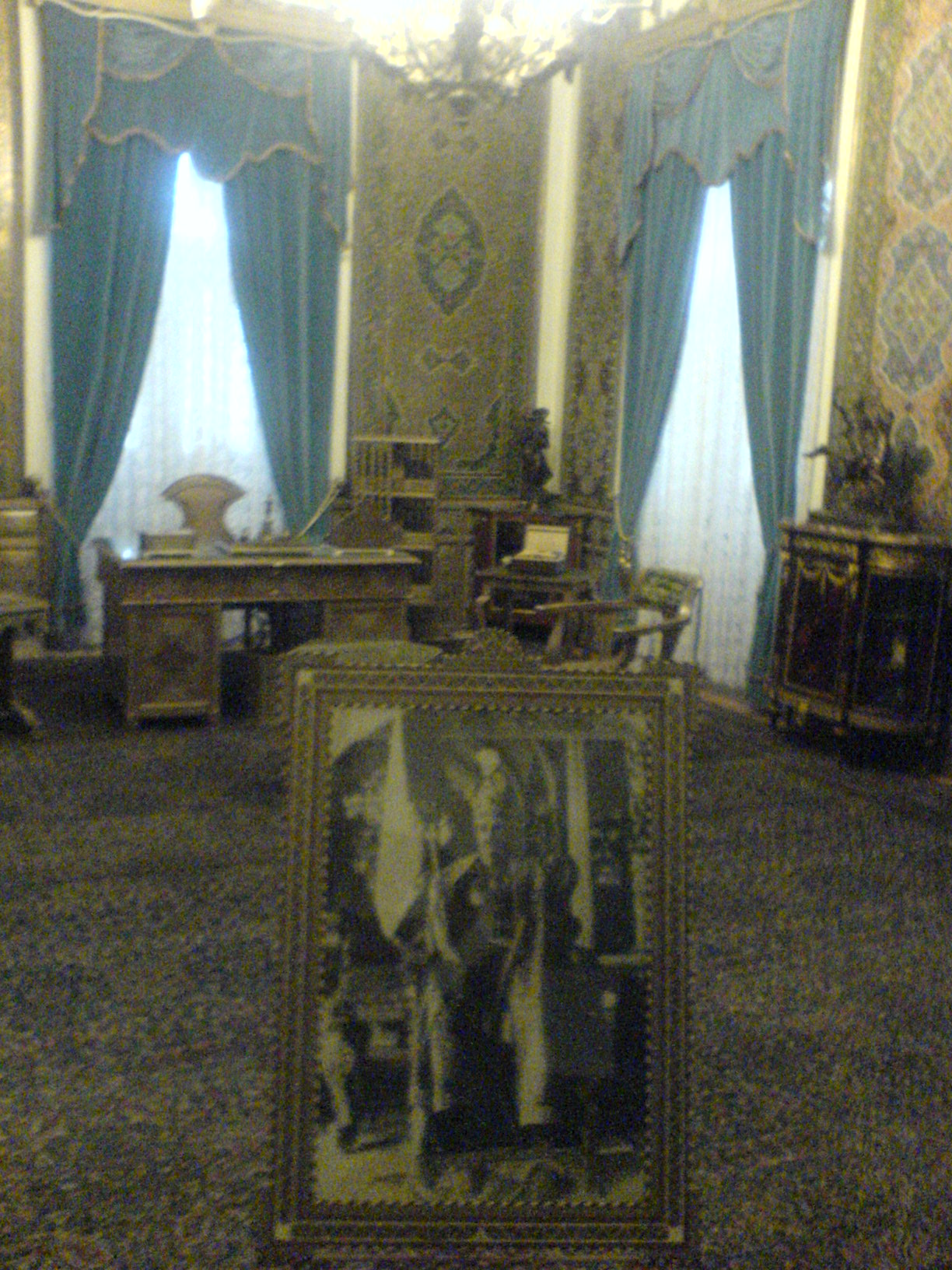
Bureau de Reza Chah à Sa'adAbad.
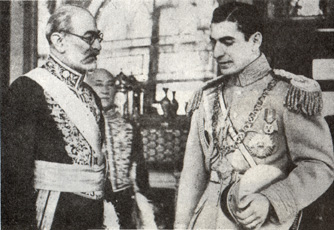
Mohamma Ali Foroughi et Mohammad Reza Chah.
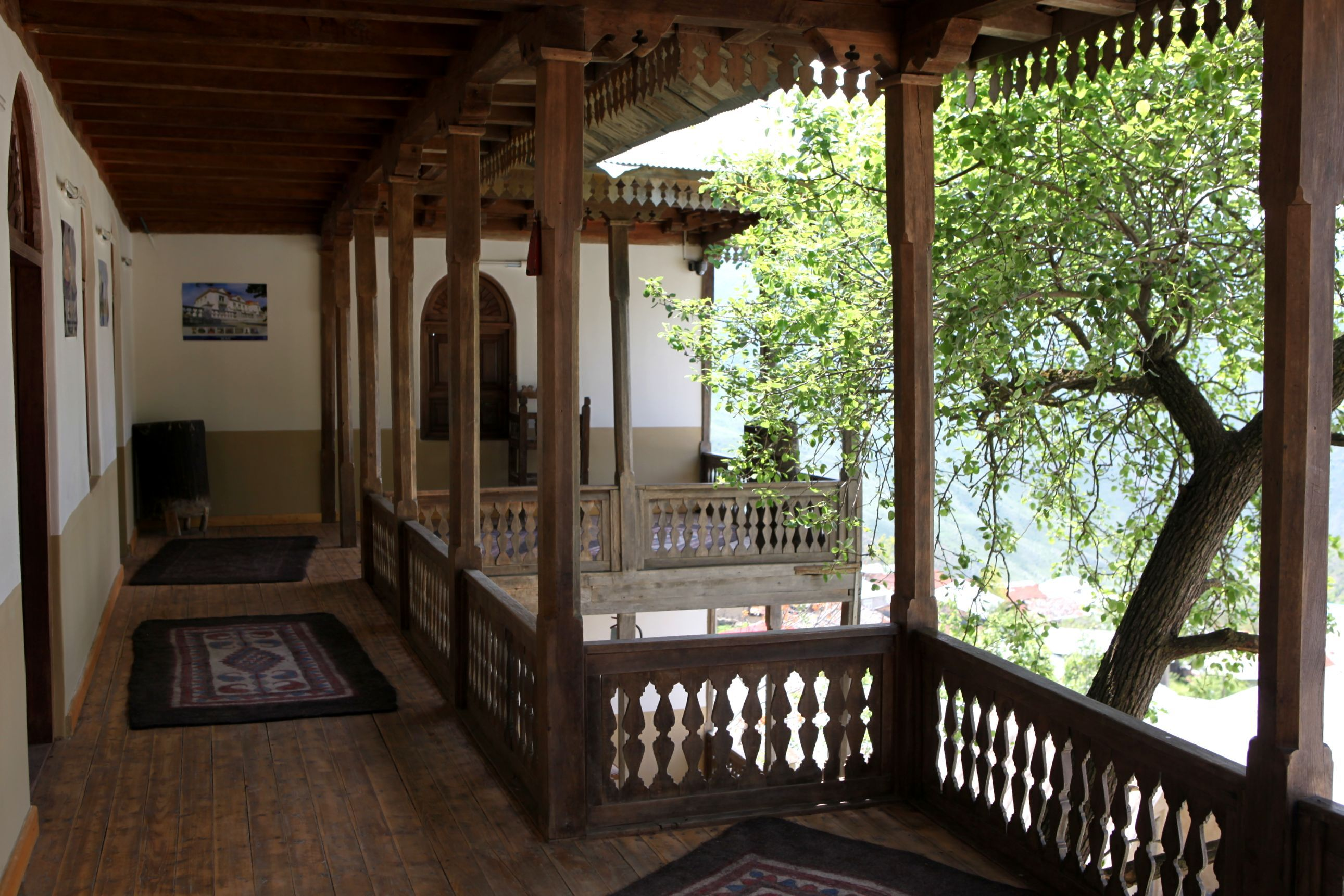
Musée de Reza Chah, Alasht, à l'emplacement de sa maison natale.
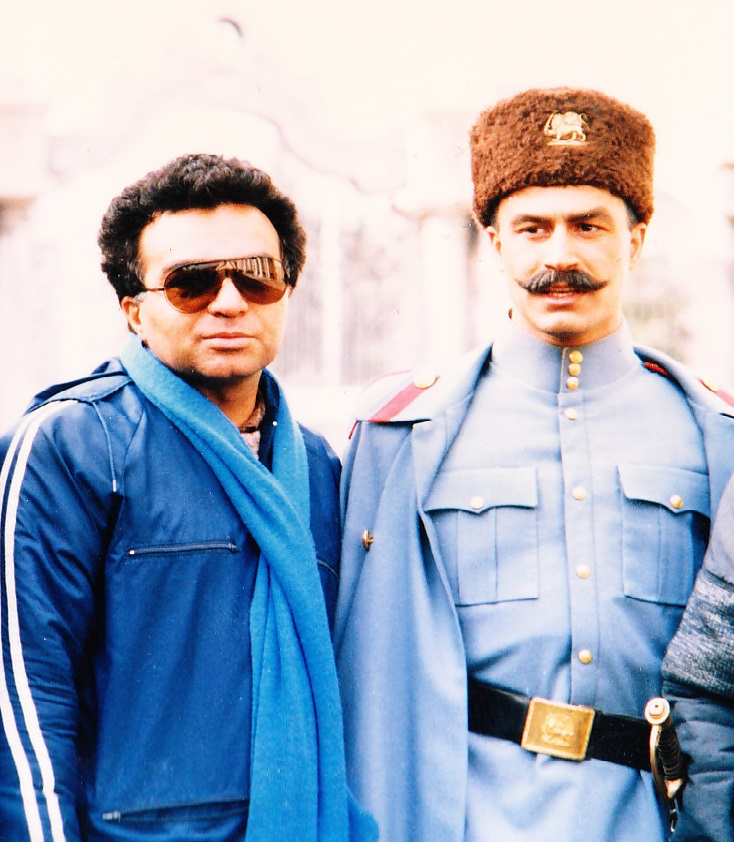
Interprétation de Reza Chah dans Night Raven, une série iranienne des années 1980 sur la vie d'Hassan Modarres.

## Titulature
Au cours de sa vie, Reza Chah a porté de nombreux titres/patronymes. En effet, avant 1923, peu de personnes en Iran possédaient un nom et un prénom. On appelait généralement les gens en allusion à leur milieu natal : c'est la raison pour laquelle Reza fut d'abord appelé « Reza Savad-Kouhi ». Devenu militaire et s'occupant de l'entretien de mitrailleuses Maxim, il est appelé « Reza Maxim », puis reçoit la gratification turcophone « Khan », et devenu militaire gradé il est connu comme « Reza Mir-Panj ». Après son accession au poste de commandant de l'armée puis de ministre de la Guerre, il reçoit le titre de Sadar Sepah : « Reza Khan Sadar Sepah ». Avec la loi de 1923, il opte pour le patronyme Pahlavi, qui rappelle le clan de son père, les Pahlavan, et la langue Pehlevi.
- 28 octobre 1923 - 12 décembre 1925 : Son Altesse Reza Pahlavi (Premier ministre) ;
- 12 décembre 1925 - 15 décembre 1925 : Sa Majesté le roi ;
- 15 décembre 1925 - 16 septembre 1941 : Sa Majesté l'empereur.

Devenu empereur, il ajoute le titre chah à son prénom ; si la forme officielle de son patronyme est Reza Chah Pahlavi, il est généralement abrégé en Reza Chah.
En 1948, le Parlement lui décerna le titre de « le Grand » ; il est ainsi officiellement appelé, et jusqu'à la révolution, puis par certains membres de la diaspora, Reza Chah (Pahlavi) le Grand,.

## Distinctions et décorations

### Distinctions et décorations nationales
- Grand-croix de l'ordre de la Couronne (dynastie Qadjar  Perse)
- Grand-croix de l'ordre du Mérite militaire (dynastie Qadjar  Perse)
- Grand-croix de l'ordre d'Aftab (dynastie Qadjar  Perse)
- Grand-croix de l'ordre d'Aqdas (en) (dynastie Qadjar  Perse)
- Décoration du Portrait impérial en 1921 (dynastie Qadjar  Perse)
- Décoration du 3 Esfand[166] (maison Qadjar  Perse)
- Grand-croix de l'ordre du Héros le 19 avril 1924[167] (dynastie Qadjar  Perse)
- Grand-croix de l'ordre de Zulfikar en qualité de grand maître (dynastie Pahlavi  Iran) le 10 avril 1925[167]
- Médaille du Couronnement (1926) (dynastie Pahlavi  Iran) en 1926
- Grand-croix de l'ordre des Pahlavi en tant que grand maître (dynastie Pahlavi  Iran) en 1932
- Grand-croix de l'ordre du Khorshid en tant que grand maître (dynastie Pahlavi  Iran) en 1939[168]
- Grand-croix de l'ordre du Tadj en qualité de grand maître (dynastie Pahlavi  Iran) le 15 février 1939[169]
- Grand-croix de l'ordre du Homayoun en qualité de grand maître (dynastie Pahlavi  Iran) le 15 février 1939[170]

### Distinctions et décorations étrangères
- Grand collier de l'ordre du Soleil suprême ( royaume d'Afghanistan) en 1928
- Chevalier de l'ordre de l'Aigle blanc ( Pologne) en 1929
- Collier du grand ordre des Hachémites ( royaume d'Irak) en 1932
- Collier de l'ordre de Mohamed Ali ( royaume d'Égypte) en 1932
- Chevalier de l'ordre des Séraphins ( royaume de Suède) en 1934
- Chevalier de l'ordre de l’Éléphant ( royaume du Danemark) le 20 janvier 1937[171]
- Grand-croix de l'ordre de Léopold  ( royaume de Belgique) en 1937
- Grand-croix de la Légion d’honneur ( Troisième République française) le 5 juillet 1937[172]
- Chevalier de l'ordre de l'Annonciade ( royaume d'Italie) en 1939
- Grand-croix de l'ordre des Saints-Maurice-et-Lazare ( royaume d'Italie) en 1939
- Grand-croix de l'ordre de la Couronne d'Italie ( royaume d'Italie) en 1939
- Collier de Fouad Ier ( royaume d'Égypte) en 1939